# Liège
Pour les articles homonymes, voir Liège (homonymie), Cité et Ardente.

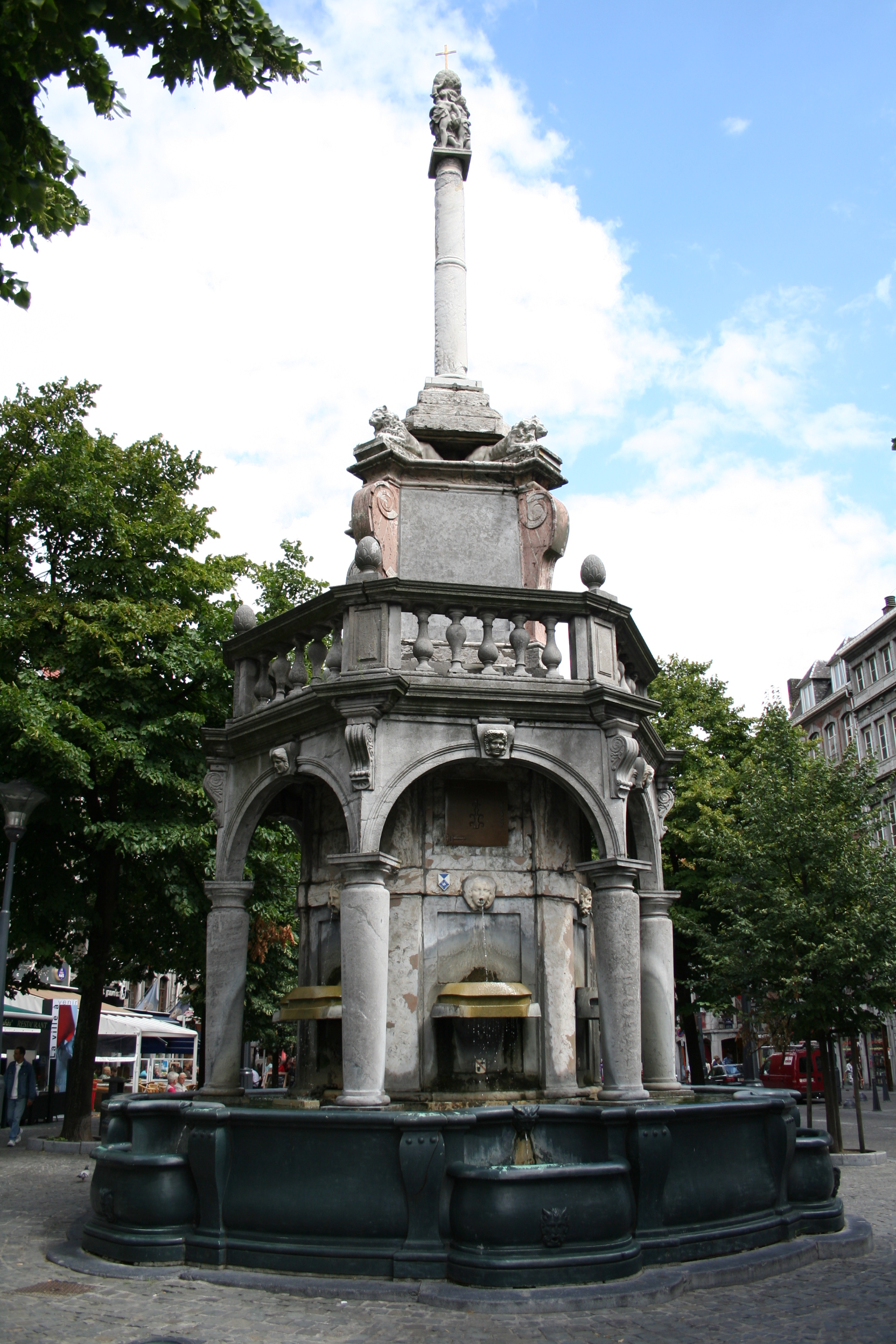
Le Perron, représentant des libertés liégeoises et véritable symbole de la ville.

Liège (prononcé /ljɛʒ/ , anciennement écrit Liége ; aussi prononcé Liége /lje̞ːʒ/ ou Lièche /ljɛːʃ/ en liégeois ; en néerlandais : Luik /lœyk/  ; en allemand : Lüttich /ˈlʏtɪç/  ; en wallon : Lîdje /liːtʃ/), aussi surnommée « la Cité Ardente », est une ville wallonne de l'Est de la Belgique.
Elle est le chef-lieu de la province de Liège. De 972 à 1795, elle fut la capitale de la principauté de Liège. Du VIIIe au XVIe siècle, elle fut le siège du vaste évêché de Liège, héritier de la Civitas Tungrorum.
En 2025, Liège compte quelque 197 000 habitants. Son agglomération est peuplée d'environ 650 000 habitants. Par le nombre d'habitants, c'est la première agglomération wallonne, la troisième agglomération de Belgique après Bruxelles et Anvers et la cinquième commune du pays après Anvers, Gand, Charleroi et Bruxelles.

## Toponymie

### Leodium,Legia, Liège etLîdje
L'étymologie du nom de Liège a suscité, depuis le Moyen Âge, une longue série d'hypothèses. La dernière révision toponymique permet de situer l'origine de Liège au temps du Bas-Empire romain en Germanie inférieure, en adéquation avec les vestiges romains de la place Saint-Lambert attestant une présence, probablement prospère, du Ier au IVe siècle.[réf. nécessaire]
Liége s'écrivait avec un accent aigu, ce avant l'arrêté du Régent du 17 septembre 1946 approuvant la délibération du Conseil communal de la ville de Liége du 3 juin 1946.

### Périphrases
La périphrase la plus souvent utilisée pour désigner la ville de Liège est « Cité Ardente ». Cette appellation vient du titre d'un roman chevaleresque écrit par Henry Carton de Wiart édité en 1904. Ce roman raconte le sac de la ville de Liège par les troupes de Charles le Téméraire en 1468, malgré la résistance liégeoise, aidée par un important contingent, les Six cents Franchimontois, venu d'une seigneurie voisine. L'appellation de « Cité Ardente » n'est pas antérieure à la parution de ce roman. Elle a surtout été popularisée par le prince Albert qui, faisant référence au titre dudit roman dans son discours inaugural de l'Exposition universelle de Liège de 1905, lance vraiment l'expression auprès des journalistes liégeois. Cette expression est restée ancrée dans le langage populaire et la littérature.
Outre « Cité Ardente », Liège est souvent appelée « La Cité des Princes-évêques » en raison de l'ancienne principauté épiscopale de Liège et de l'esprit des Liégeois que l'on qualifie d'esprit principautaire. Liège est, tout comme Rouen, Caen, Poitiers, Dijon, Montréal, Vienne ou Prague, surnommée la Ville aux Cent Clochers en raison du nombre important d'édifices religieux : une cathédrale, six collégiales et une cinquantaine d'églises. En raison de ses grands liens d'amitié avec la France — les Liégeois s'étant inspiré de la Révolution parisienne de 1789 et ayant par la suite été la première ville étrangère à recevoir la Légion d'honneur —, elle est parfois appelée « Le Petit Paris » mais aussi « La petite France des bords de Meuse » par Jules Michelet, ou encore « Un petit coin de France perdu en Belgique » par Alexandre Dumas. Enfin, Liège a été aussi surnommée l'« Athènes du Nord » en raison des écoles qui font sa renommée dans toute l'Europe au Moyen Âge.

### Gentilé et prononciation

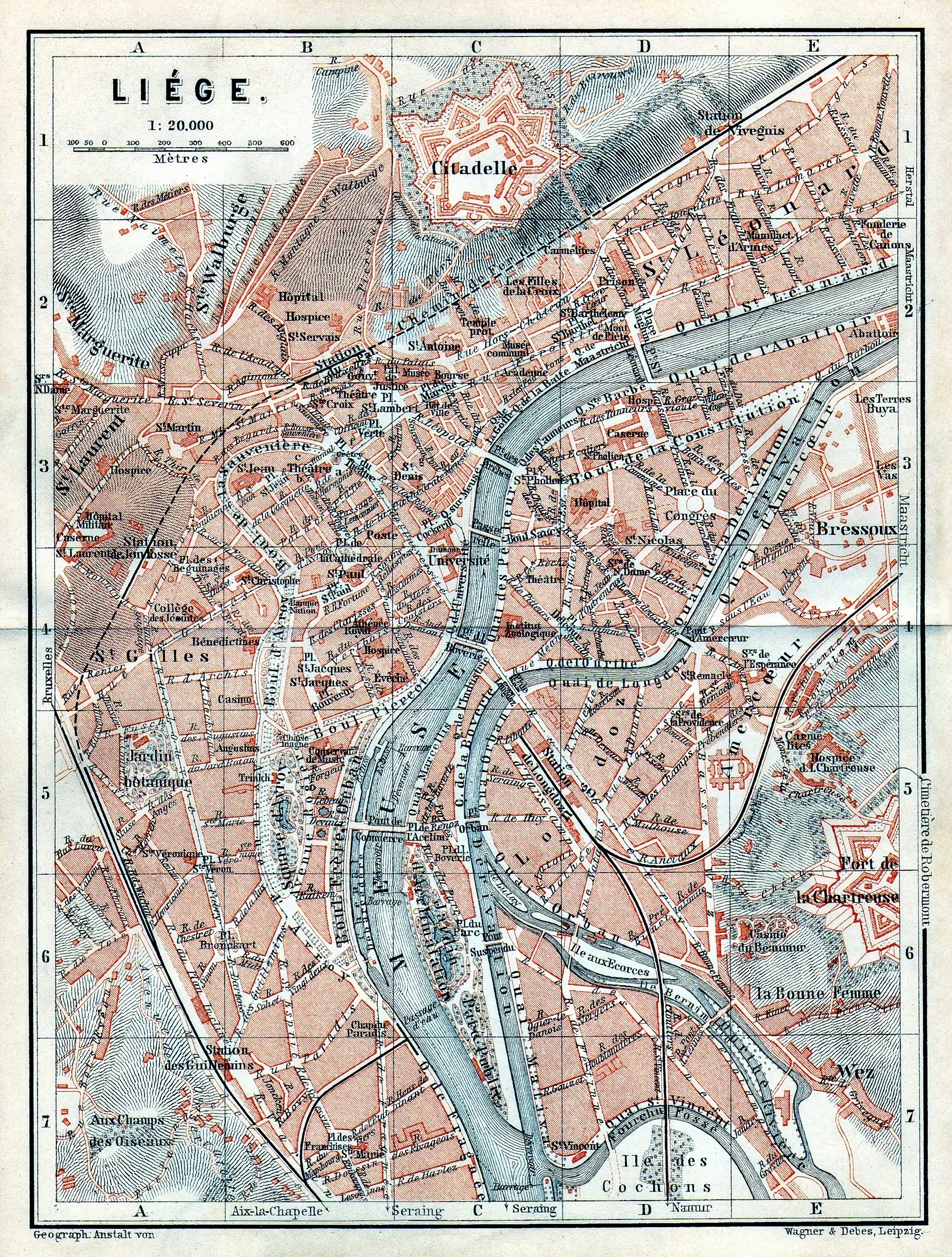
Dans l'édition 1897 du guide Baedeker Belgique et Hollande, « Liége » est écrit avec un accent aigu.

En français, le gentilé est Liégeois / Liégeoise (au pluriel : Liégeois / Liégeoises). La prononciation de l'accent aigu (et sa notation) a été conservée dans le gentilé, alors qu'il a été remplacé par un accent grave dans la graphie officielle (depuis le3 juin 1946) du nom de la ville (graphie conforme aux normes de prononciation françaises). L'édition liégeoise imprimée ou numérique de La Libre Belgique se nomme encore toujours La Gazette de Liége (avec accent aigu), même si le site web écrit le plus souvent La Gazette de Liège (accent grave).
Lîdjwês / Lîdjwêse dans le dialecte wallon du pays de Liège. La forme archaïque Lîdjeûs subsiste à Namur, à Verviers, dans le Condroz et en Ardenne où elle est encore utilisée de manière péjorative, en réponse à l'altération par les Liégeois d'ådneûs (« ardennais ») en ågn'neûs (« ânes »). On la retrouve aussi à Liège dans le vieux proverbe po esse Lidjeûs, i fåt èsse vinou å monde èl coûr dès Mèneûs (pour être Liégeois, il faut être venu au monde dans la cour des mineurs, allusion à la cour de l'ancien couvent des Frères mineurs en Hors-Château, proche du Palais des princes-évêques).

## Géographie

### Localisation
La ville est située dans l'Est de la Belgique, au centre-nord de la province de Liège, sur les axes de communication entre Aix-la-Chapelle en Allemagne et la capitale belge, la ville de Bruxelles, et Maastricht aux Pays-Bas et la capitale wallonne, Namur. Elle est située dans le Nord-Est de la région wallonne, aux confluences de la Meuse, de l'Ourthe et de la Vesdre. Les premiers hommes, quant à eux, se sont installés à la confluence de la Meuse et de la Légia.
Elle est distante de 53 km de Namur, la capitale politique de la Wallonie ; de 88 km de Bruxelles ; de 25 km de Maastricht (Pays-Bas) ; de 39 km d'Aix-la-Chapelle (Allemagne) ; de 65 km de Weiswampach (grand-duché de Luxembourg) ; de 76 km de Givet, (France) (distances orthodromiques).
Avec une superficie de 6 939 ha, Liège est moins étendue que les autres grandes villes de Belgique comme Anvers (20 451 ha), Gand (15 618 ha) et Charleroi (10 208 ha).

#### Communes limitrophes
| Ans           | Juprelle, Herstal, Visé | Blegny        |
| Saint-Nicolas | Liège                   | Beyne-Heusay  |
| Seraing       | Esneux                  | Chaudfontaine |

### Site

#### Oro-hydrographie
La ville de Liège est née à la confluence de la Meuse et de la Légia, au pied du promontoire du Publémont. Jusqu'au début du XXe siècle, le développement de la ville fut restreint aux plaines alluviales de la Meuse, de l'Ourthe et de la Vesdre. En effet, l'escarpement de la plupart des versants obligeait la ville à rester dans la vallée. Le centre de Liège est à 60 m d'altitude.
Au-delà du versant nord-ouest de la ville, on retrouve Rocourt à 180 m d'altitude où le relief redevient plat. Cette partie de la commune de Liège fait partie du plateau Hesbignon.
À l'est de la ville, à Grivegnée, se trouve le large promontoire du plateau de Belleflamme qui constitue une avancée du pays de Herve. Ce promontoire est incisé par plusieurs vallons secondaires dans lesquels se sont développés des axes de circulation comme les rues de Herve, Gaillarmont et Jules Cralle.
Au sud, on atteint le point culminant de la commune avec 270 m au Sart Tilman (à la limite avec la commune de Seraing). Cette partie de la commune de Liège connaît des versants encore plus escarpés et est également un promontoire qui fait partie de la région géographique de l’Ardenne condrusienne.

#### Topographie

Utilisation du sol en 2006.

La ville se situe au carrefour de trois zones géographiques naturelles : au nord, la Hesbaye (altitude 160 à 200 m), une des principales zones agricoles de Belgique ; à l’est, le pays de Herve (200 à 320 m), un paysage plus vallonné et arboré, grande région fruitière ; au sud, les plateaux du Condroz (200 à 280 m), portes de l’Ardenne où dominent landes et forêts et, du haut de ses 694 m, le point de plus haute altitude en Belgique, le signal de Botrange. Le sous-sol est caractérisé par la présence de la Faille du midi, ligne de fracture encore sismiquement active, qui explique le risque sismique et notamment le tremblement de terre de Liège du 8 novembre 1983, dont les dégâts ont été estimés à  73 500 000 € bien que la magnitude du séisme ait été modérée (magnitude Ml=5.0).
Le territoire de la ville est formé pour une partie importante des plaines alluviales de la Meuse, fleuve qui déroule ses méandres sur 950 km depuis le plateau de Langres en France jusqu'aux Pays-Bas où il est relié au delta du Rhin par le canal de la Meuse au Waal, pour se jeter dans la mer du Nord, ainsi que des plaines de deux de ses affluents, l’Ourthe et la Vesdre.
La superficie de la ville de Liège est de 6 939 ha (94e rang des communes de Belgique) occupée à 28 % par des zones urbanisées (habitat divers, commerces, bureaux…), à 22 % par des zones non cadastrées (cours d’eau et voiries publiques), à 21 % par des zones boisées, à 11 % par des zones agricoles et à 5 % par des zones industrielles.

#### Hydrographie

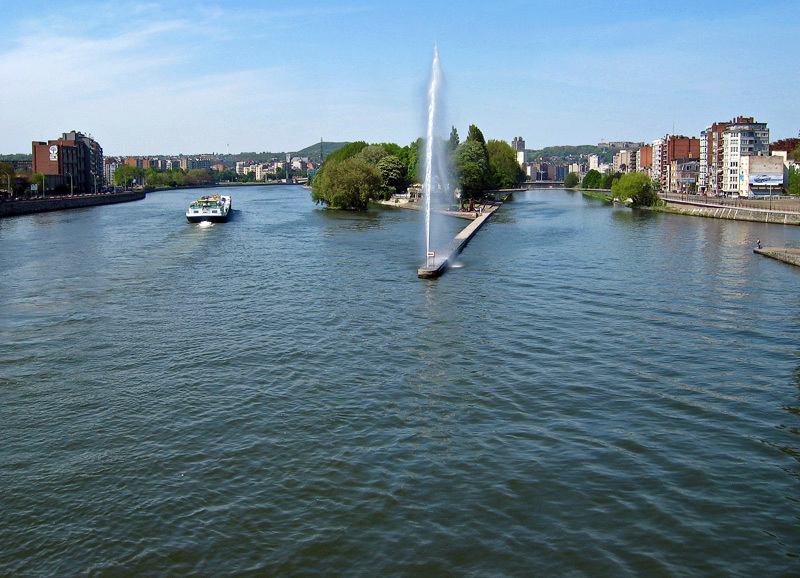
La Meuse à gauche et sa Dérivation à droite.

La Meuse traverse Liège suivant une direction générale sud-ouest/nord-est, sur une longueur de quelque 12 km entièrement canalisée. Au niveau de la vieille ville, la plaine alluviale du fleuve reste étroite (largeur moyenne de 1,3 km). La ville est également traversée par l'Ourthe et par la Vesdre, qui arrivent du sud-est, et par la Légia à l'ouest, aujourd'hui entièrement souterraine.
Outre ces fleuve et rivières, la ville comporte plusieurs canaux : le canal Albert, inauguré en 1939 et porté en 1997 à 9 000 tonnes, qui permet de rejoindre l'estuaire de l'Escaut en partant de l'île Monsin ; la Dérivation qui remplace plusieurs bras de la Meuse et de l'Ourthe pour favoriser la navigation et réduire les inondations ; le canal de l'Ourthe, vestige d'un projet de canal entre la Meuse et la Moselle.
Autrefois, la Meuse et l'Ourthe se divisaient en de nombreux bras qui traversaient la cité, mais ils furent progressivement comblés et devinrent notamment l'avenue Blonden, les boulevards d'Avroy, Piercot et de la Sauvenière, les rues de l'Université et de la Régence pour la rive gauche de la Meuse, les boulevards Saucy et de la Constitution en Outremeuse ainsi que les boulevards de Douai, de Froidmont, Frankignoul, Raymond Poincaré et Émile de Laveleye pour la rive droite.
Le creusement de la Dérivation et la rectification du cours de la Meuse le long du boulevard Frère-Orban au cours du XIXe siècle ont fixé l'actuel aspect hydrographique de la ville.
La ville a été marquée par de nombreuses inondations dont les plus importantes ont été celles de 1571, 1647, 1740, 1850, 1880 et 1926. Les dernières en juillet 2021.

#### Climat
Le climat de Liège est dit tempéré, des précipitations importantes y sont enregistrées toute l'année, y compris lors des mois les plus secs. Selon la classification de Köppen-Geiger, le climat est de type Cfb. Liège affiche 11,2 ºC de température en moyenne sur toute l'année. Chaque année, les précipitations sont de 853,7 mm en moyenne.
| Mois                                | jan. | fév. | mars  | avril | mai   | juin | jui.  | août  | sep.  | oct.  | nov. | déc. | année |
| ----------------------------------- | ---- | ---- | ----- | ----- | ----- | ---- | ----- | ----- | ----- | ----- | ---- | ---- | ----- |
| Température minimale moyenne (°C)   | 1,1  | 1,1  | 3,1   | 5,5   | 9,4   | 12,5 | 14,5  | 14,1  | 11,1  | 8     | 4,5  | 2    | 7,2   |
| Température moyenne (°C)            | 3,7  | 4,2  | 7,1   | 10,4  | 14,2  | 17,3 | 19,3  | 19    | 15,6  | 11,7  | 7,4  | 4,4  | 11,2  |
| Température maximale moyenne (°C)   | 6,4  | 7,3  | 11,1  | 15,4  | 19    | 22   | 24,1  | 23,9  | 20,1  | 15,4  | 10,2 | 6,8  | 15,2  |
| Ensoleillement (h)                  | 58,9 | 78,4 | 130,2 | 183   | 204,6 | 210  | 213,9 | 206,1 | 160,5 | 119,3 | 70,5 | 59,6 | 1 695 |
| Précipitations (mm)                 | 72,2 | 65,9 | 60,1  | 52,7  | 67,7  | 78,6 | 78,9  | 85,2  | 67,5  | 67,4  | 68,3 | 89,1 | 853,7 |
| Nombre de jours avec précipitations | 13,3 | 12   | 11,5  | 9,5   | 10,5  | 11   | 10,7  | 10,7  | 10    | 11    | 12,7 | 15   | 137,9 |

| Diagramme climatique                                  |            |             |             |           |            |              |              |              |           |             |          |
| J                                                     | F          | M           | A           | M         | J          | J            | A            | S            | O         | N           | D        |
| 6,41,172,2                                            | 7,31,165,9 | 11,13,160,1 | 15,45,552,7 | 199,467,7 | 2212,578,6 | 24,114,578,9 | 23,914,185,2 | 20,111,167,5 | 15,4867,4 | 10,24,568,3 | 6,8289,1 |
| Moyennes : • Temp. maxi et mini °C • Précipitation mm |            |             |             |           |            |              |              |              |           |             |          |

Une différence de 36,4 mm est enregistrée entre le mois le plus sec et le mois le plus humide. La température moyenne au cours de l'année varie de 15,6 °C.

#### Parcs, bois et autres espaces verdurisés
Liège comporte plusieurs parcs et espaces verts dont le bois du Sart Tilman connu pour abriter un campus de l'Université de Liège. Parmi les jardins les plus notables, on compte ceux d'Avroy et de la Boverie. Le parc d'Avroy a été établi dans la seconde moitié du XIXe siècle à la place d'un ancien bras de la Meuse afin de servir de centre à un nouveau quartier résidentiel chic. Le parc de la Boverie, érigé comme jardin d'acclimatation à la suite des modifications du tracé de la Meuse, a accueilli l'Exposition universelle de 1905 et l'Exposition internationale de 1930.
Les principaux espaces verts de la ville de Liège sont :
- les quais de l'Ourthe (quai des Ardennes) ;
- le parc Astrid (quai de Wallonie) ;
- le parc d'Avroy (boulevard d'Avroy) ;
- le Jardin botanique (rue Fusch - rue Louvrex) ;
- le parc de la Boverie (rue du Parc) ;
- La Chartreuse (avenue de Péville - Thier de la Chartreuse - rue Soubre) ;
- le parc communal de Cointe (boulevard Gustave Kleyer) ;
- le parc Comhaire (rue Comhaire) ;
- les coteaux de la Citadelle (comprenant eux-mêmes plusieurs espaces verts : le bois des Carmélites, le parc de la Citadelle, le bois Fabry, Favechamps, les terrasses des Minimes et les coteaux de Vivegnis) ;
- le parc de Droixhe (avenue de Lille) ;
- la place Émile Dupont ;
- le domaine de Fayenbois[14] (avenue de la Rousselière - Thier du Goreu) ;
- la plaine Gilles Demarteau (rue Gilles Demarteau) ;
- le jardin Jean-Bernard Lejeune ;
- le jardin Abbé Firket (rue des Éburons) ;
- le bois Mangeon (rue Bois Mangon - rue de l'Oasis) ;
- le jardin Morinval - 4 tourettes (rue Morinval) ;
- le parc de la Paix (rue de Campine - Thier Savary) ;
- le parc de Péralta (rue de l'Hôtel de Ville) ;
- le parc Sainte-Agathe (rue Hullos - rue Saint-Laurent) ;
- le parc Sainte-Beuve ;
- le parc Saint-Léonard (rue de la Résistance) ;
- la réserve naturelle du Sart Tilman (route du Condroz - boulevard du Rectorat) ;
- les Terrasses (avenue Blonden - boulevard Piercot - avenue Rogier) ;
- le parc Walthère Dewé (rue Fond des Tawes) ;
- le bois de Wandre (rue des Marêts - rue Tesny - rue Bois la Dame) ;
- le parc de Xhovémont (rue Xhovémont).

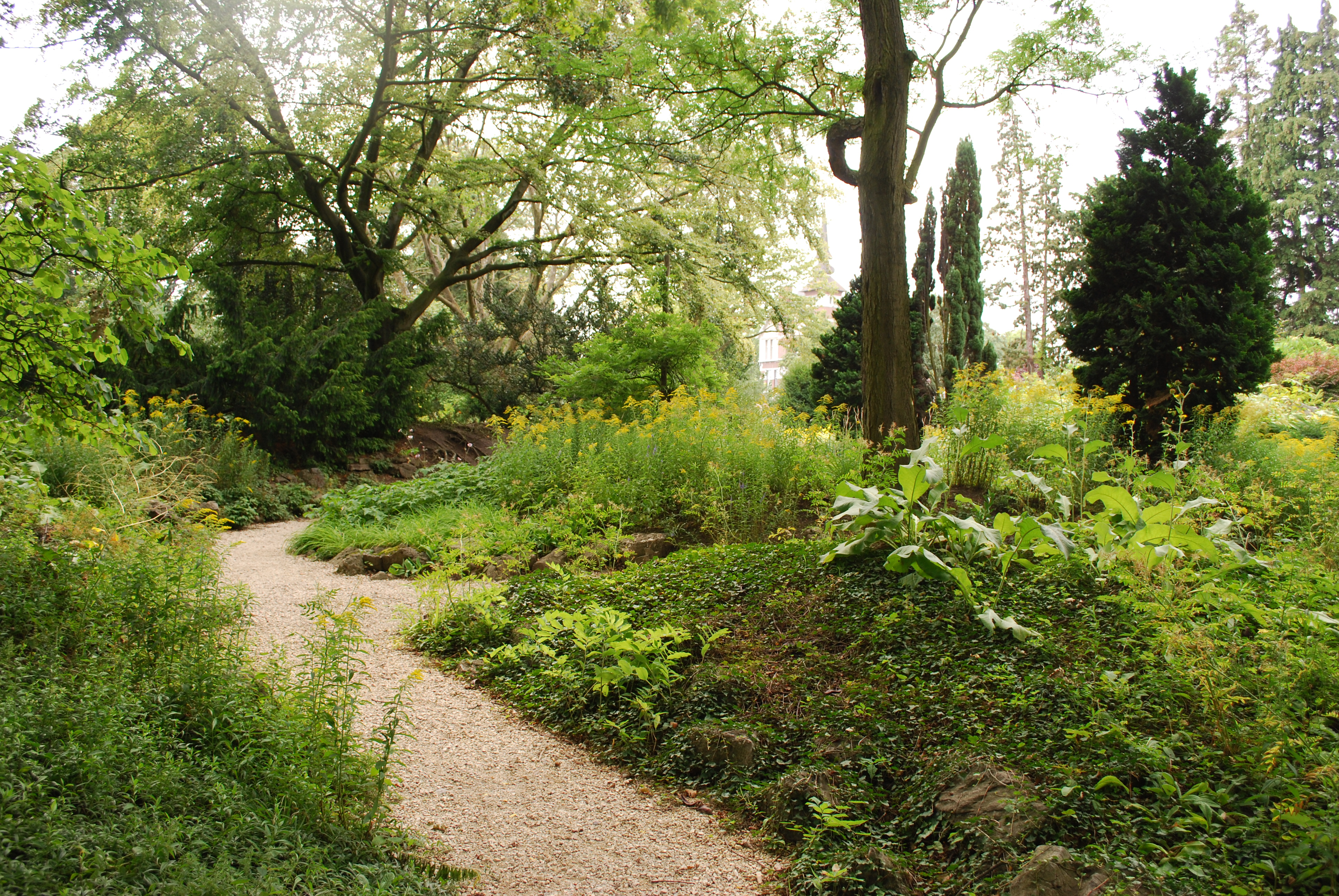
Parc communal de Cointe.
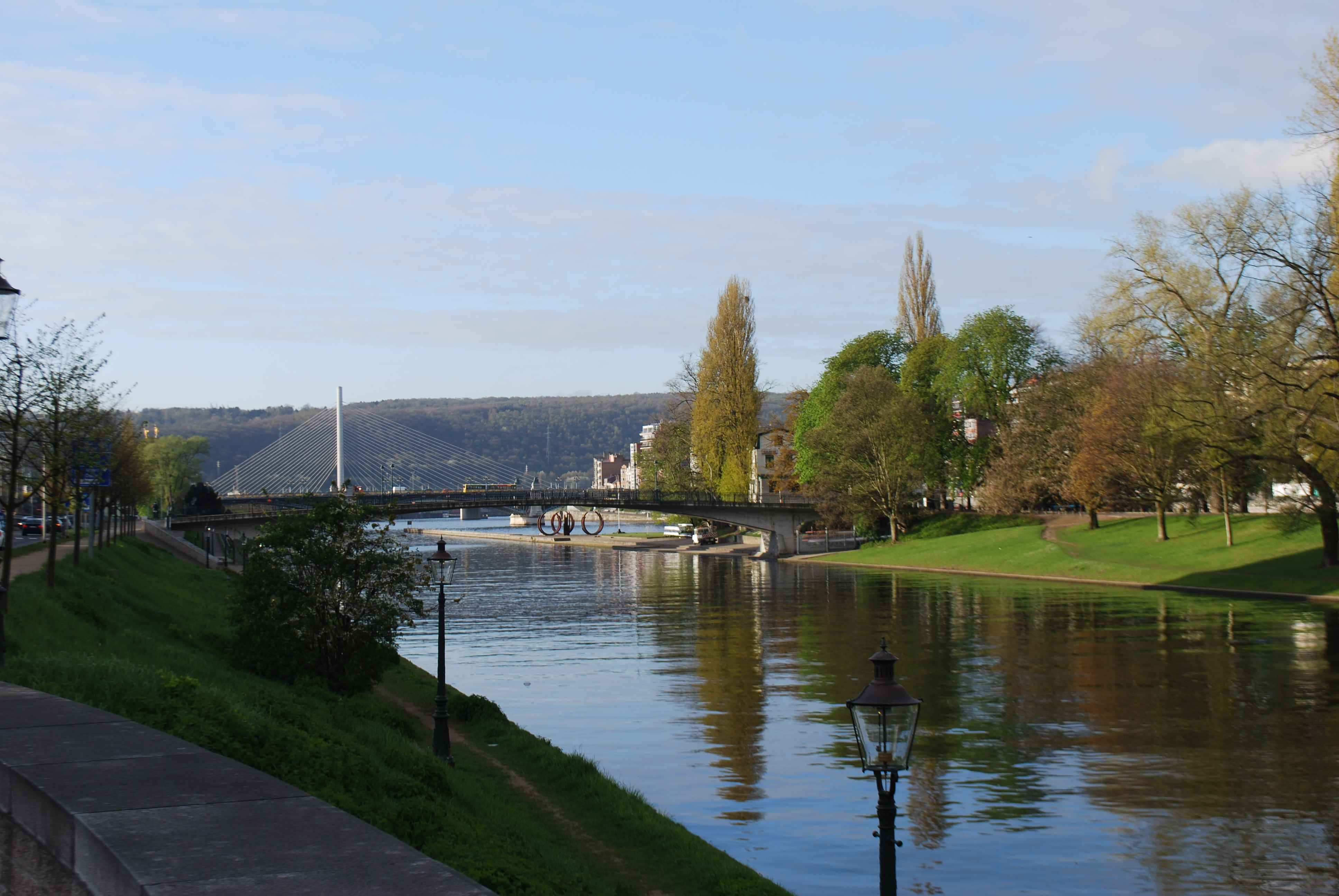
Parc de la Boverie.
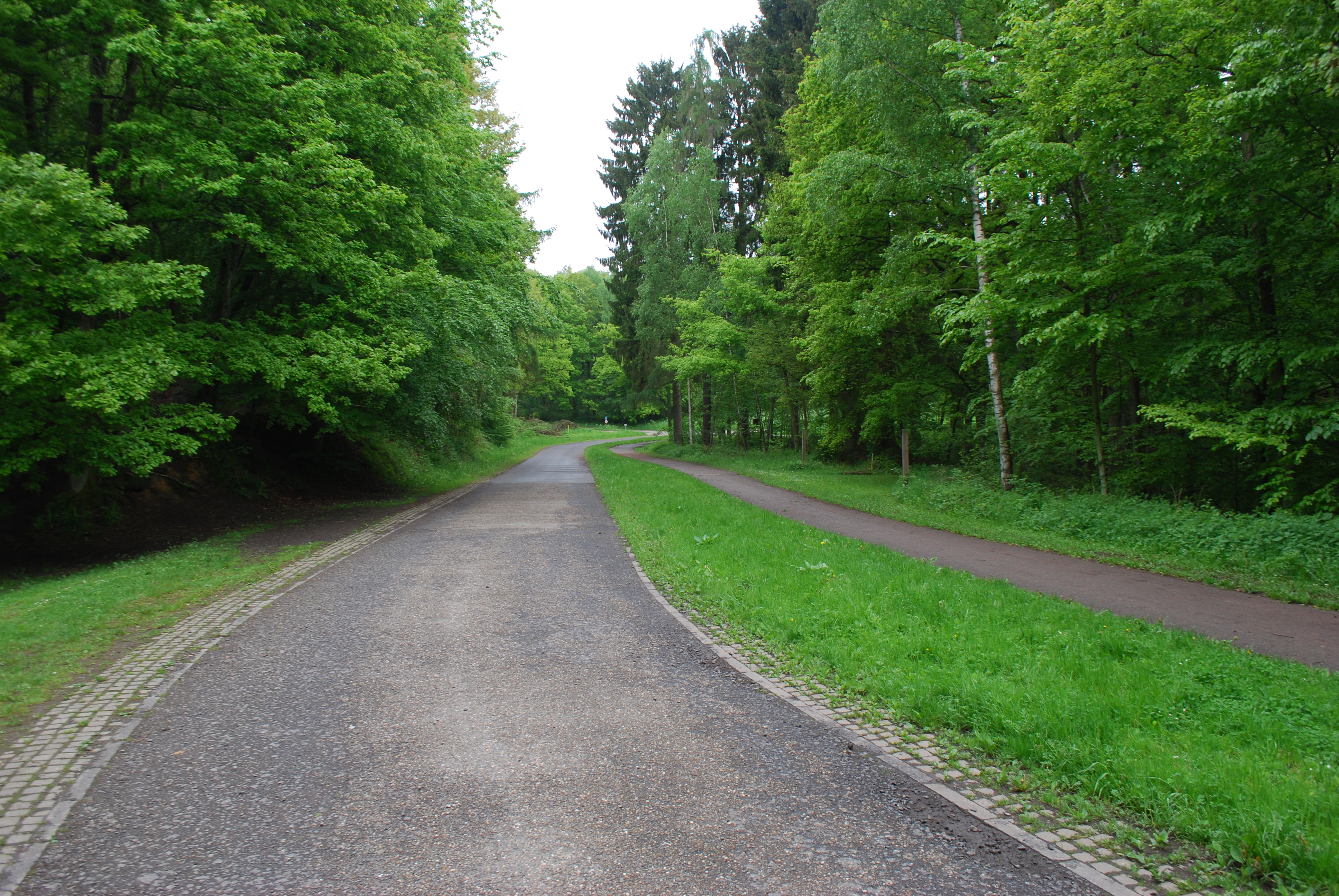
Sart Tilman.
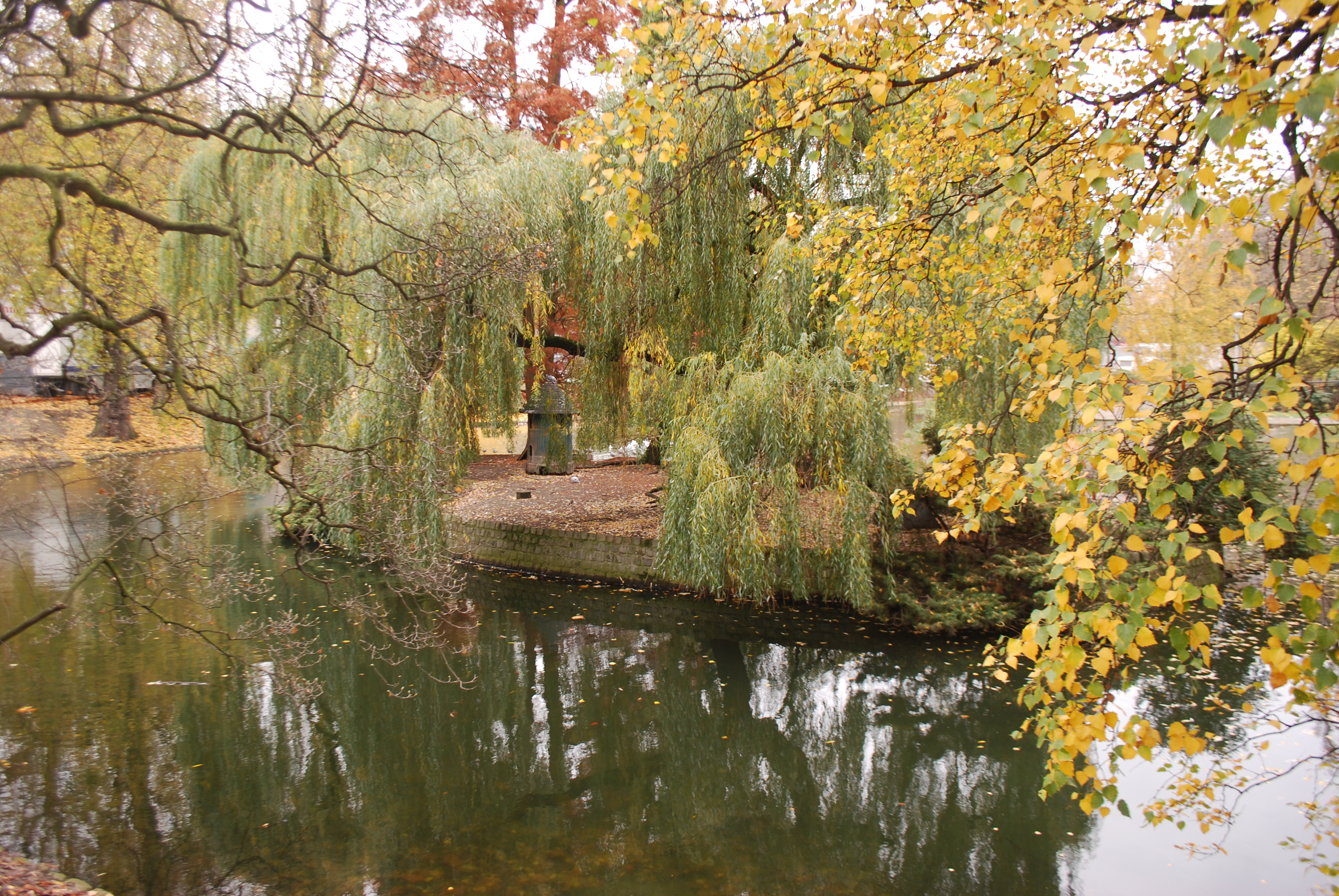
Parc d'Avroy.

### Situation

#### Euregio Meuse-Rhin
La ville de Liège, chef-lieu de la Province du même nom, a la particularité de se situer dans la zone de point de rencontre de trois États, à 25 km au sud de Maastricht aux Pays-Bas et à 40 km à l'ouest d'Aix-la-Chapelle (Aachen) en Allemagne.
Elle appartient aujourd’hui à une région transfrontalière, « l’Euregio Meuse-Rhin », zone d’influence privilégiée qui compte quelque 3,7 millions d’habitants.
Cette situation relève néanmoins d’une longue tradition puisque, sans mentionner l’époque romaine, cette région transfrontalière a constitué un État unique dès la période carolingienne. Après 843, au moment où l’empire de Charlemagne est démembré par le traité de Verdun, la région constituait une partie de la Francie médiane, de façon bien temporaire puisqu’en 962, Othon Ier le Grand atteint le dessein grandiose de restaurer l’ordre chrétien dans un grand Empire germanique.
Jusqu'à la révolution liégeoise, l’entité régionale reste unie. Actuellement, les relations transfrontalières traditionnelles sont rétablies.

### Subdivisions de la commune
En Belgique, la majorité des communes sont divisées en sections.
| - I. Rocourt - II. Liège - III. Glain - IV. Sclessin - V. Angleur | - VI. Chênée - VII. Grivegnée - VIII. Bressoux - IX. Jupille-sur-Meuse - X. Wandre |

Sections de Liège

Les sections d'Angleur, Bressoux, Chênée, Glain, Grivegnée, Jupille-sur-Meuse, Rocourt, Sclessin et Wandre furent intégrées à la ville de Liège (ainsi que quelques rues d'Ans, Saint-Nicolas et Vottem), lors de la fusion des communes en 1977[réf. nécessaire]. 

### Agglomérations morphologique et opérationnelle
L'agglomération morphologique de la ville de Liège désigne l'ensemble des zones urbanisées qui forment un tissu bâti continu. Elle inclut non seulement le territoire de la ville-centre, mais également celui de la couronne urbaine, constituée des communes et quartiers périphériques intégrés à cet espace urbain homogène.

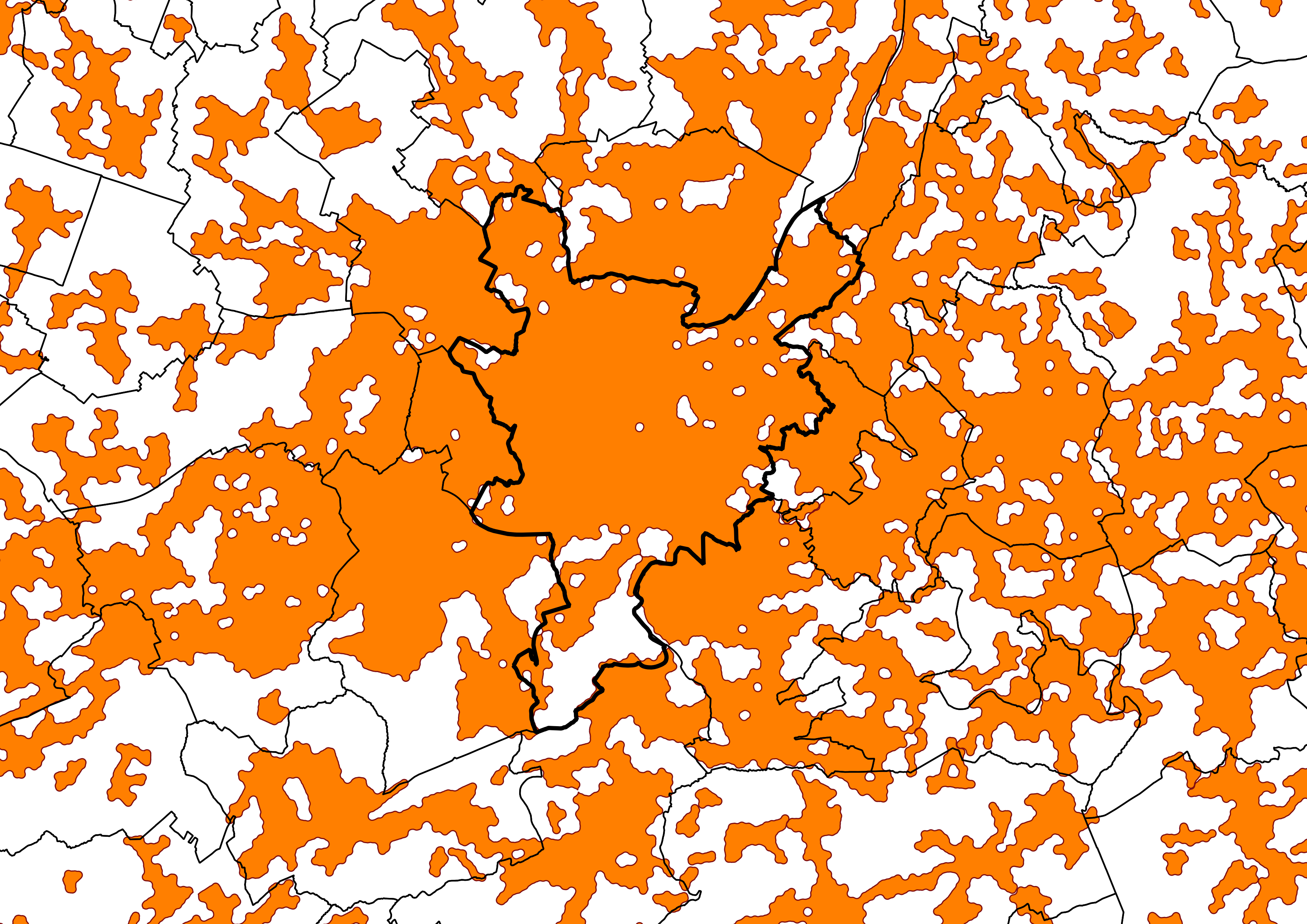
Agglomération morphologique.

L'agglomération opérationnelle de Liège correspond à son agglomération morphologique ajustée aux limites des communes. Elle est composée des treize communes suivantes : Liège, Ans, Beyne-Heusay, Chaudfontaine, Engis, Flémalle, Fléron, Grâce-Hollogne, Herstal, Oupeye, Saint-Nicolas, Seraing et Soumagne.

Agglomération opérationnelle.

### Région urbaine
La région urbaine de Liège est formée par son agglomération et sa banlieue. La banlieue est une zone à caractère résidentiel dont la population est fortement orientée vers l’agglomération. Celle de Liège est composée des quinze communes suivantes : Awans, Bassenge, Blegny, Crisnée, Esneux, Fexhe-le-Haut-Clocher, Juprelle, Nandrin, Neupré, Olne, Oreye, Saint-Georges-sur-Meuse, Sprimont, Trooz et Visé.

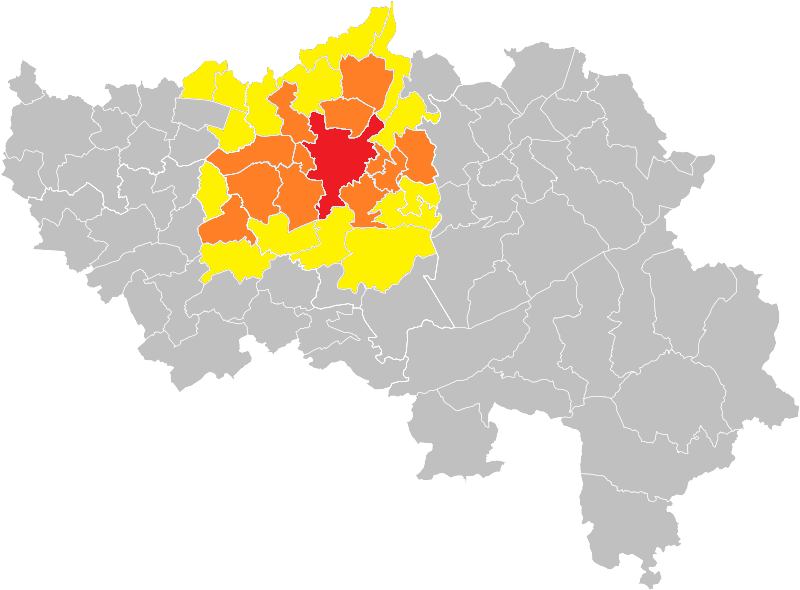
Région urbaine.

### Complexe résidentiel urbain
Le complexe résidentiel urbain de Liège est formé par sa région urbaine et sa zone résidentielle de migrants alternants. La zone de migrants alternants est caractérisée par un grand nombre de navettes vers la région urbaine. Celle de Liège est composée des vingt-six communes suivantes : Amay, Anthisnes, Aywaille, Berloz, Clavier, Comblain-au-Pont, Dalhem, Donceel, Faimes, Ferrières, Fourons, Geer, Hamoir, Herve, Lierneux, Manhay, Marchin, Modave, Ouffet, Remicourt, Stoumont, Tinlot, Verlaine, Villers-le-Bouillet, Wanze, Waremme.

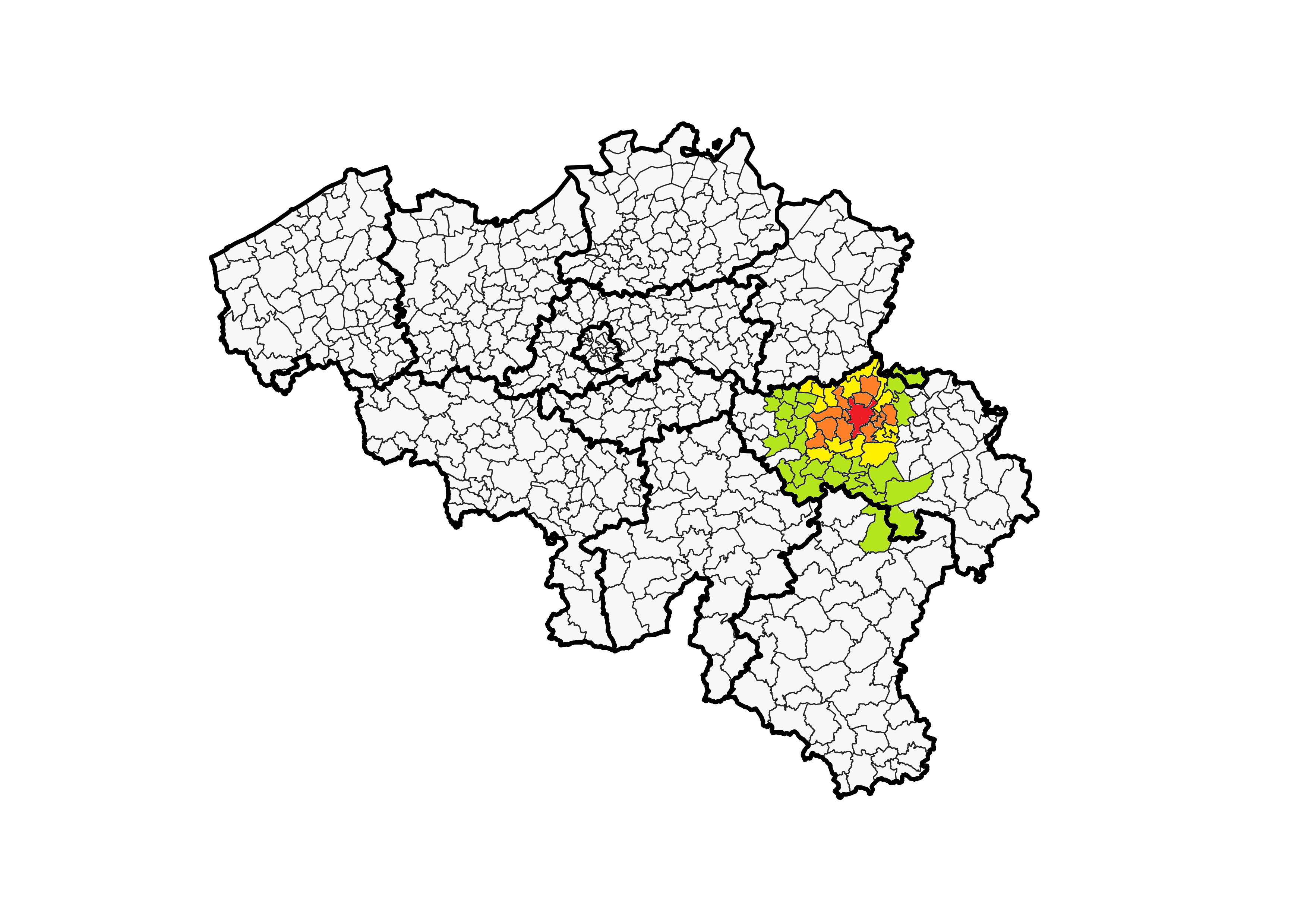
Complexe résidentiel urbain.

### Transports

Réseaux de transport à Liège.

#### Aérien
Liège est desservie par un aéroport : l'aéroport de Liège, situé à Bierset, à quelques kilomètres à l'ouest de la ville. L'aéroport est principalement axé sur le transport de fret. Liege Airport est le cinquième aéroport cargo d'Europe et se trouve dans le top 20 mondial. L'aéroport compte également une activité de transport de passagers (200 000/an), avec des vols vers une dizaine de destinations ensoleillées (Espagne, Maroc, Turquie, Tunisie, Grèce), par le voyagiste TUI fly.
La ville dispose par ailleurs d'un site d’atterrissage pour hélicoptères au centre-ville, agréé mais non exploité, à proximité du Pont Albert Ier. Il accueillit notamment des liaisons commerciales de transport de passagers avec Bruxelles de 1953 à 1963.

#### Maritime

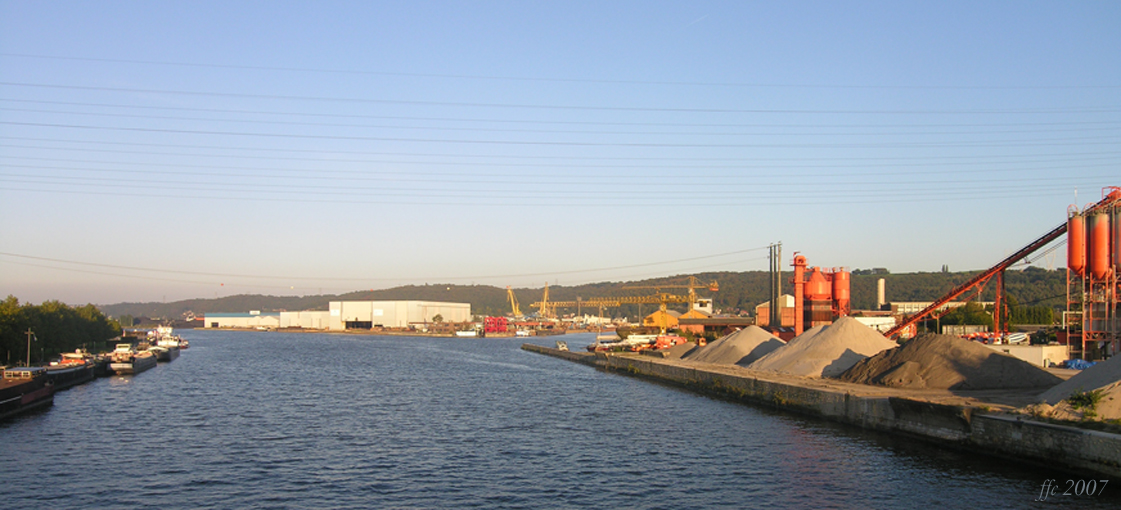
Le port de Liège est un port fluvial sur la Meuse.

Liège dispose d'un port fluvial sur la Meuse, le port de Liège qui est le troisième port fluvial européen derrière le port rhénan de Duisbourg et le port autonome de Paris. Outre la Meuse, le port possède des liaisons directes avec Anvers par le canal Albert ainsi qu'avec Rotterdam par le canal Juliana.

#### Mobilité douce

##### Fluvial
Depuis 2016, une navette fluviale navigue sur la Meuse. En 2017, ce sont deux navettes, le Vauban et l'Atlas V, qui ont transporté 35 000 personnes entre le pont de Fragnée et Coronmeuse d'avril à octobre,.
En 2018, le Frère-Orban, d'une longueur de 25 m et pouvant accueillir 150 personnes, à remplacé l'Atlas V.

##### Chemins et sentiers
Il y a sur le territoire de la ville de Liège un total estimé de 152 km de chemins et sentiers. Parmi ceux-ci, 195, d'une longueur totale de 69 km, ont été cartographiés : 44 km sont en bon état, 1 km est difficile (souvent envahi par ronces et orties), 1 km barré (notamment la rue Verte-Voie et Inte deûs Vôyes), 8 km au statut inconnu et 10 km supprimés (pour l'installation d'autoroutes et industries).

##### Vélo
La Ville fait un effort pour faciliter l'utilisation de la bicyclette: 28 voiries sont mises en statut "rue cyclable" :

- quai Sainte-Barbe,
- quai des Tanneurs,
- quai de Gaulle,
- quai Marcellis, tronçon compris entre le quai Churchill et la rue des Fories,
- rue Saint-Gilles, tronçon compris entre le boulevard d'Avroy/Sauvenière et la rue Louvrex,
- rue Hors-Château,
- rue Puits-en-Sock,
- rue des Vennes, tronçon compris entre la rue Natalis et le boulevard Emile de Laveleye,
- rue de Fragnée,
- rue de Fétinne,
- rue Sainte-Marguerite,
- rue Saint-Séverin,
- rue Léon Mignon,
- rue de la Régence,
- rue de l'Université,
- rue Saint-Léonard, tronçon compris entre la place des Déportés et la rue Laport,
- rue Lamarck,
- rue Bonne Nouvelle,
- Jonruelle,
- rue Mathieu Laensbergh,
- rue Vivegnis,
- impasse Macors,
- rue des Vignes,
- rue du Biez,
- rue Joseph Marcotty,
- rue des Aguesses,
- rue Henri Dunant,
- rue du Vallon.

Un sondage réalisé en automne 2021 par le GRACQ (1335 répondants) indique cependant que "le ressenti des cyclistes sur la situation du vélo à Liège reste négatif comme en témoigne la note de F (sur une échelle de A+ à G) et le classement à la traîne de Liège classée 71e sur 100 communes wallonnes".

##### Train

La gare de Liège-Guillemins est la principale gare ferroviaire de la ville. Elle accueille notamment les trains à grande vitesse « Thalys ».

Liège est desservie par plusieurs gares ferroviaires, les trois plus importantes se situant au centre-ville étant Liège-Guillemins, Liège-Carré et Liège-Saint-Lambert.
La gare des Guillemins accueille des TGV du réseau européen Thalys ainsi que les ICE de la compagnie nationale allemande Deutsche Bahn.
La ville se trouve au croisement de plusieurs lignes de chemin de fer belges :
- la ligne 34, la reliant à Hasselt ;
- la ligne 36, la reliant à Bruxelles, via Louvain ;
- la ligne 37, la reliant à Aix-la-Chapelle ;
- la ligne 40, la reliant à Visé puis à Maastricht ;
- la ligne 43, la reliant d'une part à Marloie, près de Marche-en-Famenne et à la ligne 162 et d'autre part à la ligne 42 et au grand-duché de Luxembourg ;
- la ligne 125, la reliant à Namur.

##### Tramway
La ville disposa d'un réseau de tramway de 1871 à 1967. Un nouveau projet de tramway à Liège a été adopté et est opérationnel depuis avril 2025. La ligne a une longueur de 11,7 km. Les terminus se situent d'une part à Sclessin en face du Standard de Liège, dans la zone économique et multimodale de Bressoux et le troisième, à Coronmeuse, futur éco-quartier.

#### Route

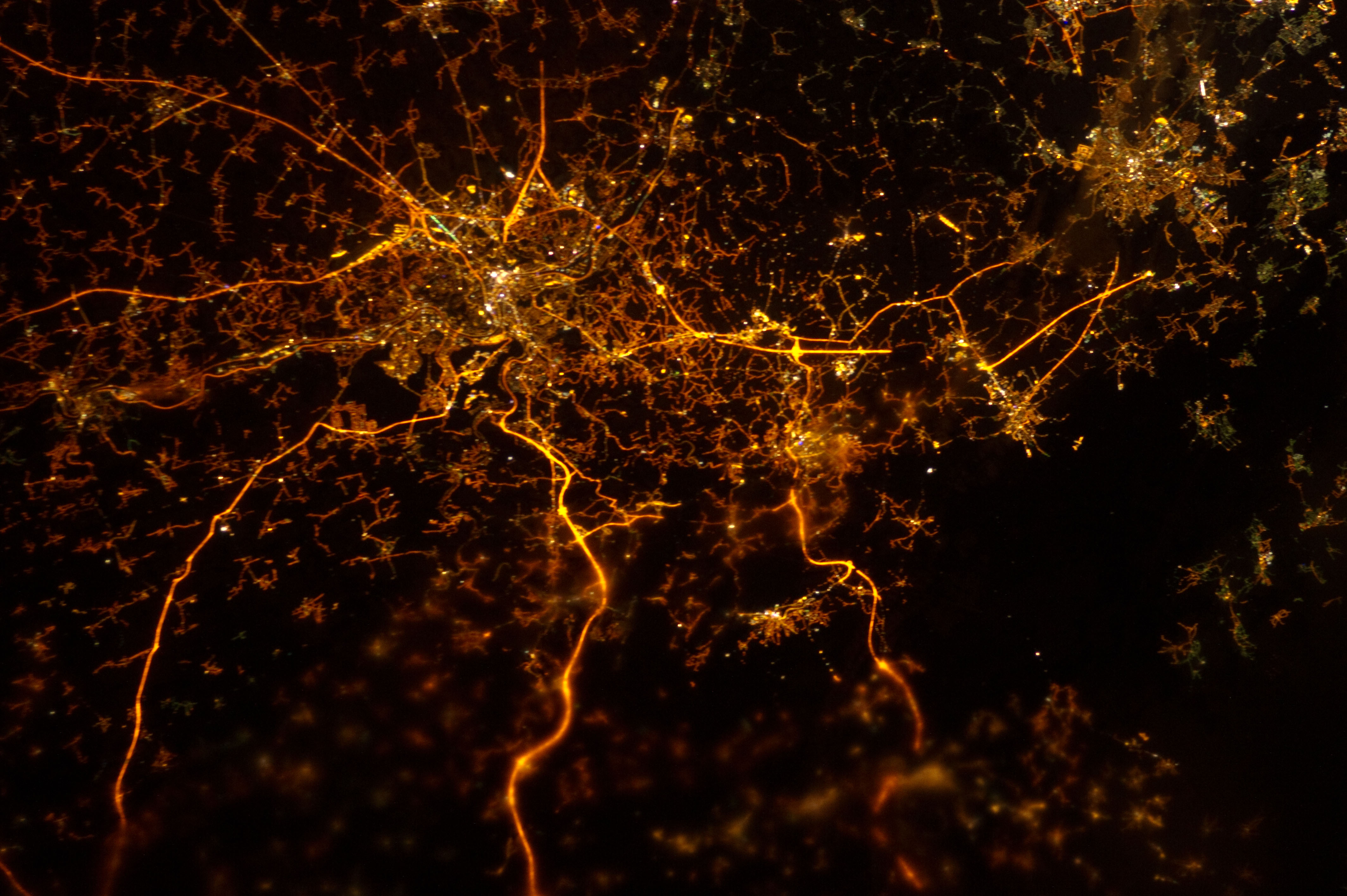
Liège de nuit, vue satellitaire de la Nasa, 2012.

##### Autoroutes
La ville se situe au croisement de plusieurs autoroutes, toutes prolongées vers le centre-ville :
- la E25 qui la relie au nord aux Pays-Bas via Maastricht et au sud à la province de Luxembourg où elle fusionne avec la E411 à hauteur de Neufchâteau ;
- la E40, la reliant, côté ouest, à Bruxelles et Ostende et côté est à Aix-la-Chapelle et Cologne ;
- la E42, la reliant à l'ouest à Namur et Charleroi et au sud-est à l'Allemagne. Les E40 et E42 ont une partie commune entre Liège et l'échangeur de Battice ;
- la E313, la reliant à Anvers via Hasselt ;
- la jonction entre les E40 et E42 au nord de la ville et la E25 au sud se fait par la A602 empruntant le tunnel de Cointe.

##### Routes nationales
Les routes nationales sont nombreuses. Certaines ont une importance particulière du fait de leur longueur ou parce qu'elles desservent des zones où il n'y a pas d'autoroute.
On compte principalement :
- la N3, qui vient de Bruxelles et Louvain depuis l'ouest et se prolonge vers l'est par Herve jusqu'à la frontière avec l'Allemagne (et Aix-la-Chapelle à proximité) ;
- la N20, qui quitte Liège par le nord vers Hasselt et les régions de Hesbaye et de Campine ;
- la N30, qui quitte Liège par le sud vers Bastogne et la région de l'Ardenne ;
- N61, qui quitte Liège par l'est vers les vallées de l'Ourthe puis de la Vesdre jusque Verviers et Eupen ;
- la N63, qui quitte Liège par le sud-ouest vers Marche-en-Famenne et la région du Condroz. Un embranchement à Nandrin donne accès à la Route nationale 636 (nl), en direction de Ciney et Dinant ;
- N633, qui quitte Liège par le sud vers les vallées de l'Ourthe puis de l'Amblève jusque Trois-Ponts ;
- Route nationale 637 (nl), qui quitte Liège par le nord-ouest en direction de Hannut et la région de Hesbaye ;
- Route nationale 653 (nl), qui quitte Liège par le nord vers Visé jusqu'à la frontière avec les Pays-Bas (et Maastricht à proximité), en rive droite de la Meuse ;
- la N90, qui quitte Liège vers l'ouest vers Huy et Namur en rive droite de la Meuse. La rive gauche est desservie par la Route nationale 617 (nl).

## Histoire

### Préhistoire
Des traces du Mésolithique et au Néolithique démontrent une activité humaine sur le site de Liège dès la Préhistoire. Cette occupation, que l'on situe Place Saint-Lambert est probablement discontinue,.

### Époque gallo-romaine

#### LaJob-villa
Les premières fouilles, en 1872 ont permis de retrouver les traces d'une villa gallo-romaine la Job-villa, datant probablement du Ier et IIe siècle apr. J.-C à Jupille, sur un plateau dominant la Meuse — en fait, un cône de déjection qui protégeait cette zone des inondations de la Meuse — au point de rencontre entre le fleuve et l'importante voie romaine de Tongres à Trèves encore appelée Voie des Ardennes. Un hypocauste et un vase planétaire à sept têtes représentant les divinités de chaque jour,, originaire de Bavay sont découverts. Ce vase et plusieurs objets contemporains sont exposés au musée Curtius de Liège. Dans ces deux villas, à Jupille et Herstal, s'installeront plus tard les palais Carolingiens, de part et d'autre des rives de la Meuse où l'on traversait le gué. On attendit alors pendant des siècles la fin des périodes de crues du fleuve pour rejoindre de Tongres la Voie des Ardennes ou celle d'Aix.

#### Lavilla Legia rustica
En amont à quatre kilomètres de la villa de Jupille, sur la rive gauche du fleuve, sur le site de la future place Saint-Lambert, au tournant des Ier et IIe siècles de notre ère, est érigée une villa rustica, à 15 km d'Atuatuca Tungrorum (aujourd'hui Tongres) et à 20 km de Trajectum ad Mosam (aujourd'hui Maastricht). Cette villa romaine, occupée du IIe au IIIe siècle, sera redécouverte sous les vestiges de la cathédrale. Des fouilles récentes permettent de préciser le plan de cette vaste réalisation de près de 2 000 m2. Construite en terrasses pour s’adapter à la pente naturelle du site, proche des alluvions de la Légia, mais hors de la zone marécageuse du coude de la Meuse à la Sauvenière, elle est dotée de bains chauds et d’un chauffage domestique par hypocauste. De style romain (murs en pierre, tuiles rouges…) cette villa rustica constituait le centre névralgique d’une exploitation agricole comme il s’en comptait alors des dizaines sur le territoire de l’actuelle Wallonie. Peu après le IIIe siècle, l'occupation devient sporadique, quelques éléments permettent de préciser une occupation « parasitaire » du bâtiment au IVe siècle et peut-être la présence d'un foyer au Ve siècle. Le plan de la villa est tout à fait classique, mais une approche comparative démontre manifestement une dimension particulièrement imposante. Elle était manifestement bien décorée. Si les premières traces de la présence romaine sur la place Saint-Lambert datent de la fin du Ier siècle apr. J.-C., c’est aux IIe et IIIe siècles que l’occupation est la plus dense. Il est probable que ces bâtiments furent détruits lors des razzias opérées, fin du IIIe siècle, par les Francs, les Alamans et d’autres tribus germaniques.

### Époques mérovingienne et carolingienne

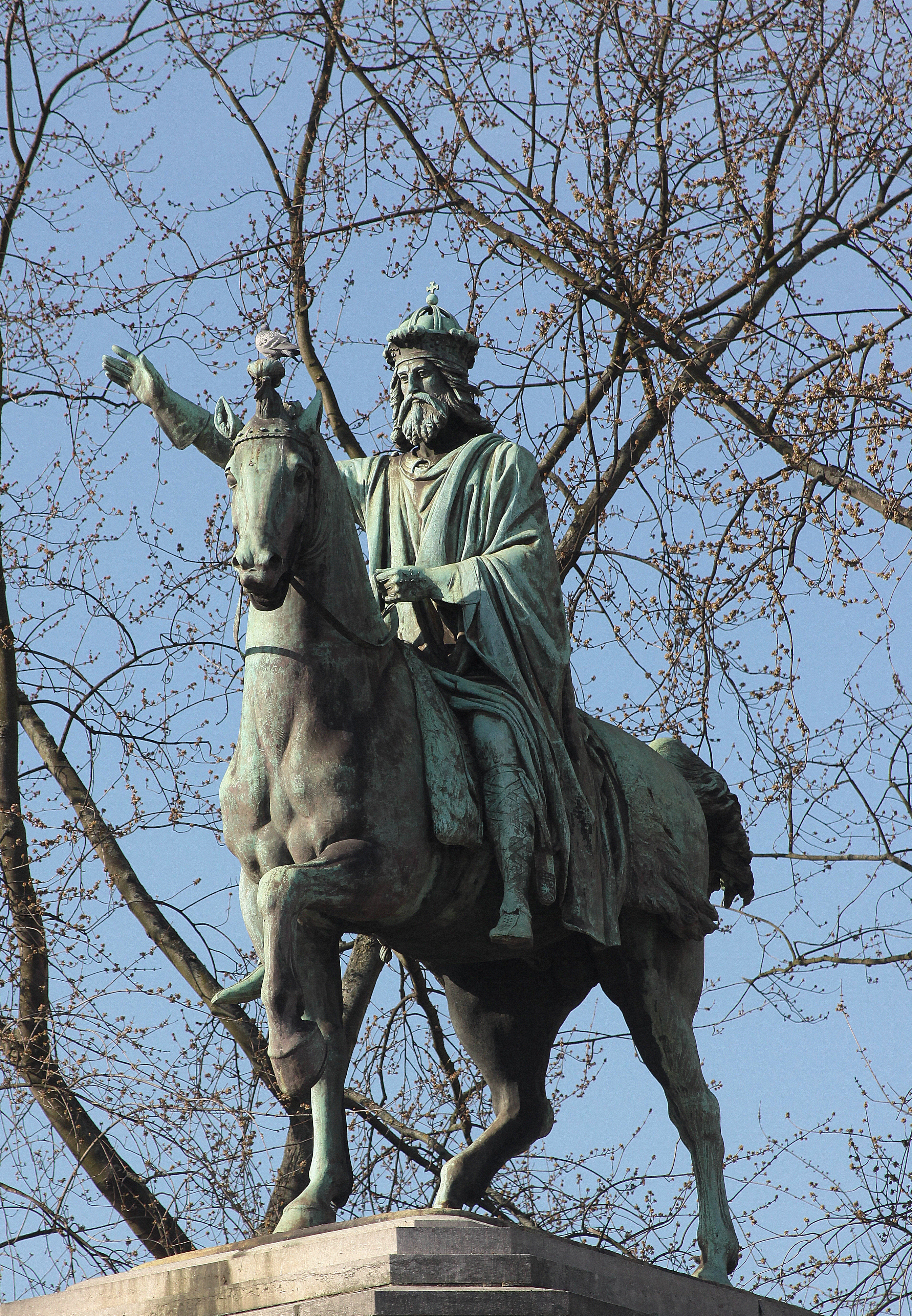
Statue de Charlemagne sur le boulevard d'Avroy.

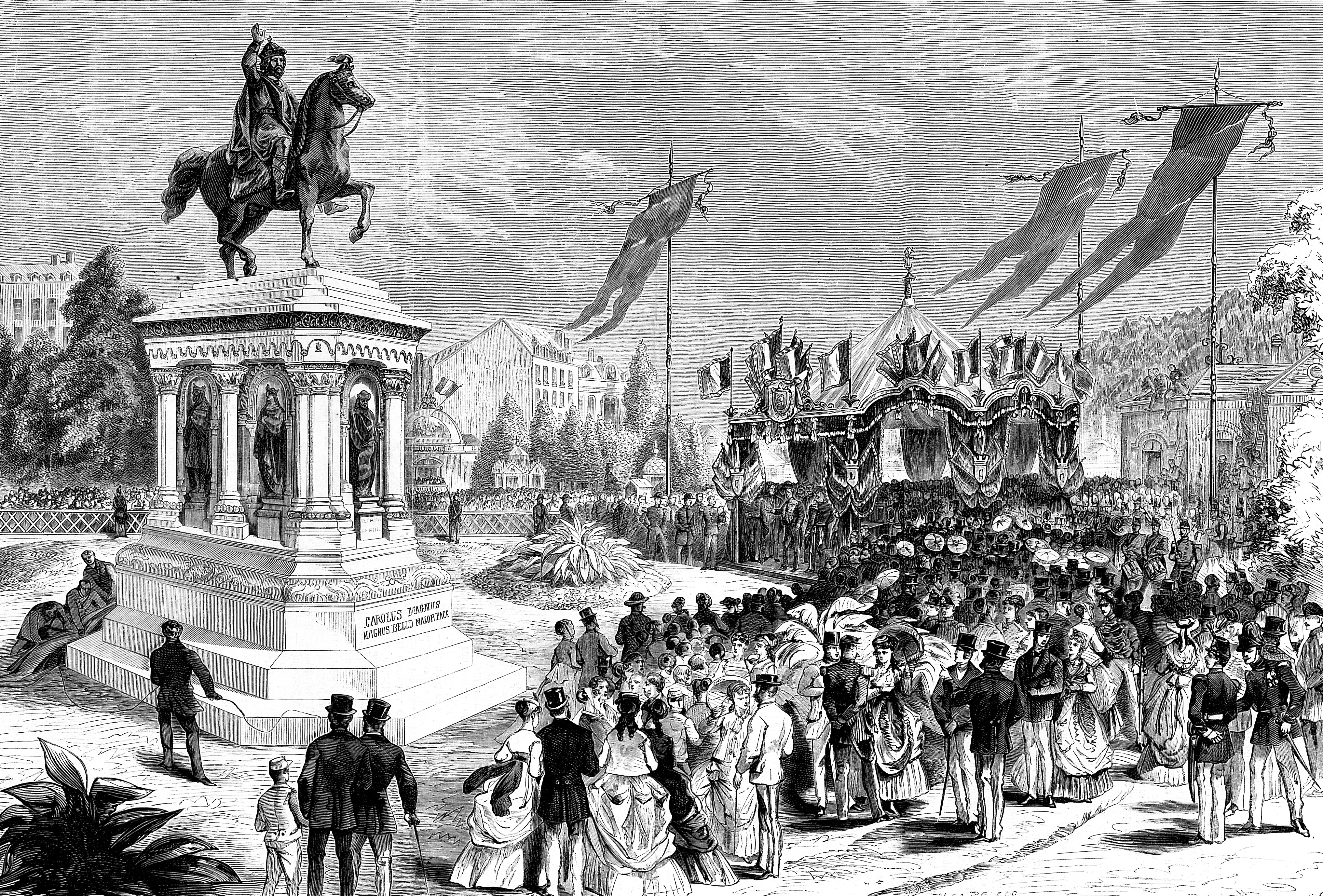
Inauguration de la statue de Charlemagne, le 26 juillet 1868.

La villa Legia est incendiée et le site est abandonné près de quatre siècles. Liège se retrouve en Austrasie.
Des documents datés du VIIIe siècle évoquent la présence d'une résidence des souverains carolingiens. Il faut préciser qu'à ce jour, si les traces romaines sont évidentes, aucun indice probant d'une présence carolingienne n'a été découvert. Un palais aurait existé à Jupille-sur-Meuse au VIIIe siècle, où Pépin II, dit de Herstal, séjourna et, selon certaines sources,, Pépin III, dit le Bref, y séjourna également en 759 ou 760. Ce palais passait au XVe siècle pour avoir été le lieu, contesté par la suite, de la naissance de Charlemagne. Si une partie de la dynastie des Mérovingiens et des Carolingiens est probablement originaire du bassin liégeois, bloquée dans ses palais selon la praticabilité du gué de la Meuse, prête à porter la guerre en Neustrie dès l'été. Que ce soit de Jupille ou de Herstal, au XIXe siècle il est de bon ton de se trouver d'illustres origines et une statue de Charlemagne, est érigée en 1867 dans le centre-ville. Dans les niches du piédestal néo-roman, six statuettes représentent les ancêtres de l'empereur, originaires du pays de Liège : sainte Begge, Pépin de Herstal, Charles Martel, Bertrude, Pépin de Landen et Pépin le Bref. Les premiers évêques de Liège sont eux aussi apparentés aux Carolingiens.
Le grand empereur est, en tout cas, entré dans la légende liégeoise et reste très présent dans le folklore local, son dialogue avec Tchantchès restant un morceau d'anthologie liégeoise.
Une petite bourgade existe dès le Haut Moyen Âge. Cependant, la fondation de la ville, en tant que telle, date des environs de l'an 700, à la suite de l'assassinat de saint Lambert, alors évêque du diocèse de Tongres-Maastricht. À la suite de cet événement, son successeur, Hubert de Liège, transfère, avec l’approbation du pape, le siège de l'évêché de Maastricht vers Liège. Le futur saint Hubert devient ainsi le premier évêque de Liège. Liège devient alors rapidement un important lieu de pèlerinage et se transforme petit à petit en une prestigieuse et puissante cité, cœur du Diocèse de Liège, circonscription qui pèse de tout son poids sur l'histoire des Pays-Bas espagnols.

### Principauté de Liège

Blason de la principauté de Liège.

On assiste aux prémices de la Principauté de Liège lorsque Notger est appelé au trône épiscopal de Liège par l'empereur germanique Otton II en 972. Il reçut également le privilège d'immunité générale en 980. L'évêque de Liège est alors l'unique maître de ses terres, il devient prince-évêque et son domaine une principauté ecclésiastique. Liège est la capitale de cette puissante principauté à partir de l'an 980 grâce à l'action des évêques Éracle, Notger et Wazon, et le reste jusqu'en 1795 ; elle en est également une des 23 Bonnes Villes.

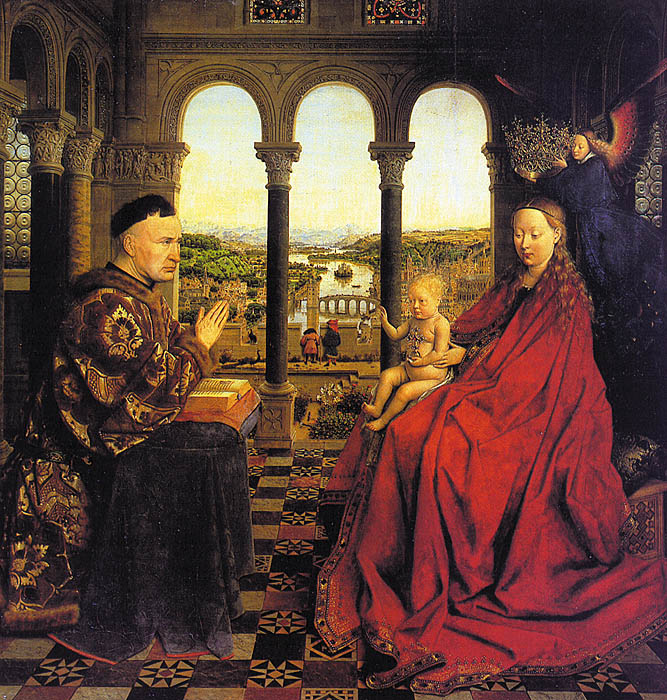
Jean Van Eyck immortalisera en 1435, le paysage de Liège dans sa Vierge d'Autun.

Ses écoles sont célèbres jusqu'au XIIe siècle. Leur réputation vaut à Liège le surnom d’« Athènes du Nord » ou de « Nouvelle Athènes ». Sept collégiales s'élèvent alors dans la ville (Saint-Pierre, Sainte-Croix, Saint-Paul, Saint-Jean, Saint-Denis, Saint-Martin, Saint-Barthélemy) en plus de la cathédrale où est enterré saint Lambert. Deux abbayes bénédictines s'y ajoutent : Saint-Jacques et Saint-Laurent. Plusieurs églises romanes et de nombreuses pièces d'orfèvrerie (art mosan) témoignent encore aujourd'hui de l'efflorescence de cette époque, en particulier les fonts baptismaux de la ville, conservés aujourd'hui à Saint-Barthélemy. Liège devient très tôt ville d'industrie. La houille y est extraite de longue date. Jean Curtius est l'un des plus grands armuriers d'Europe. Des Liégeois sont à l'origine de la sidérurgie suédoise.

#### Destruction et massacre de 1468
Les Liégeois luttent pour la démocratie, la Paix de Fexhe en est une étape, mais les Ducs de Bourgogne rassemblent les Pays-Bas bourguignons en un État absolutiste. Principautés laïques ou ecclésiastiques tombent aux mains des Ducs. Les Liégeois refusent ce que le Prince Philippe le Bon veut leur imposer, à savoir l'élection de son neveu Louis de Bourbon à la tête de l'État liégeois. Ils s'allient au roi de France Louis XI mais sont battus à Montenaken. Soumis à une « Paix » humiliante (1465), ils résistent encore mais leur armée est battue à Brustem par le fils de Philippe, Charles le Téméraire, qui supprime juridiquement et unilatéralement la Principauté.

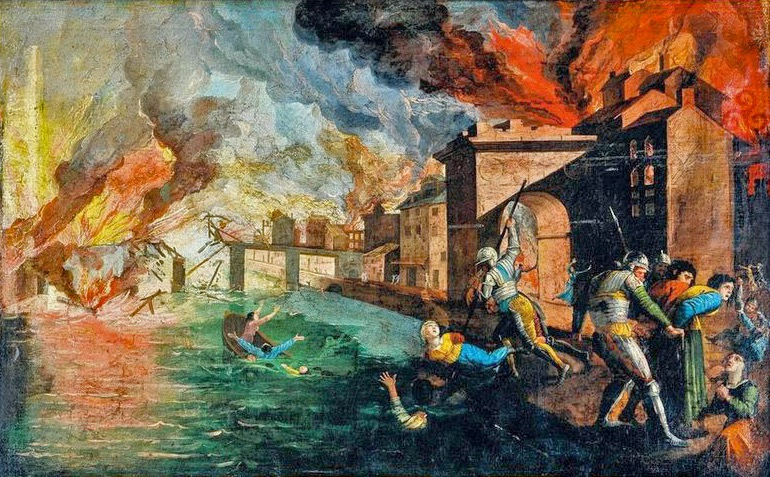
Joseph Dreppe, Le Sac de Liège (1805).

À la suite de la tentative de capture, dans son campement installé sur les hauteurs de la ville, de Charles le Téméraire par Gossuin de Streel, Vincent de Bueren et les 600 Franchimontois, Liège est entièrement pillée et brûlée à partir du 3 novembre 1468. Seuls quelques monuments religieux sont épargnés. Quant au perron, symbole des libertés liégeoises, il est transféré à Bruges en guise d'humiliation.

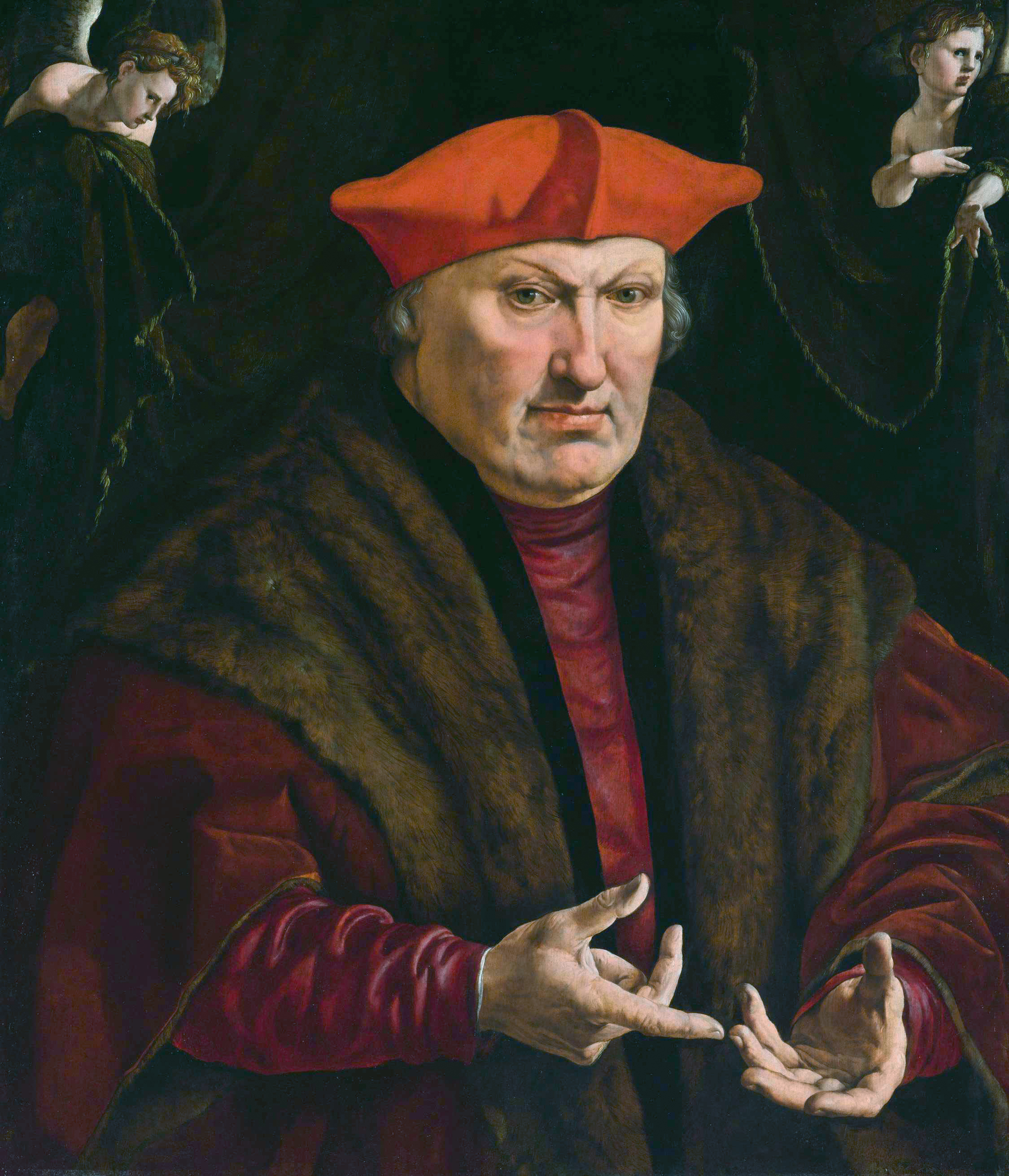
Érard de La Marck.

#### De la mort du Téméraire à la Révolution liégeoise
Liège retrouvera son perron et son indépendance relative dès 1478, à la suite de la mort du Téméraire. Érard de La Marck, ami d'Érasme et de Léonard de Vinci va reconstruire en vingt ans son Palais des Princes-Évêques. Elle redevient donc la capitale d'un pays dont l'indépendance, certes mise à mal — la neutralité liégeoise n'interdit pas aux belligérants de traverser son territoire —, se maintiendra au cours des trois siècles suivants et verra les révoltes des Rivageois, les luttes des Chiroux et des Grignoux (XVIIe siècle), la naissance du capitalisme des négociants d'armes comme Curtius, l'ouverture aux Lumières au XVIIIe siècle sous l'impulsion de l'évêque Velbruck. L'intransigeance de son successeur, Hoensbroeck mènera ensuite à la révolution liégeoise. À la veille de la révolution liégeoise, le patrimoine religieux, une cathédrale, sept collégiales, une trentaine de paroisses, une quarantaine de couvents et une centaine d'hôpitaux et de béguinages, sans compter le palais des princes-évêques, représentent près des trois quarts de la surface de la ville, considérée depuis Érard de La Marck comme le rempart à la réforme. L'existence de la principauté de Liège se termine dans le sang, entre 1789 et 1795. La révolution va confisquer une grande partie de ce patrimoine qui sera réparti entre public et privé. Fait unique au monde : la cathédrale Saint-Lambert est démolie.

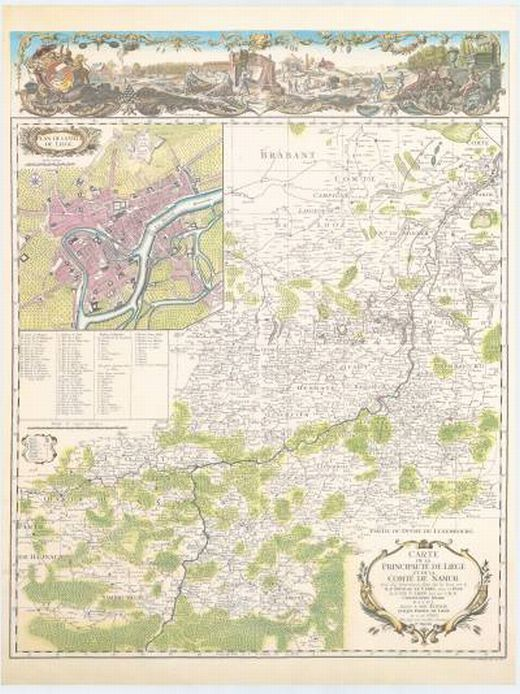
Carte de Nicolas Le Clerc de la principauté de Liège et comté de Namur en 1747.

Liège vers 1572.
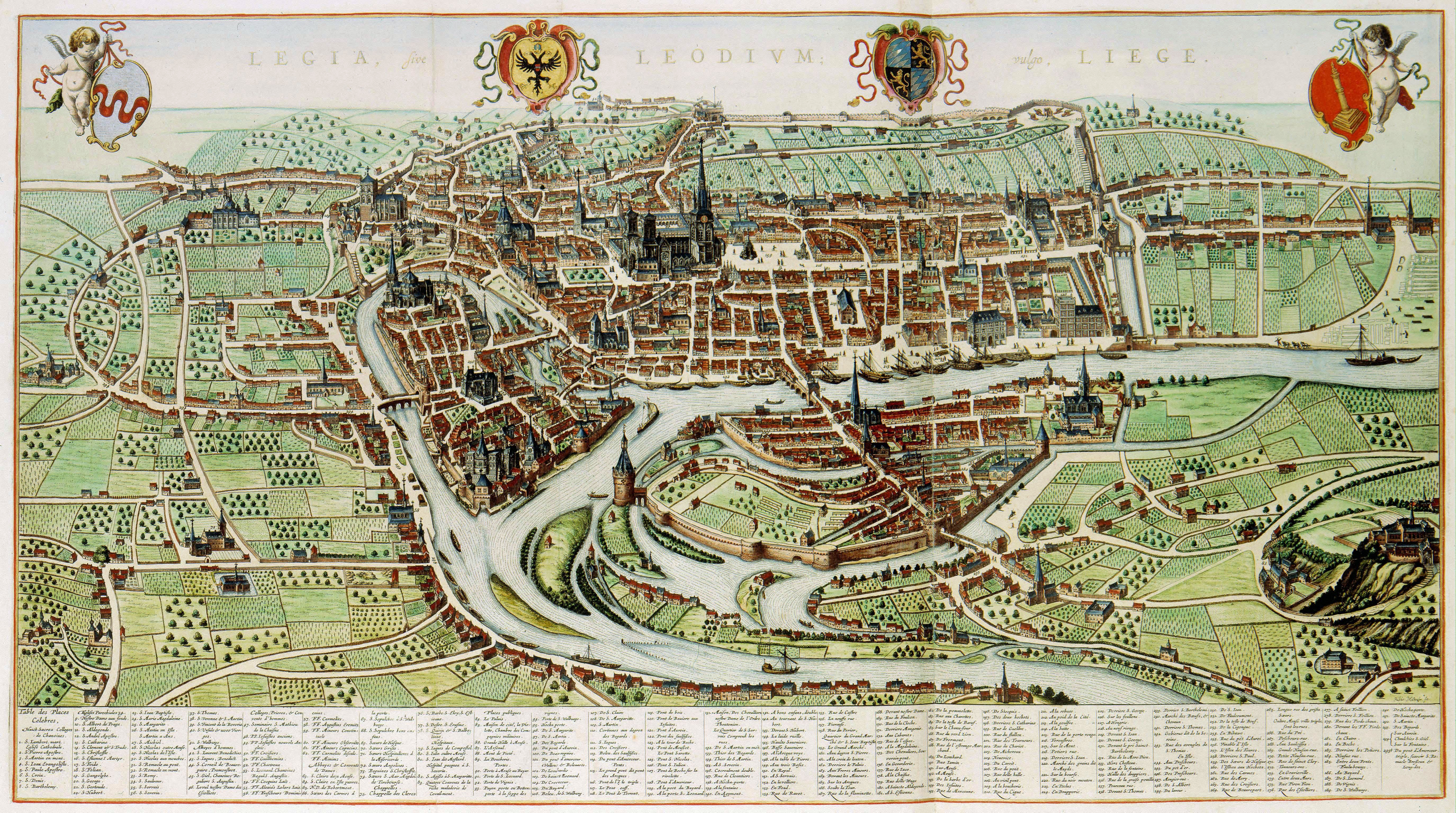
Liège en 1627.
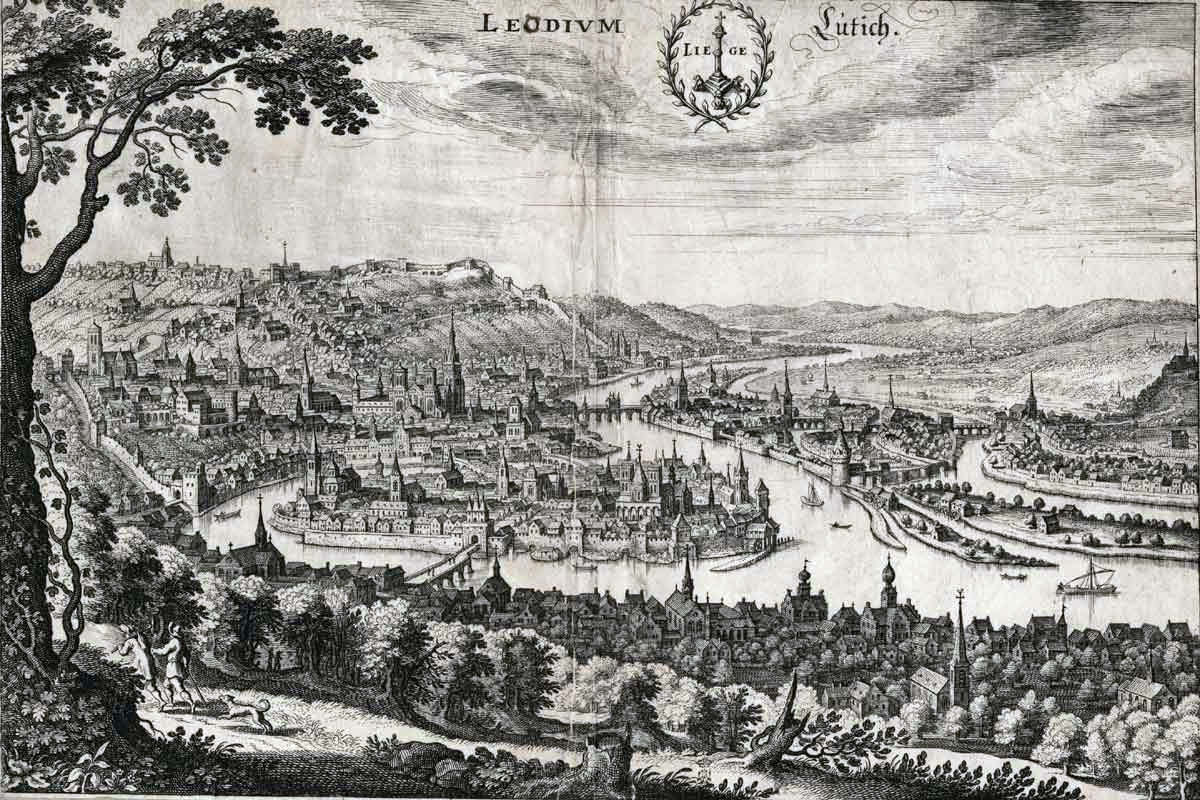
Liège en 1650.

### Révolutions liégeoise et française
En 1789, la Révolution française et la révolution liégeoise éclatent en même temps que la révolution brabançonne qui donne naissance aux États belgiques unis à la suite de la victoire de bataille de Turnhout sur l'armée autrichienne, tandis qu'à Liège Nicolas Bassenge chasse le Prince-évêque qui trouve refuge à Trèves. Ce dernier est très vite replacé sur son trône par les troupes autrichiennes qui prennent leur revanche sur l'armée des États belgiques unis.

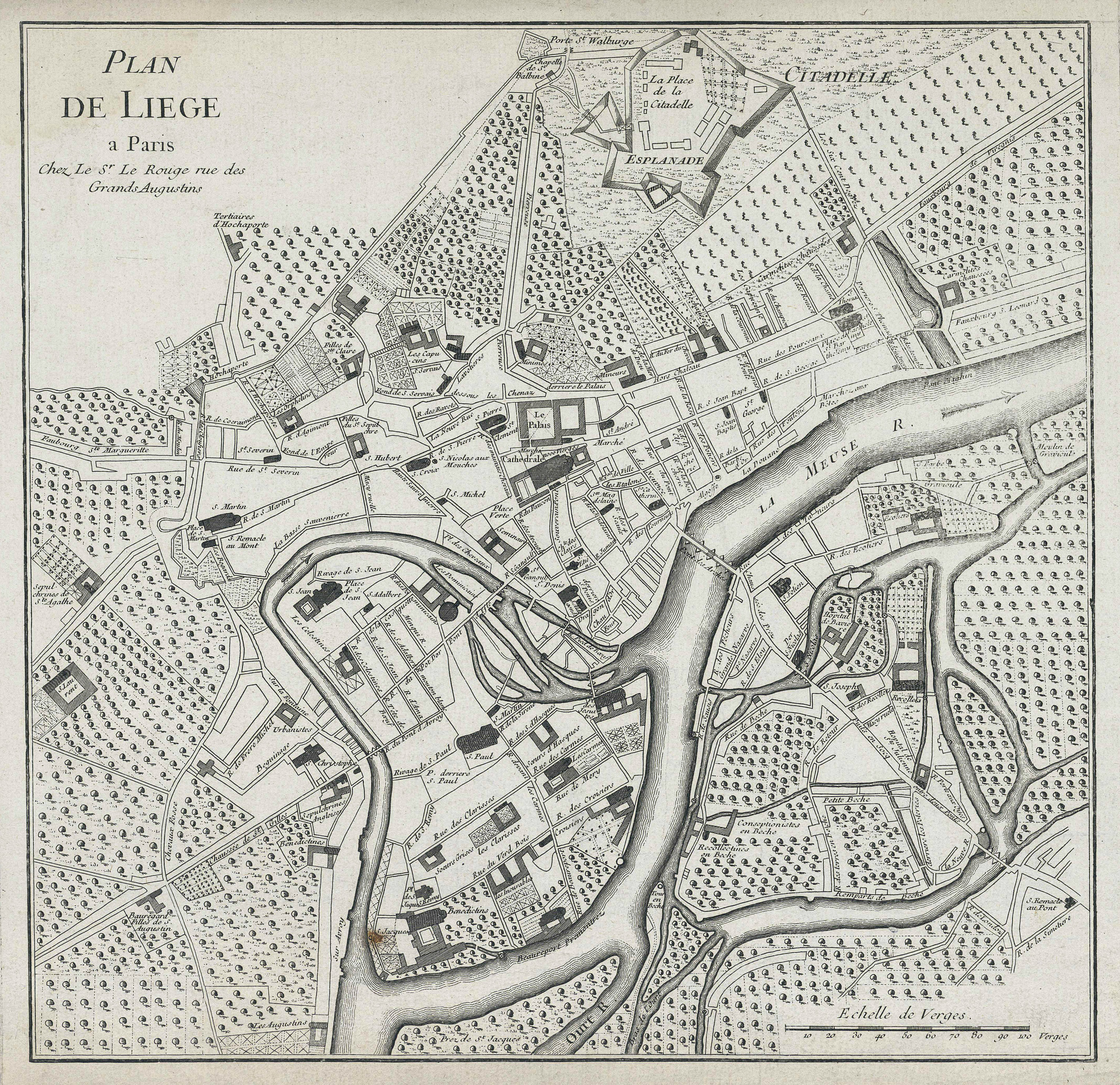
Liège en 1740.
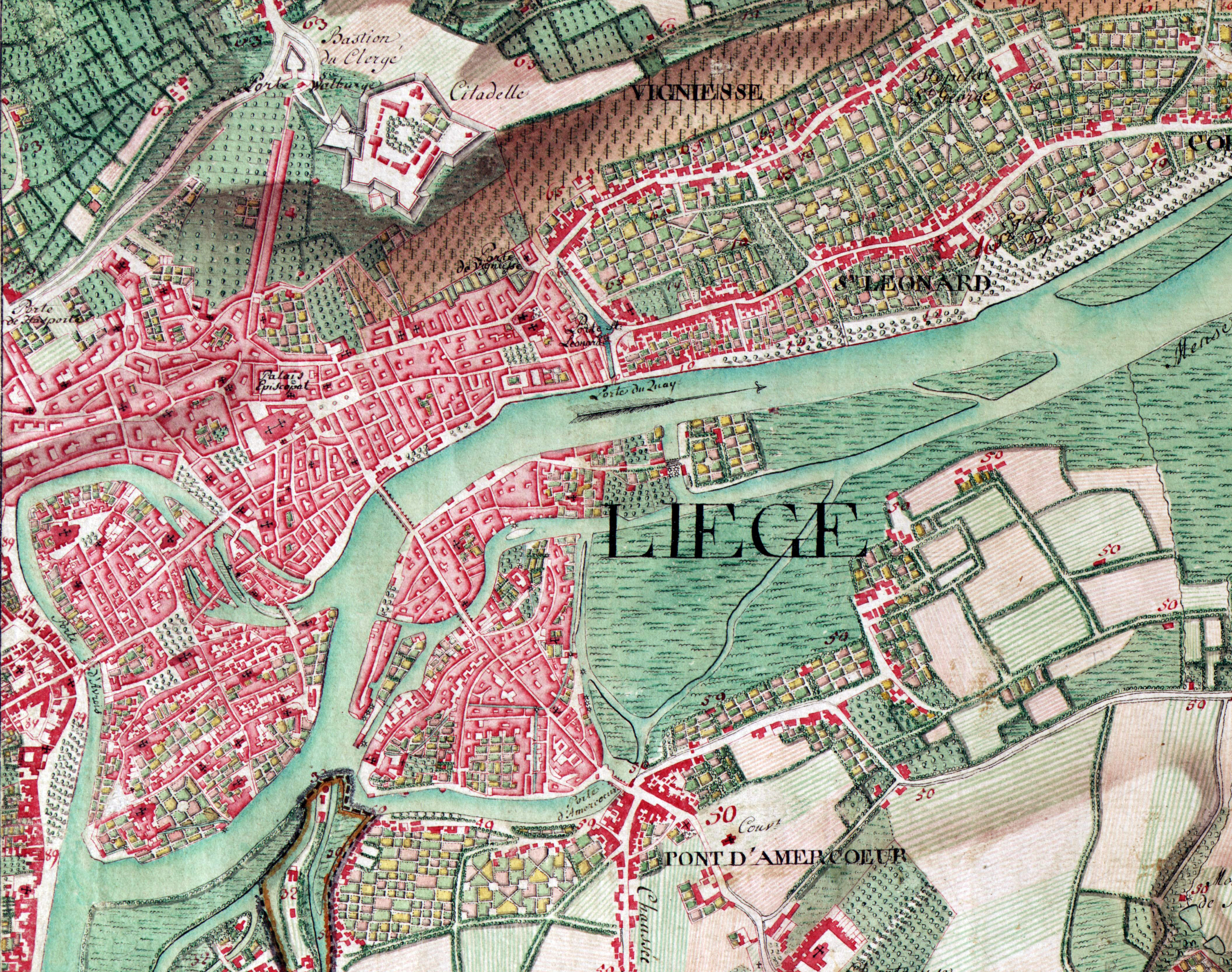
Liège en 1775[note 13].
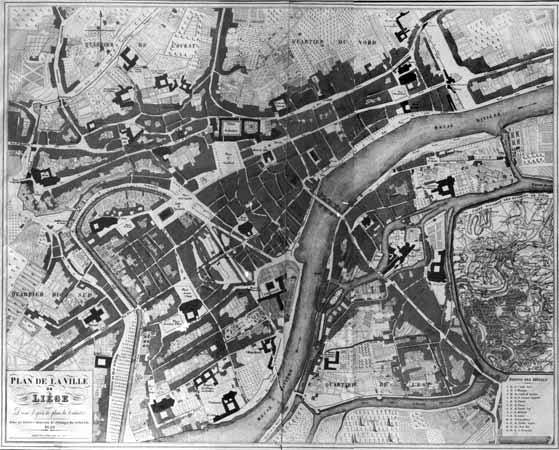
Liège en 1828.

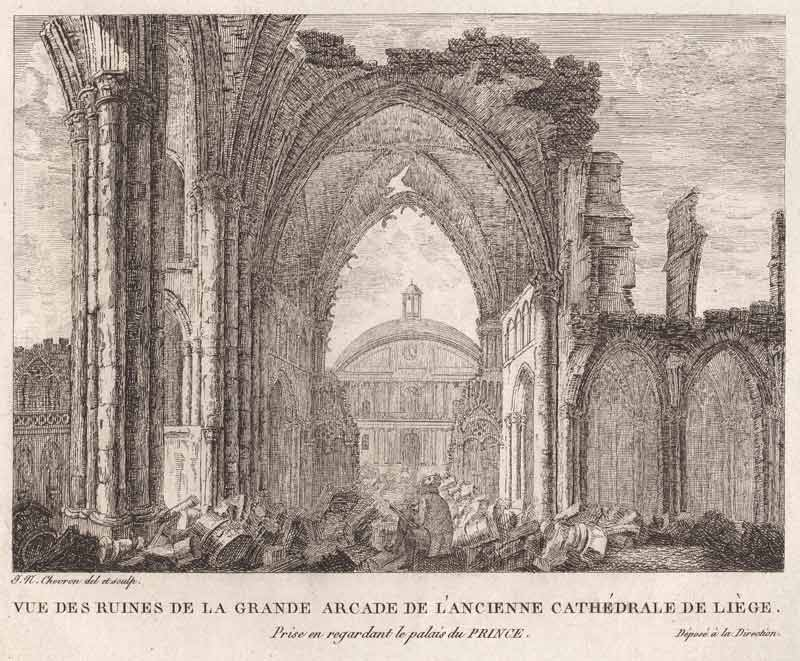
Ruines de la cathédrale.

La restauration du Prince-Évêque est mal acceptée par les Liégeois qui dès lors voient en libérateurs l’arrivée des troupes françaises de Dumouriez lorsqu’elles investissent la ville en 1792. Le système politique et social de l'Ancien Régime en est bouleversé par ce nouveau revirement ; par exemple, les Liégeois peuvent pour la première fois voter au suffrage universel. En 1792, les Liégeois usèrent pour la première fois de ces nouveaux droits et votèrent pour la réunion de leur Principauté à la France.
En 1793, une seconde restauration du Prince-Évêque a lieu à la suite de la défaite française à Neerwinden, mais elle est de courte durée.
Dès le mois de juin 1794, l'armée impériale quitte la Principauté de Liège, avant d'être vaincue à Sprimont. L'occupation française entraîne l'exil définitif du dernier Prince-Évêque François-Antoine-Marie de Méan. Le 1er octobre 1795, le Directoire décrète l'annexion de la principauté à la Première République française, entraînant par là-même la disparition de cet État qui, durant neuf siècles, fit partie du royaume de Germanie et à sa suite du Saint-Empire romain germanique. Le reste de la Belgique est aussi annexé et Liège devient le chef-lieu du département de l'Ourthe.

### Régimes français et hollandais

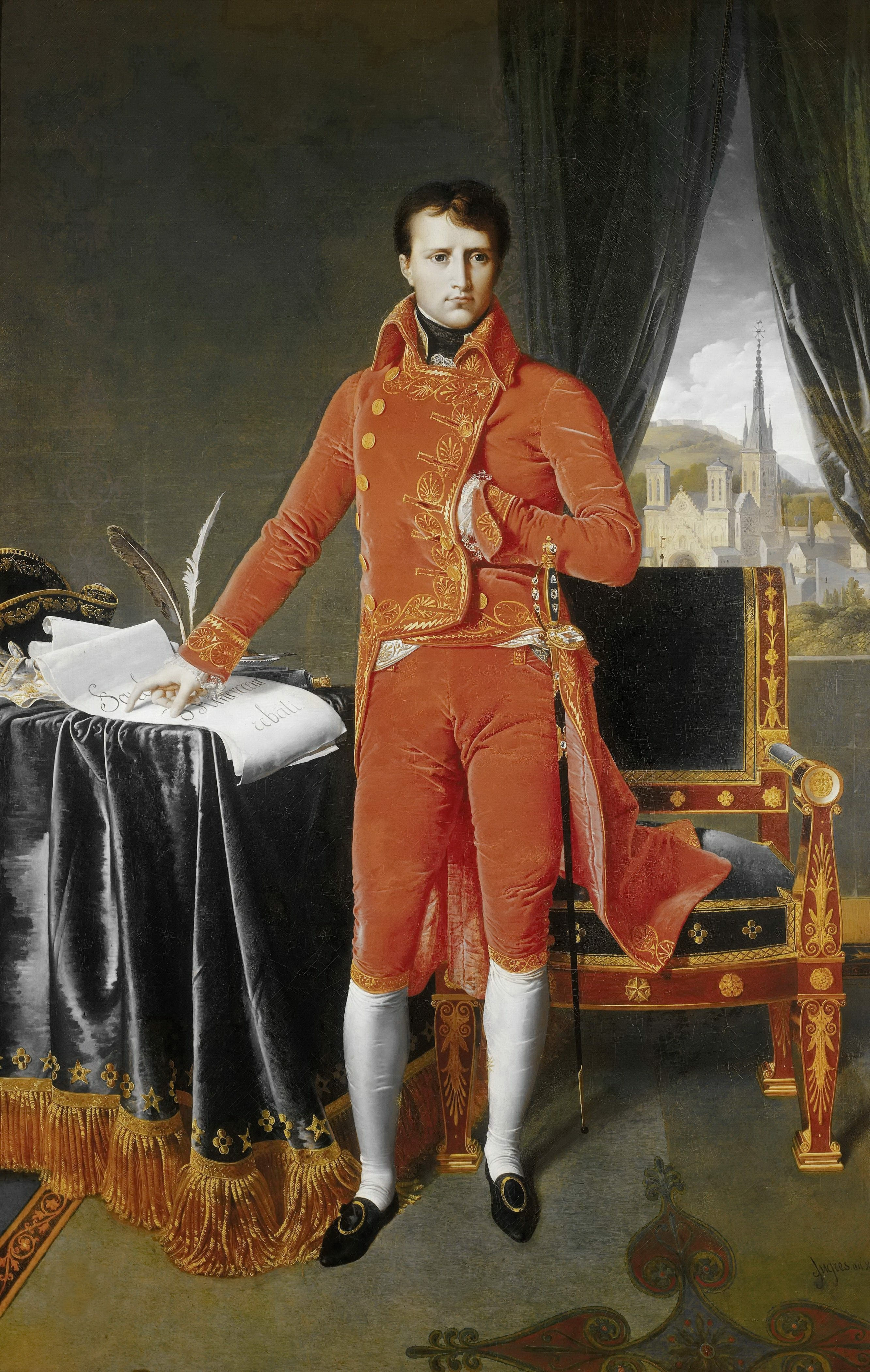
Portrait de Napoléon Bonaparte en premier consul, Ingres, 1803-1804.
La cathédrale Saint-Lambert détruite depuis une dizaine d'années est représentée entre les rideaux.

Blason de la bonne ville de Liège sous l'Empire napoléonien.

Le traité de paix signé à Amiens le 25 mars 1802 est bientôt suivi d'une déclaration de guerre de l'Angleterre à la France le 18 mai 1803. Les hostilités recommencent avec fureur sur terre et sur mer. Les Anglais dominent sur ce dernier élément ; mais le continent leur échappe entièrement. Aussitôt après la déclaration de guerre, les armées françaises s'emparent du royaume de Hanovre, possession anglaise sur la terre ferme.
Le Premier Consul, Bonaparte, parcourt la Belgique dont la conservation est alors d'une extrême importance pour la France : il visite les côtes et les places fortes. Le 13 thermidor an XI (lundi 1er août 1803), il arrive à 6 heures du soir de Maastricht à Liège par le quai Saint-Léonard.
Il est reçu avec enthousiasme par le clergé ayant l'évêque à sa tête, les autorités et le peuple. Le lendemain matin, il parcourt les ruines du faubourg d'Amercœur bombardé et incendié les 28, 29 et 30 juillet 1794 lors de la retraite des Autrichiens.
Puis il visite la ville et va voir la citadelle et le champ de bataille de Rocourt (11 octobre 1746). Le 15 thermidor (3 août), il quitte Liège par la porte d'Avroy. Le même jour est publié un décret par lequel il accorde une somme de 300 000 francs pour la reconstruction du faubourg d'Amercœur,. Ainsi un tiers de la somme était encore fourni sur les biens ecclésiastiques.
En 1804, la ville reçoit le titre de « Bonne ville » de l'Empire. Le titre de duc lui est attaché.
En 1815, la défaite de Napoléon Bonaparte à Waterloo met fin au régime français. Le territoire liégeois, tout comme le reste de la future Belgique indépendante, passe alors sous tutelle hollandaise. La période hollandaise verra la création de l'Université de Liège et de l'Opéra royal de Wallonie.

### Liège dans la Belgique après 1830

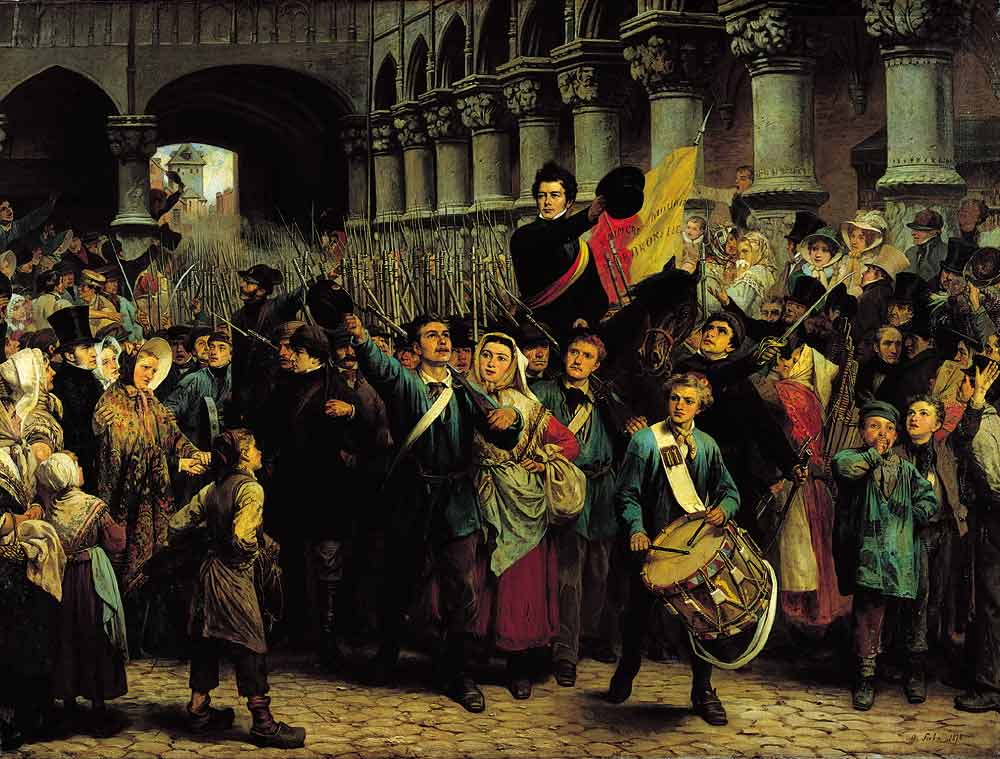
Charles Rogier quitte Liège à la tête des volontaires liégeois. Tableau de Charles Soubre (1878).

En 1830, la révolution belge éclate à Bruxelles et plus de 300 Liégeois s'y rendent à pied, à cheval, traînant avec eux un canon sous la direction d'un pamphlétaire, un des héraults de l'opposition aux Pays-Bas, Charles Rogier. Ils combattent sur les barricades bruxelloises et participent ensuite à la libération de la Belgique avec des volontaires venus de tout le pays. À partir de ce moment-là, Liège fait partie du royaume de Belgique.
Après 1830, les Liégeois dominent la vie politique belge. Charles Rogier est un des leurs et son rôle dans la révolution est capital. Il sera à la tête de plusieurs gouvernements belges.

#### Révolution industrielle et libéralisme radical
Liège devient la citadelle du libéralisme radical. Guillaume d'Orange (via la Société générale des Pays-Bas), Jean-Jacques Dony et surtout l'Anglais John Cockerill savent que Liège est la première ville d'Europe continentale entrée dans la révolution industrielle à la suite de l'industrialisation britannique. Vers 1850, le complexe sidérurgique et de construction métallique de Cockerill à Seraing est le plus grand du monde et la Belgique (principalement grâce au Sillon industriel wallon) la deuxième puissance économique du monde derrière le Royaume-Uni. Afin de protéger Liège des inondations, l'État belge procède à de gros travaux d'endiguements de l'Ourthe et de la Meuse tout au long du XIXe siècle, pour canaliser le fleuve et créer de nouveaux boulevards (Avroy et Sauvenière).

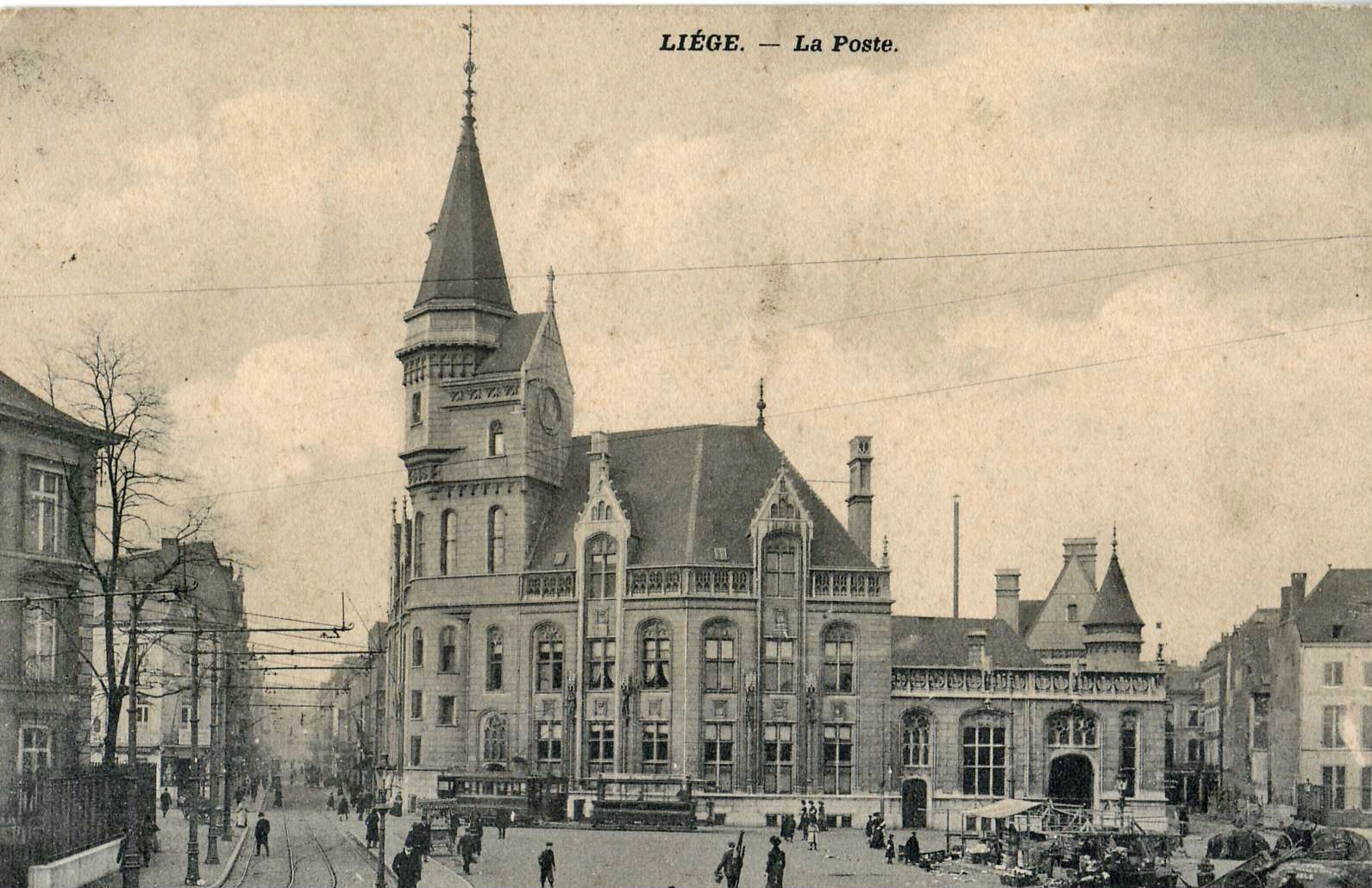
Le réseau du Tramway de Liège est créé dès 1871.
On voit sur cette carte postale d'avant la Première Guerre mondiale une rame du tramway devant la Poste.

Les idées des libéraux résultent de ces profondes mutations, de même que le mouvement ouvrier qui en 1885 provoque, à partir de Liège, une grève qui gagne tout le Sillon industriel, réprimée par l'armée. En 1893 une autre grève arrache le Suffrage universel au Parlement apeuré, puis c'est celle de 1913 que Georges Simenon met scène dans Pedigree.

#### Capitale de la Wallonie

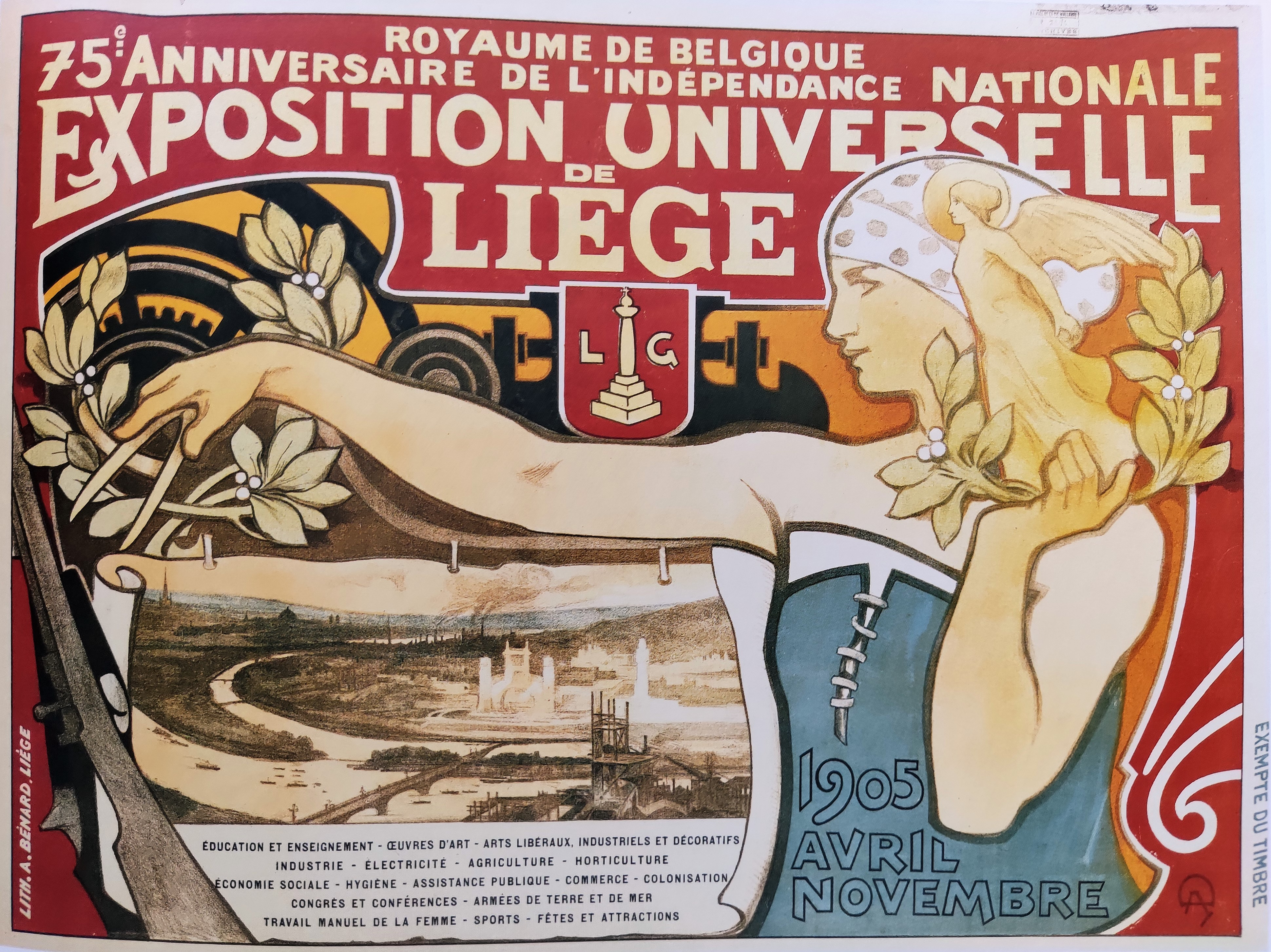
Affiche de l'exposition universelle de 1905.

En 1905, c'est Liège qui accueille l'Exposition universelle de 1905, qui célèbre le 75e anniversaire de l'indépendance de la Belgique.

Dès la fin du XIXe siècle, Liège était appelée Capitale de la Wallonie ou capitale wallonne, non seulement dans les milieux du Mouvement wallon, très actifs à Liège, mais aussi dans la presse générale. Il est à noter qu'il s'agissait du sens figuré du mot capitale, sans aucun aspect politique ou administratif concret, et toujours au détour d'une phrase parlant d'autre chose. Par exemple, dans cette conclusion du compte rendu d’un festival musical liégeois en 1912 où furent jouées des œuvres de César Franck et Henri Vieuxtemps : Qu’à Liége, la capitale de la Wallonie, on ne donne plus de concert sans que la musique wallonne y soit représentée par un de ses maîtres !.
Mais à partir de 1971, c'est à Namur que sont installées les diverses institutions wallonnes nées de la première réforme de l'État belge. En 1978, un accord entre les bourgmestres des quatre grandes villes wallonnes prévoit la répartition des institutions wallonnes avec la fonction politique à Namur, économique à Liège, sociale à Charleroi et culturelle à Mons. L'Exécutif régional wallon officialise cette répartition les 27 octobre 1982 et 12 juillet 1983. Le 11 décembre 1986, il sanctionne et promulgue le décret instituant Namur capitale de la Région wallonne, adopté par un vote du Conseil régional wallon le 19 novembre 1986, sur une proposition de Bernard Anselme, alors conseiller régional de l'opposition.

#### Les deux guerres, neutralité et Résistance

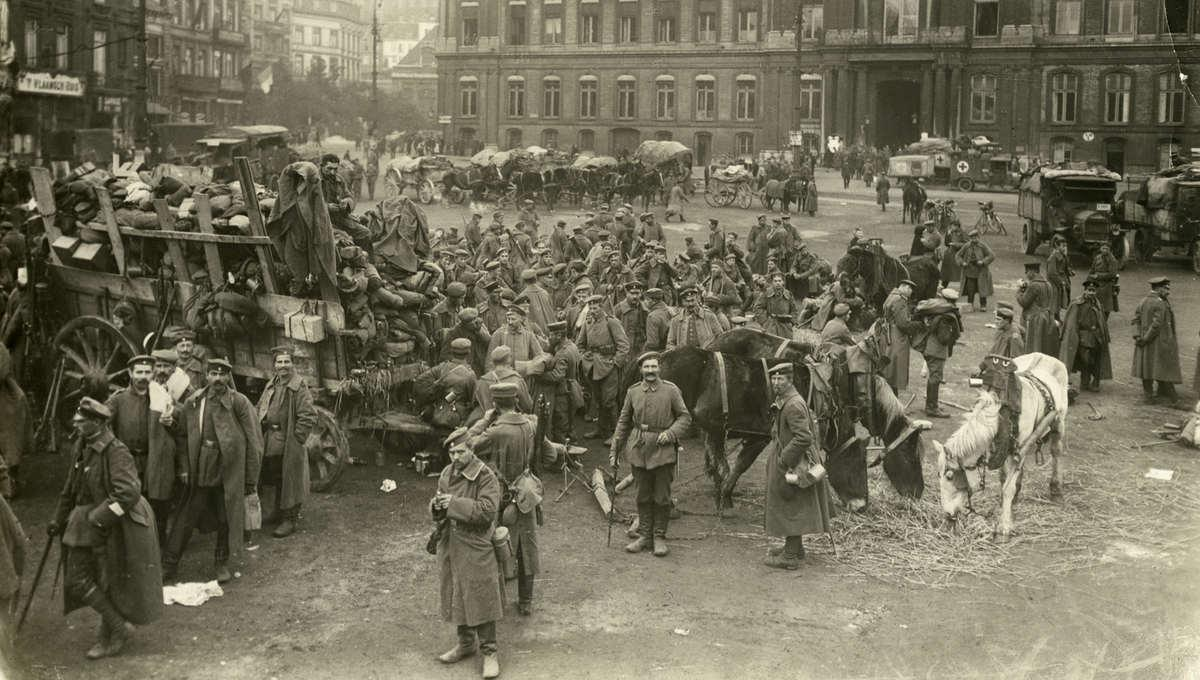
La place Saint Lambert en 1914.

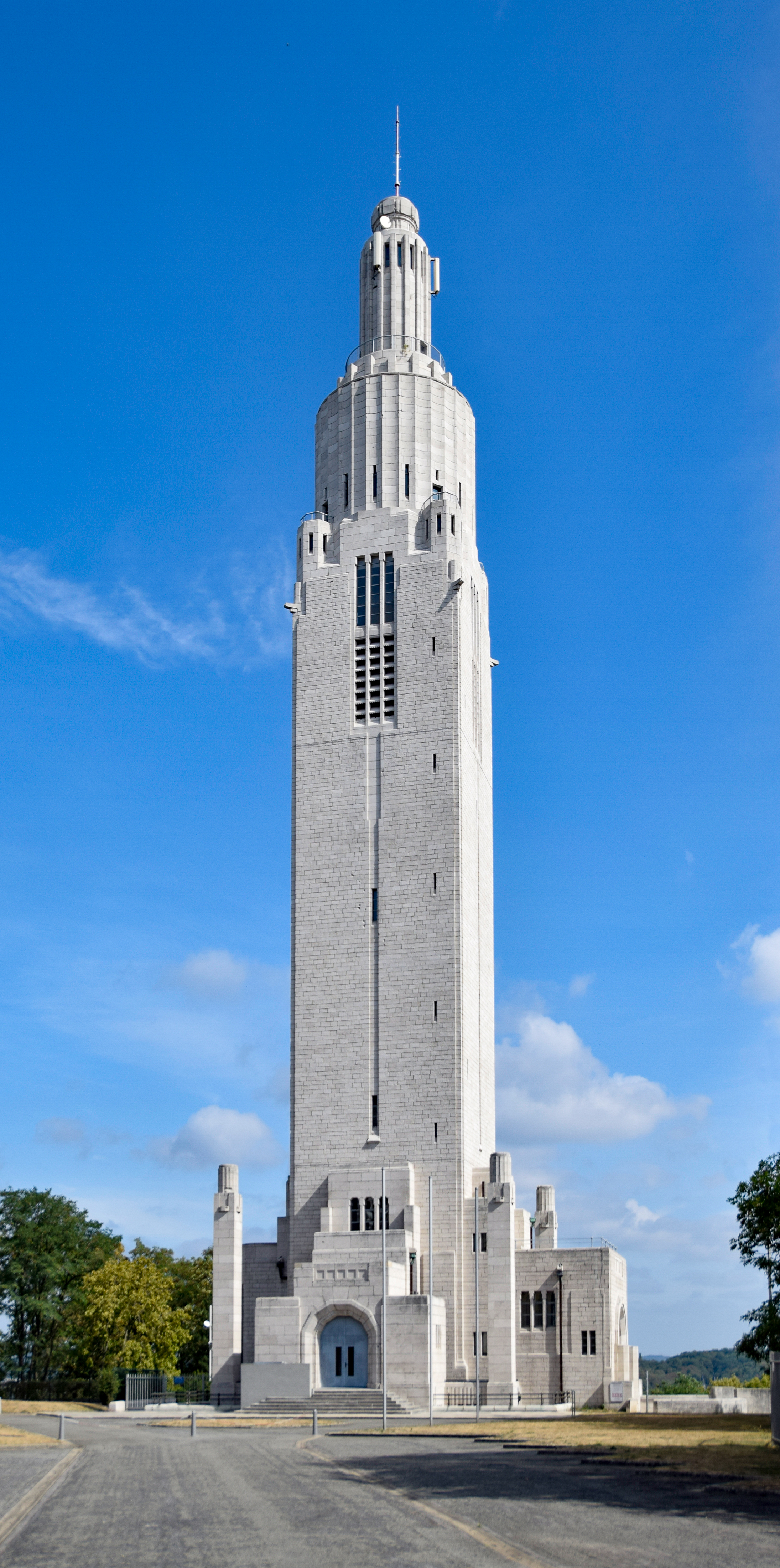
Mémorial Interallié à Cointe.

La résistance des forts liégeois en 1914 vaut à la ville (première ville étrangère en ce cas) la Légion d'honneur française le 7 août 1914 (ainsi que le changement de nom du café viennois en café liégeois et la rebaptisation de la station Berlin de l'actuelle ligne 13 du métro parisien en Liège), la Croix de guerre italienne en 1923, la Médaille militaire pour la bravoure du royaume des Serbes, Croates et Slovènes en 1926, la Croix de guerre belge en 1940. Il n'est cependant pas question de siège de la ville, ni en 1914, ni en 1940. Liège n'avait, en effet, aucune muraille et les forts étaient situés à plusieurs kilomètres de la ville. D'autre part, l'armée belge n'étant pas structurée sur la base de milices locales, le mérite des combats devant Liège, en 1914 et en 1940, doit être attribué aux soldats belges de diverses régions de Belgique en garnison dans les forts. En 1914, l'armée allemande pénètre dans la ville dès le 3e jour de la guerre sans rencontrer d'obstacles, contraignant l'état-major belge et le général Leman à se retirer dans le fort de Loncin, un des douze forts de la ceinture fortifiée qui succombent les uns après les autres sous le pilonnage de l'armée allemande, le général Leman étant finalement enseveli dans l'explosion du fort de Loncin et emmené en captivité. Le 20 août 1914, l'armée allemande exécute 67 civils et détruit 42 bâtiments. Ces événements font partie des Atrocités allemandes en 1914. L'occupation allemande dura quatre ans et Liège fut libérée dès le début de novembre par les mutineries dans l'armée allemande qui ont précédé l'armistice du 11 novembre 1918. L'occupation de la ville est notamment marquée par l'évasion du remorqueur Atlas V en 1917.
Durant l'entre-deux-guerres, Liège subit une crue exceptionnelle de la Meuse et de ses affluents en raison de pluies extrêmement abondantes à partir du 19 décembre 1925, conjuguées à la fonte des neiges accumulées depuis la fin novembre. Durant la nuit de nouvel an, la crue de la Meuse atteint son paroxysme, son débit se situant à Liège à 3500 m³ par seconde, alors que la moyenne annuelle du fleuve à cet endroit est de 250 m³ par seconde. Le centre-ville de Liège est ainsi inondé, la situation étant même plus grave en amont de Liège, dans les zones urbaines et industrielles de Flémalle, Ivoz, Jemeppe, Tilleur, Seraing et Ougrée.
Deux grandes expositions se tiennent à Liège : l'exposition internationale de 1930 pour le centenaire du pays (spécialisée dans les sciences et l'industrie) et l'exposition de l'eau de 1939 marquant l'achèvement des travaux du canal Albert permettant de relier Liège au port d'Anvers.
En 1937, la ville de Liège décide de célébrer, tous les 14 juillet, la fête nationale française afin de protester contre la politique de neutralité de la Belgique vis-à-vis du Troisième Reich et contre la dénonciation de l'accord militaire franco-belge par le gouvernement. La fête nationale française y est encore célébrée au XXIe siècle et rassemble plus de 35 000 personnes chaque année.

#### La résistance
Avant 1940, Liège fut dirigée par des bourgmestres issus pour la plupart du Mouvement wallon, groupement informel groupant des personnes issues de plusieurs partis et contestant la politique de neutralité voulue par Léopold III et le gouvernement appuyé par les chambres. Parmi les personnalités du mouvement : Jean Rey, Fernand Dehousse, Georges Truffaut, actifs dans la presse et au Parlement. Pourtant, pendant la Seconde Guerre mondiale, après le décès de Xavier Neujean au début de la guerre, le bourgmestre Joseph Bologne utilisa toutes les ficelles pour contourner les exigences de l'occupant, opposant systématiquement à l’occupant le respect de la Constitution et de la législation belges. Le 1er août 1942, le lieutenant général allemand Gustav Keim informe Bologne qu’il ne peut continuer à exercer ses fonctions. Un rexiste, Albert Dargent, présidera aux destinées de la nouvelle entité liégeoise jusqu’à la fin du mois d’août 1944. Il livrera aux nazis des listes de juifs de l'administration communale, ce qui permit la déportation de 700 personnes sur une population juive de 2 500 personnes, alors que les bourgmestres de Bruxelles et d'autres villes de Belgique s'y refusèrent et furent arrêtés et déportés,. L'étoile jaune va agir sur la population liégeoise comme un révélateur. Des journaux clandestins exhortèrent la population à les aider. Les agents de la poste, par exemple, s'efforçaient de repérer les lettres de dénonciation envoyées aux Allemands pour les détruire. C'était d'ailleurs une consigne générale des réseaux de résistance de la poste belge. La police belge perdait ses armes, falsifiait les rapports, etc. Dès la libération de Liège, le 7 septembre 1944, 
Joseph Bologne  reprendra ses fonctions, mais fut relevé de celles-ci et inculpé début 1945 pour avoir livré aux Allemands des listes de personnalités communistes. Le rexiste Dargent fut peu après prévenu de dénonciations caractérisées et de collaboration policière. Il fut condamné à mort et exécuté.

#### Le monument national de la résistance
La résistance belge émanant des simples citoyens fut très forte à Liège et un monument lui est dédié. En 1947, le gouvernement belge décide d’ériger à Liège le Monument national à la Résistance,. Et le 8 mai 1955, lors de l’inauguration du monument, dû à l'architecte Paul Étienne et au sculpteur Louis Dupont, en présence du roi Baudouin, de l’ensemble du gouvernement et des représentants des corps constitués, le bourgmestre déclarait, à propos de l’urne funéraire scellée dans un reliquaire monumental :

« Ces cendres proviennent de Belges. Nul ne pourrait dire s’ils étaient Flamands ou Wallons ; on ne connaît rien d’eux, ni de leurs convictions philosophiques ou religieuses. On sait qu’ils sont morts pour la Patrie. Ce sont des Belges qui ont tout sacrifié, tout abandonné. »

Le rabbin Josif Lepchivcher, ministre officiant de Liège, et qui avait été caché dans l’évêché de Liège puis au séminaire de Banneux par l’évêque du diocèse, Louis-Joseph Kerkhofs, et qui est devenu une figure emblématique du Juif soustrait par l’Église aux nazis était présent.

#### Période contemporaine

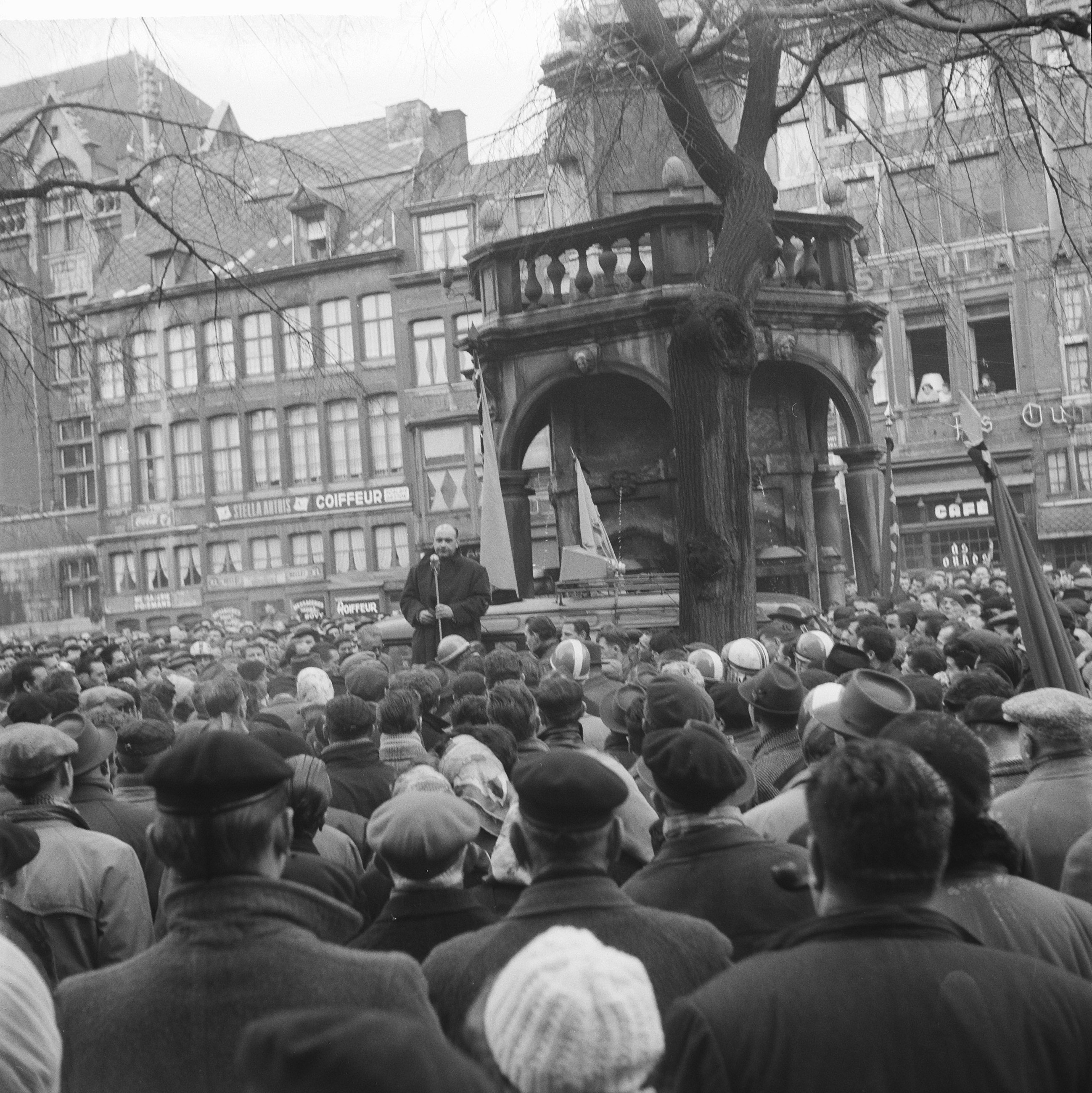
Manifestation à Liège en janvier 1961.

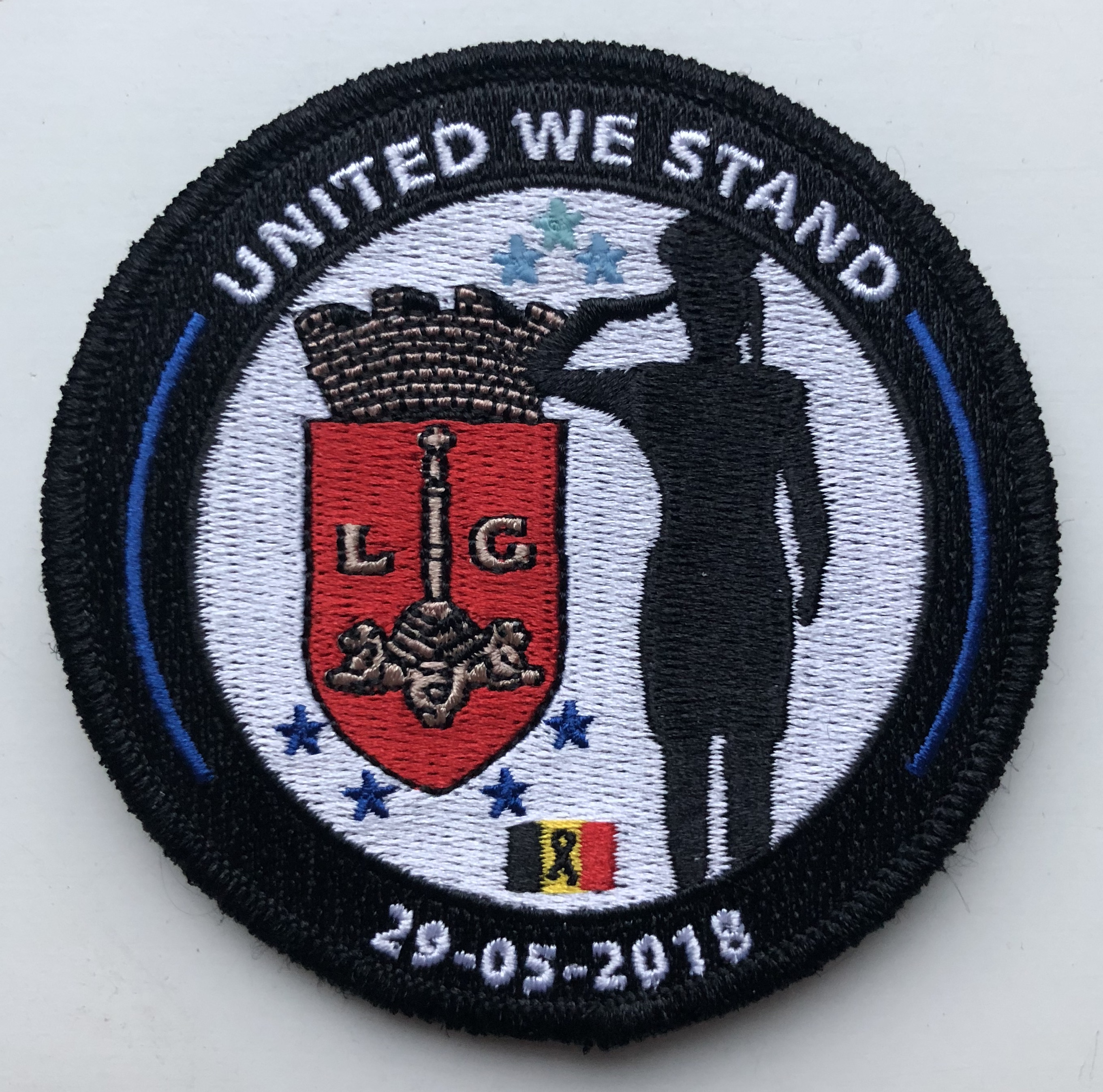
Écusson créé par la Belgian Blue Line en hommage aux victimes de l'attaque du 29 mai 2018.

Quand la Question royale marche vers son dénouement, Paul Gruselin, Joseph Merlot, André Renard participent au projet de Gouvernement wallon séparatiste esquissé à la suite des graves incidents de Grâce-Berleur (30 juillet 1950), que le retrait du roi rend caduc.
Le 3 avril 1955, l'incendie du cinéma Rio à Sclessin fait 39 morts et demeure, à ce jour, l'un des incendies les plus mortels du pays.
Mouvement à la fois social et autonomiste, la Grève générale de l'hiver 1960-1961, commencée chez les dockers communistes d'Anvers, s'étend à toute la Belgique et atteint son paroxysme à Liège avec le sac de la Gare des Guillemins (en janvier 1961) par des grévistes exaspérés par la non-réponse du Gouvernement de Gaston Eyskens à leurs revendications. Les socialistes liégeois sont à nouveau très présents en politique belge avec Joseph-Jean Merlot dans le gouvernement Lefèvre-Spaak, mais contraignent Merlot à la démission à la suite du vote des lois sur le maintien de l'ordre et la Frontière linguistique. Pierre Harmel est l'un des rares premiers ministres wallons du siècle passé (de 1965 à 1966). Jean-Joseph Merlot à nouveau au pouvoir avec Gaston Eyskens à partir de 1968, puis André Cools (après la mort accidentelle de Merlot) vont jeter les bases du fédéralisme belge que ce gouvernement met en place.
Le 1er janvier 1977 dans le cadre de la fusion des communes, Liège annexe plusieurs communes voisines. La ville passe ainsi de 22,7 à 69,5 km2.
Durant les années 1980, la ville connaît de sérieux problèmes budgétaires qui conduisent à un défaut de paiement en septembre 1989.
Le 27 janvier 2010 survient une explosion de gaz dans la rue Léopold, causant la mort de 14 personnes et faisant 19 blessés.
Le 13 décembre 2011, une attaque à la grenade et à l'arme à feu a eu lieu place Saint-Lambert. Un attaquant, identifié par la suite comme Nordine Amrani, âgé de 33 ans, armé de grenades et d'un fusil d'assaut, a attaqué des personnes en attente à un arrêt de bus. Six personnes sont mortes, dont l'agresseur (qui s'est tiré une balle dans la main) et 123 personnes ont été blessées.
Le 29 mai 2018, a lieu une attaque terroriste islamiste : deux policiers et un civil, un homme de 22 ans, ont été abattus par un homme armé près d'un café du boulevard d'Avroy, dans le centre de Liège. L’attaquant a alors commencé à tirer sur les policiers pour tenter de s’échapper, blessant plusieurs d'entre eux, avant d'être abattu. La chaîne de télévision belge RTBF a annoncé que le tireur avait été libéré temporairement le 28 mai, après avoir purgé sa peine pour délit de drogue.

### Expositions internationales
- 1905 : exposition universelle de 1905. Célébration du 75e anniversaire de l'indépendance belge. Elle est située, au parc de la Boverie et dans le quartier des Vennes.
- 1930 : Exposition internationale de la grande industrie, sciences et applications. Elle se déroule dans le parc de la Boverie et dans le champ de manœuvres situé au nord de la ville, devenu aujourd'hui le quartier d'habitation de Droixhe.
- 1939 : exposition internationale de la technique de l'eau de 1939. La grande saison internationale de l'eau, pour célébrer l'inauguration du canal Albert. L'exposition se déroule dans le quartier de Coronmeuse.

En 2012, Liège est candidate pour l'organisation de l'exposition internationale de 2017,. Le site devait se situer dans le quartier de Coronmeuse où un éco-quartier devait voir le jour. Mais l'Assemblée Générale du BIE choisit la ville d'Astana pour l'organisation de l'exposition.

## Héraldique
|  | Armoiries simplifiées de la ville de Liège. Blasonnement : de gueules à une colonne posée sur 3 degrés soutenus de 3 lions couchés et sommée d'une pomme de pin soutenant une croix pattée ; la dite colonne accostée à dextre de la lettre L et à senestre de la lettre G, le tout d'or. |
|  | Armoiries officielles de la ville de Liège. Blasonnement : de gueules à une colonne posée sur trois degrés soutenus de trois lions couchés et sommée d'une pomme de pin soutenant une croix pattée; la dite colonne accostée à dextre de la lettre L et à senestre de la lettre G, le tout d'or. L'écu sommé d'une couronne murale du même et orné extérieurement en commençant par le dextre de l'écu, des bijoux de la Croix du Mérite de guerre italienne, de la croix de guerre belge 1940 avec palme, de la croix de la Légion d'honneur et de la médaille de la Bravoure, en or, du royaume des Serbes, Croates et Slovènes, munis de leurs rubans et mouvants de la pointe.                                  |
|  | Armoiries de la province de Liège. Blasonnement : Écartelé : 1, de Liège ; 2, de Bouillon ; 3, de Franchimont ; 4, de Looz ; enté en pointe de Hornes. Liège (Ville de Liège) : De gueules au perron haussé, supporté par trois lions sur trois degrés, monté d'une pomme de pin, sommé d'une croix pattée, le tout d'or, accosté d'un L et G majuscules du même. Bouillon (Duché de Bouillon) : De gueules, à la fasce d'argent. Franchimont (Marquisat de Franchimont) : D'argent, à trois lions de sinople, armés et lampassés de gueules, et couronnés d'or. Looz (Comté de Looz) : Burelé (10) d'or et de gueules. Hornes (Comté de Hornes) : D'or, à trois cors se de gueules, virolés et enguichés d'argent. |
|  | Armoiries de la principauté de Liège. Blasonnement : écartelé, en 1, de gueules, à la fasce d'argent, en 2, d'argent, à trois lions de sinople, armés et lampassés de gueules, et couronnés d'or, en 3, burelé d'or et de gueules et en 4, d'or, à trois cors de chasse de gueules, virolés et enguichés d'argent ; sur-le-tout de gueules au perron d'or haussé, supporté par trois lions sur trois degrés, monté d'une pomme de pin, sommé d'une croix pattée, le tout d'or, accosté d'un L et G majuscules de même. |
|  | Blason de la ville de Liège jusqu'à la fin du XIVe siècle Blasonnement : « de gueules sans entresengne » (de gueules plein) |

On retrouve le perron liégeois sur le blason de la ville, mais aussi sur celui de la province de Liège, celui de la principauté de Liège ou encore sur de nombreux logotypes représentant les institutions liégeoises.
Contrairement à ce que dit une légende souvent colportée, les lettres L et G ne correspondent pas à l'expression latine Libertas Gentis (Libertés aux Gens) qui signifie « Liberté du peuple ». Il suffit de voir que le blason de Saint-Trond représente un perron flanqué des lettres S et T.

En 2007, la ville de Liège s'est dotée d'un logo pour remplacer les armoiries sur ses courriers, outils de communication, véhicules et drapeaux. Ce dernier, censé représenter les différents atouts logistiques, évoque le perron.

Logo de la ville de Liège.

## Population et démographie

### Démographie

#### Commune de Liège
La commune de Liège regroupe les sections d'Angleur, Bressoux, Chênée, Glain, Grivegnée, Jupille, Liège, Rocourt, Sclessin et Wandre. Ce territoire couvre 69,39 km2 et compte 197 323 habitants en 1er janvier 2025. Ce qui fait de Liège la cinquième commune la plus peuplée de Belgique (voir aussi liste des communes belges les plus peuplées pour une comparaison).
La répartition de la population suivant ces sections est la suivante :
| Sections de la commune | Population (2020) |
| ---------------------- | ----------------- |
| Liège                  | 110 118           |
| Angleur                | 10 882            |
| Bressoux               | 12 579            |
| Chênée                 | 9 030             |
| Glain                  | 3 069             |
| Grivegnée              | 21 020            |
| Jupille-Sur-Meuse      | 10 741            |
| Rocourt                | 7 029             |
| Sclessin               | 6 522             |
| Wandre                 | 6 139             |
| Total commune de Liège | 197 129           |

#### Agglomération opérationnelle
L'agglomération opérationnelle de Liège comptait 501 249 habitants au 1er janvier 2023.

#### Région urbaine
La région urbaine de Liège comptait 634 663 habitants au 1er janvier 2023.

#### Évolution démographique avant fusion
- Source: DGS 1831 à 1970 = recensement; 1976 = habitants au 31 décembre

#### Évolution démographique de la commune fusionnée
En tenant compte des anciennes communes entraînées dans la fusion de communes de 1977, on peut dresser l'évolution suivante :
- 1977 : Fusion avec Angleur, Bressoux, Chênée, Glain, Grivegnée, Jupille-sur-Meuse, Rocourt, Wandre et fusion avec des parties de Ans, Chaudfontaine, Herstal, Seraing, Saint-Nicolas, Esneux et Juprelle; Dons de territoires à Chaudfontaine, Blegny, Visé et Oupeye

### Enseignement

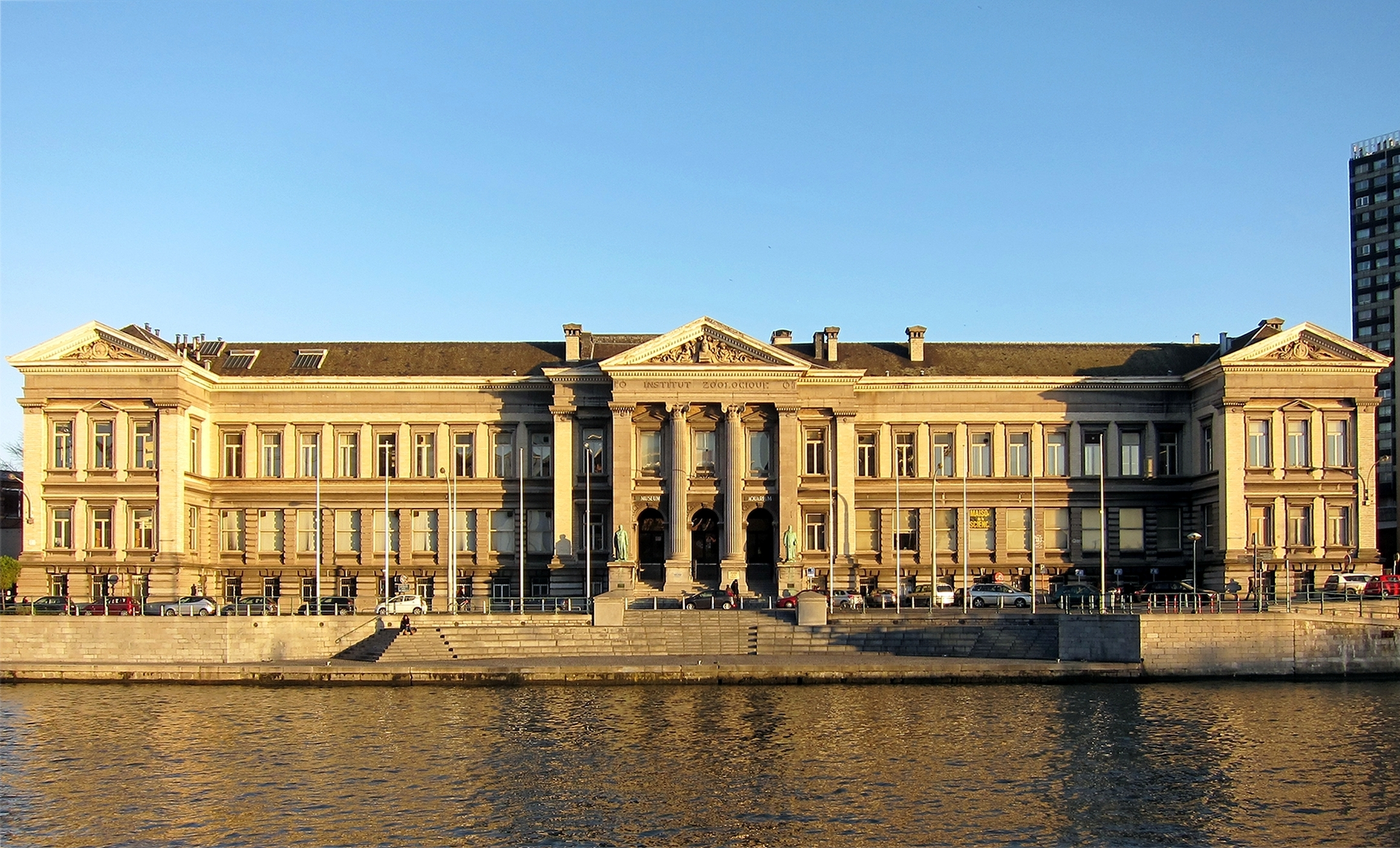
Institut de zoologie de l'université de Liège, quai Édouard van Beneden.

Liège est un centre important d'enseignement : plus de 95 000 jeunes y poursuivent leurs études. Liège abrite l'université de Liège (environ 25 000 étudiants), seule université publique complète de la Communauté française de Belgique, la Haute École de la Province de Liège (environ 8 000 étudiants), la HELMo (Haute École libre mosanne, environ 6 000 étudiants), la Haute École de la Ville de Liège (environ 2 200 étudiants), l'Académie des beaux-arts, le Conservatoire royal de musique et l'École supérieure des Arts Saint-Luc de Liège. S'y ajoutent deux réseaux complets d’enseignements primaire et secondaire, le réseau officiel (non confessionnel) et le réseau libre (confessionnel ou non), ainsi qu'un enseignement technique et professionnel portant sur un ample choix de formation.

## Politique et administration

### Résultats des dernières élections communales
Lors de l'élection communale de 2018, le parti socialiste conduit par le bourgmestre sortant Willy Demeyer obtient 30 289 voix sur 98 537 votes valables dont 11 293 votes préférentiels pour celui-ci. Le tiercé des voies préférentielles est complété par Christine Defraigne (MR) avec 6 277 votes et par Raoul Hedebouw (PTB) avec 4 312 votes.
Le PS reste le premier parti liégeois malgré une baisse de plus de 7 % par rapport aux élections de 2012. L'autre parti de la majorité, le cdH perd également plus de 7 %, ce qui se traduit par une perte de plus de la moitié de ses sièges au conseil communal (il passe de 7 à 3 sièges). Les deux grands gagnants de ce scrutin sont le PTB avec près 10 % de voix supplémentaires, soit 7 sièges de plus et Ecolo (composante de Vert Ardent pour le scrutin liégeois) qui passe de 6 à 8 sièges. Le MR accuse une légère baisse et perd un siège tandis que Véga conserve le sien. Enfin, DéFI, avec un score de 3,61 %, fait son entrée au conseil communal liégeois avec un siège. Une majorité PS-MR est composée à la suite de l'élection.
| Parti | Parti               | Voix   | %     | +/-    | Sièges  | +/- |
| ----- | ------------------- | ------ | ----- | ------ | ------- | --- |
|       | PS                  | 30 289 | 30,74 | 7,21 % | 17 / 49 | 5   |
|       | MR (MR pour Liège)  | 17 695 | 17,96 | 3,23 % | 10 / 49 | 1   |
|       | PTB                 | 16 081 | 16,32 | 9,91 % | 9 / 49  | 7   |
|       | Ecolo (Vert ardent) | 14 539 | 14,75 | 2,52 % | 8 / 49  | 2   |
|       | Les Engagés         | 06 664 | 06,76 | 7,25 % | 3 / 49  | 4   |
|       | VEGA                | 04 459 | 04,53 | 0,93 % | 1 / 49  | 0   |
|       | DéFI                | 03 554 | 03,61 | Nv.    | 1 / 49  | 1   |
|       | PP                  | 03 088 | 03,13 | 0,96 % | 0 / 49  | 0   |
|       | Autres              | 02 168 | 02,20 | 0,23%  | 0 / 49  | 0   |
| Total | Total               | 98 537 | 100   |        | 49      | 0   |

### Administration communale
Conformément à l'article L1122-3 du code de la démocratie locale et de la décentralisation et aux dispositions relatives aux communes peuplées de 150 000 à 199 999 habitants au 1er janvier 2018, le conseil communal de Liège est composé de 49 élus au suffrage universel indirect.
Selon l'article L1123-9 du même code et aux dispositions y relatives aux communes peuplées de 150 000 à 199 999 habitants au 1er janvier 2018, le collège communal de Liège est composé du bourgmestre, du président du CPAS et de neuf échevins élus par le conseil communal. Cependant, suivant les dispositions données par l'article L1123-8 §1er al4, le nombre d'échevins déterminés à l’article L1123-9 en application de l’article L1121-3 est réduit d'une unité dans les communes comptant au moins 20 000 habitants. Le collège est donc composé de dix personnes (le bourgmestre, le président du CPAS et huit échevins).
|  | Groupe            | Effectif conseil | Effectif collège | Effectif CPAS | Statut     |
|  | ----------------- | ---------------- | ---------------- | ------------- | ---------- |
|  | PS                | 16               | 5                | 5             | majorité   |
|  | MR                | 11               | 3                | 3             | majorité   |
|  | PTB               | 9                | 0                | 3             | opposition |
|  | Vert Ardent       | 7                | 0                | 2             | opposition |
|  | Les Engagés       | 6                | 2                | 2             | majorité   |
|  | DéFI              | 0                | 0                | 0             | -          |
|  | Chez Nous         | 0                | 0                | 0             | -          |
|  | PUSSC             | 0                | 0                | 0             | -          |
|  | Collectif Citoyen | 0                | 0                | 0             | -          |

| Collège communal  |                           |             |
| ----------------- | ------------------------- | ----------- |
| Bourgmestre       | Willy Demeyer             | PS - PS+    |
| 1er Échevin       | Gilles Foret              | MR          |
| 2e Échevine       | Carine Clotuche           | Les Engagés |
| 3e Échevin        | Roland Leonard            | PS - PS+    |
| 4e Échevine       | Maggy Yerna               | PS - PS+    |
| 5e Échevine       | Elisabeth Fraipont        | MR          |
| 6e Échevine       | Julie Fernandez Fernandez | PS - PS+    |
| 7e Échevin        | Fabrice Drèze             | MR          |
| 8e Échevin        | Benjamin Hurard           | Les Engagés |
| Président du CPAS | Jean-Paul Bonjean         | PS - PS+    |

### Liste des bourgmestres
Douze bourgmestres se sont succédé depuis le début du XXe siècle, sans compter 2 bourgmestres élus non-démocratiquement durant la Seconde Guerre mondiale :
| Période | Période  | Identité              | Étiquette     | Qualité     |
| ------- | -------- | --------------------- | ------------- | ----------- |
| 1900    | 1921     | Gustave Kleyer        | Parti libéral | Juriste     |
| 1921    | 1927     | Émile Digneffe        | Parti libéral | Juriste     |
| 1927    | 1940     | Xavier Neujean        | Parti libéral | Juriste     |
| 1940    | 1945     | Joseph Bologne        | PSB           |             |
| 1945    | 1958     | Paul Gruselin         | PSB           | Juriste     |
| 1958    | 1963     | Auguste Buisseret     | PLP           | Juriste     |
| 1963    | 1973     | Maurice Destenay      | PLP           | Instituteur |
| 1973    | 1976     | Charles Bailly        | PS            |             |
| 1976    | 1990     | Édouard Close         | PS            | employé     |
| 1990    | 1995     | Henri Schlitz         | PS            |             |
| 1995    | 1999     | Jean-Maurice Dehousse | PS            | Juriste     |
| 1999    | En cours | Willy Demeyer         | PS            | Avocat      |

### Projets et grands travaux
Depuis la fin des années 2000, la ville de Liège est en plein redéploiement et les grands projets sont nombreux :

#### Achevés
| Réalisation                                                      | Quartier          | Type de travaux               | Fonction                                                             | Inauguration      |
| ---------------------------------------------------------------- | ----------------- | ----------------------------- | -------------------------------------------------------------------- | ----------------- |
| Grand Curtius                                                    | Centre            | Rénovation et extension       | Ensemble muséal                                                      | 2009              |
| Gare de Liège-Guillemins                                         | Centre            | Construction neuve            | Gare                                                                 | 18 septembre 2009 |
| Médiacité                                                        | Centre            | Construction neuve            | Centre commercial                                                    | 21 octobre 2009   |
| Extension du Palais de Justice                                   | Centre            | Construction neuve            | Palais de justice                                                    | septembre 2011    |
| Opéra royal de Wallonie                                          | Centre            | Rénovation                    | Opéra                                                                | 19 septembre 2012 |
| Patinoire de Liège                                               | Centre            | Construction neuve            | Patinoire                                                            | 8 décembre 2012   |
| Amphithéâtres de l'Opéra                                         | Centre            | Réaffectation                 | Amphithéâtre                                                         | mars 2013         |
| L'Émulation                                                      | Centre            | Rénovation                    | Théâtre                                                              | mars 2013         |
| Résidence André Dumont                                           | Centre            | Rénovation                    | Résidence étudiante                                                  | 11 septembre 2013 |
| Bains de la Sauvenière                                           | Centre            | Rénovation                    | Centre culturel                                                      | 14 janvier 2014   |
| Place des Guillemins                                             | Centre            | Requalification               | Place                                                                | 14 mai 2014.      |
| Hôpital du Valdor                                                | Amercœur          | Rénovation                    | Hôpital gériatrique                                                  | 23 mai 2014       |
| Tour Paradis                                                     | Centre            | Construction neuve            | Gratte-ciel                                                          | 2015              |
| Quais de Meuse Quai de Rome Boulevard Frère-Orban Avenue Blonden | Centre            | Réaménagement                 | Quai                                                                 | 19 avril 2015     |
| Parc Sainte-Agathe                                               | Saint-Laurent     | Aménagement                   | Parc                                                                 | 27 juin 2015      |
| Design Station Wallonia                                          | Centre            | Construction neuve            | Centre de design                                                     | 8 octobre 2015    |
| Passerelle La Belle Liégeoise                                    | Centre-Outremeuse | Construction neuve            | Passerelle                                                           | 2 mai 2016        |
| La Boverie                                                       | Outremeuse        | Rénovation et extension       | Musée                                                                | 4 mai 2016        |
| Place de l'Yser                                                  | Outremeuse        | Réaffectation                 | Place                                                                | 18 novembre 2017  |
| Piscine Communale de Jonfosse                                    | Centre            | Rénovation                    | Piscine                                                              | 2020,             |
| Grand Poste de Liège                                             | Centre            | Rénovation et requalification | Incubateur de Start-up Bureau Horeca Co-working École de journalisme | 8 septembre 2021  |
| Clinique du MontLégia                                            | Glain             | Construction neuve            | Hôpital                                                              | Mars 2020         |
| Trinkhall Museum                                                 | Centre            | Rénovation et extension       | Hôpital                                                              | 18 juin 2020      |
| Liège Office Center                                              | Centre            | Construction neuve            | Centre d'affaires                                                    | 2020              |
| Cathédrale Saint-Paul de Liège                                   | Centre            | Rénovation                    | Cathédrale                                                           | 18 novembre 2021  |
| Cité administrative                                              | Centre            | Rénovation                    | Bureau                                                               | Printemps 2023    |
| B3 (Liège) - Pôle des Savoirs de la Province de Liège            | Outremeuse        | Construction neuve            | Bibliothèque                                                         | Juillet 2023      |
| Paradis Express                                                  | Guillemins        | Construction neuve            | Logement Bureau Horeca                                               | Mars 2024         |
| Liège Expo - Halle des foires de Liège                           | Droixhe           | Construction neuve            | Parc des expositions                                                 | 2 octobre 2024    |

#### En cours de réalisation
| Réalisation                 | Quartier            | Type de travaux         | Fonction        | Date de livraison |
| --------------------------- | ------------------- | ----------------------- | --------------- | ----------------- |
| Rives Ardentes              | Coronmeuse          | Construction neuve      | Écoquartier     | Fin 2023          |
| Gare de Liège-Saint-Lambert | Centre              | Rénovation              | Gare            | 2024-2025         |
| Tramway de Liège            | Sclessin-Coronmeuse | Aménagement transurbain | Tramway         | 2025              |
| Val-Benoît                  | Sclessin            | Réhabilitation          | Logement Bureau | Indéterminée      |

#### En projet ou en cours d'étude
| Réalisation                              | Quartier | Type de travaux              | Fonction | Date de commencement |
| ---------------------------------------- | -------- | ---------------------------- | -------- | -------------------- |
| Stade Maurice Dufrasne                   | Sclessin | Rénovation et agrandissement | Stade    | En cours d'étude     |
| Stade de Rocourt                         | Rocourt  | Construction neuve           | Stade    | En cours d'étude     |
| Place Cathédrale                         | Centre   | Réaménagement                | Place    | En cours d'étude     |
| Place Saint-Paul                         | Centre   | Réaménagement                | Place    | En cours d'étude     |
| Place de l'Opéra et place Xavier Neujean | Centre   | Réaménagement                | Place    | En cours d'étude     |

### Sécurité et secours

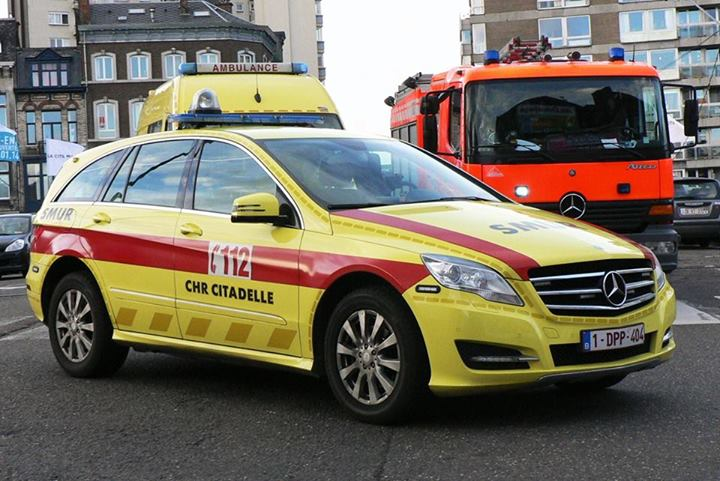
Véhicule d'Intervention Médicalisé (VIM) du service SMUR de l'Hôpital de la Citadelle, en intervention lors d'un incendie avec les pompiers de Liège.

#### Police
Liège dispose de sa propre zone de police : la zone de police Liège, immatriculée 5277.

#### Pompiers
Le service des pompiers est organisé sur base d'une intercommunale: l'Intercommunale d’incendie de Liège et environs. Elle dispose de 8 casernes reparties sur l'ensemble des 21 communes qu'elle défend, dont Liège.
Cette intercommunale sera absorbée dans le système des zones de secours, dès qu'il entrera en service de manière opérationnelle, en créant la zone de secours Liège 2.

## Économie et socio-économie

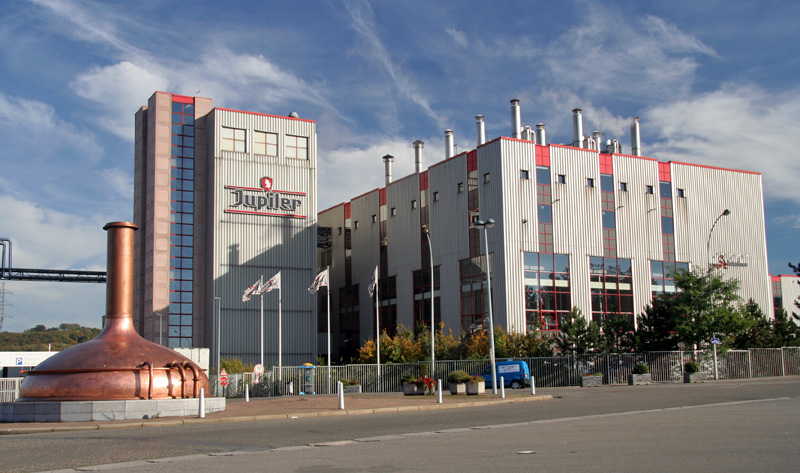
La brasserie Jupiler ex-Piedbœuf qui fabrique la bière Jupiler.

Liège a longtemps été une grande ville industrielle (au milieu du XIXe siècle, le sillon industriel wallon est la première région industrielle du continent) mais dès les années 1960, elle subit un long déclin, les usines devenant vétustes. Liège mise également beaucoup sur les transports et la multi-modalité.
Liège est un pôle économique important avec son port autonome, le deuxième port intérieur d'Europe de l'Ouest et son aéroport spécialisé dans le fret. De fait, la ville reste la capitale économique de la Wallonie,. Jean-Maurice Dehousse, à la tête du premier Gouvernement wallon a contribué à cette évolution de façon décisive[réf. nécessaire].

### Développement des nouvelles technologies
Particulièrement dynamique, la ville de Liège et sa banlieue industrielle accueillent des sociétés actives dans l'aérospatiale (Safran Aero Boosters, qui fabrique des pièces pour l'Airbus A380 ou pour la fusée Ariane 5 ; Amos, qui fabrique des composants optiques de télescopes), dans l'armement (Cockerill Maintenance & Ingénierie, la FN Herstal -leader mondial de l'armement léger-), des sociétés d'électronique (EVS, leader mondial des ralentis télévisuels en temps réel, BEA, Euresys, Gillam, IP Trade, X-RIS pour les systèmes de radiographies portables, Lasea, Inductotherm, Physiol…), des sociétés actives dans le biopharma (Eurogentec, etc.) ou dans l'agro-alimentaire (Jupiler pour la bière, Spa et Chaudfontaine pour l'eau et les limonades, Galler pour le chocolat…).
L'Université de Liège héberge également de nombreuses « spin-off » notamment sur le Parc scientifique du Sart-Tilman qui la jouxte.

### Développement du multimédia

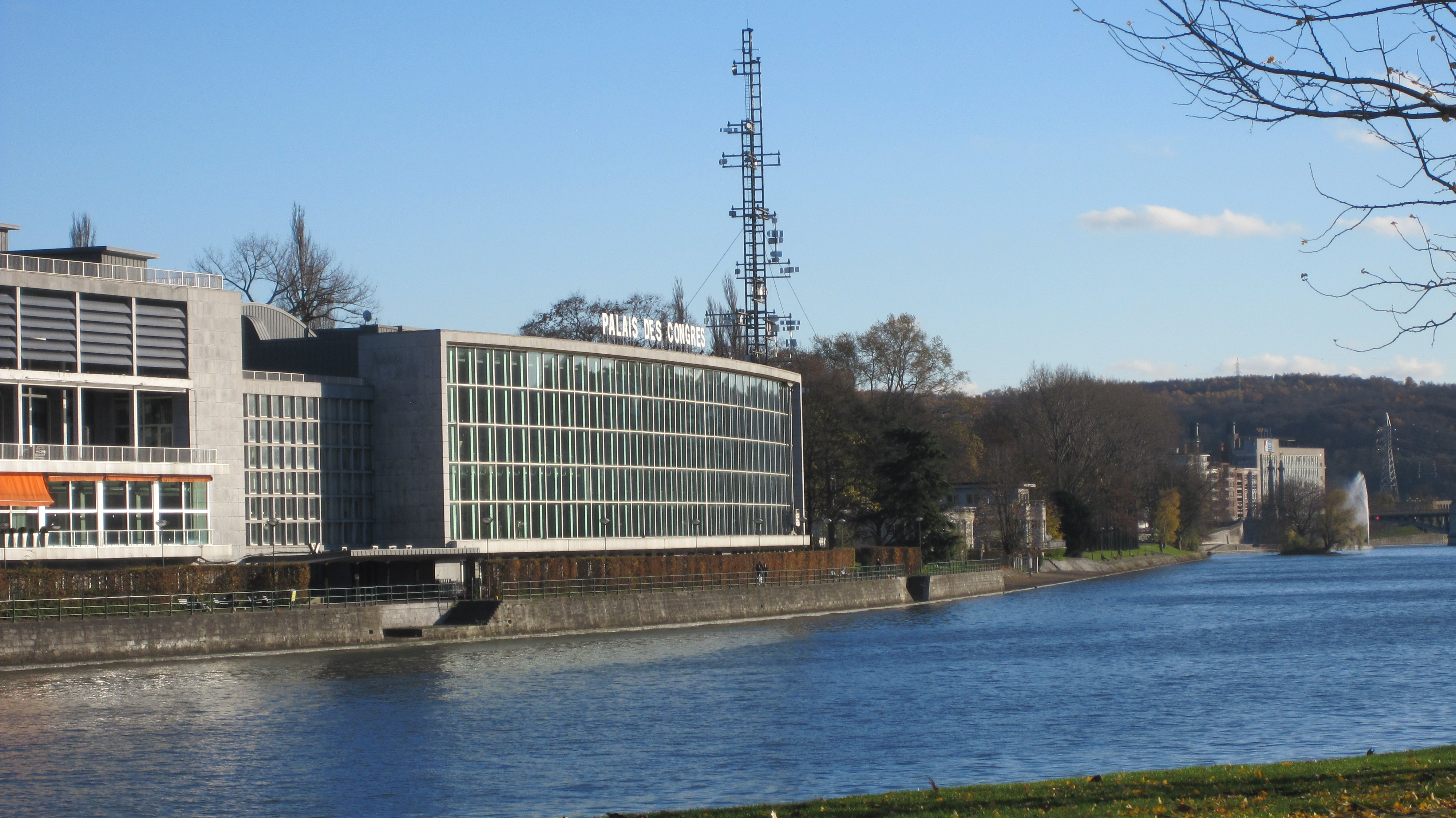
Palais des congrès, en bord de Meuse.

Enfin, l'ouverture le 21 octobre 2009 de la Médiacité, complexe centré sur l'audiovisuel,  intégrant des studios d'enregistrement (dont le nouveau centre liégeois de la RTBF) et une galerie commerciale reliée à celle déjà existante du Longdoz, permet de développer l'attractivité de ce quartier. La présence de magasins exclusifs en Belgique au sein du shopping commercial renforce l'attrait de ce dernier par rapport aux galeries commerçantes que sont Belle-Île ou les Galeries St-Lambert. Parallèlement, le Pôle Image de Liège - un centre qui réunit diverses entreprises audiovisuelles - a été ouvert en 2006 dans une ancienne usine à tabac. Le complexe abrite, en plus d'entreprises offrant trainings et ateliers, 28 différentes entreprises: d'animation 2D et 3D, de cinématographie, de postproduction, de graphisme et de web-design. Plusieurs films, séries télévisées et dessins animés belges et internationaux ont été partiellement ou entièrement tournés dans le Pôle Image.

### Régression de la population du centre-ville
Au 1er novembre 2011, la ville de Liège comptait 196 925 habitants. La densité de la population est de 2 740 hab./km2, soit plus de huit fois la moyenne nationale (327 hab./km2). Liège a connu néanmoins un phénomène de dépopulation (en 1976, lors de la fusion de communes de laquelle résulte le territoire actuel de la Ville, Liège comportait 227 974 habitants). Par contre, la ville est le centre d’une agglomération continue de 600 000 habitants dont la population reste stable, ce qui indique, comme souvent en Europe, un glissement du centre urbain vers la périphérie.
En 2018, les 24 communes de l'arrondissement de Liège se sont accordées pour définir une vision commune de leur territoire via le Schéma de développement territorial de l'arrondissement de Liège. Ce document d'orientation s'attaque notamment à la question du logement en structurant le développement de l'offre pour les prochaines décennies. Il est ainsi établi que 45 000 logements devront être créés d'ici 2035 pour répondre aux besoins de la population. Le but de l'accord est de rééquilibrer la répartition de ces nouveaux logements pour éviter une nouvelle progression de l'étalement urbain. Ainsi, 15 000 de ces logements seront créés dans les communes centrales de l'arrondissement.

### Siège de nombreuses institutions wallonnes
Chef-lieu d’une province qui compte un peu plus d'un million d’habitants, Liège constitue la deuxième ville mais la première agglomération de la Région wallonne. Liège est aussi un centre de décision. Cela implique une grande représentation des sièges sociaux dans la ville. Plus de la moitié des salariés liégeois sont des fonctionnaires. Cela s'explique par le nombre élevé des institutions liégeoises comme l'université, les musées, les salles d'arts ou les transports et aussi par le fait que Liège héberge toutes les institutions de la Province de Liège. Aujourd’hui, le secteur tertiaire occupe 80 % des emplois, le secteur public l’emportant sur le secteur privé. En effet, Liège est non seulement un grand centre scolaire mais aussi un centre administratif de première importance (siège du Gouvernement provincial, siège des Institutions économiques de la Région wallonne et notamment son Conseil économique et social). De fait, la ville reste la capitale économique de la Wallonie,. Jean-Maurice Dehousse, à la tête du premier Gouvernement wallon a contribué à cette évolution de façon décisive. C'est aussi un centre judiciaire majeur abritant une des cinq Cours d'appel de Belgique et les tribunaux qui en dépendent, et un centre hospitalier (trois hôpitaux majeurs dont un hôpital universitaire et une quinzaine de cliniques). Enfin Liège est également, avec ses 6 000 boutiques, cafés et restaurants, un grand centre de commerce.

### Régression de l'industrie minière et sidérurgique
La plaine de la Meuse était un haut lieu de l’activité industrielle wallonne : on y constate aujourd’hui la totale disparition de l'industrie minière après douze siècles d’extraction du charbon et la régression des activités sidérurgiques.

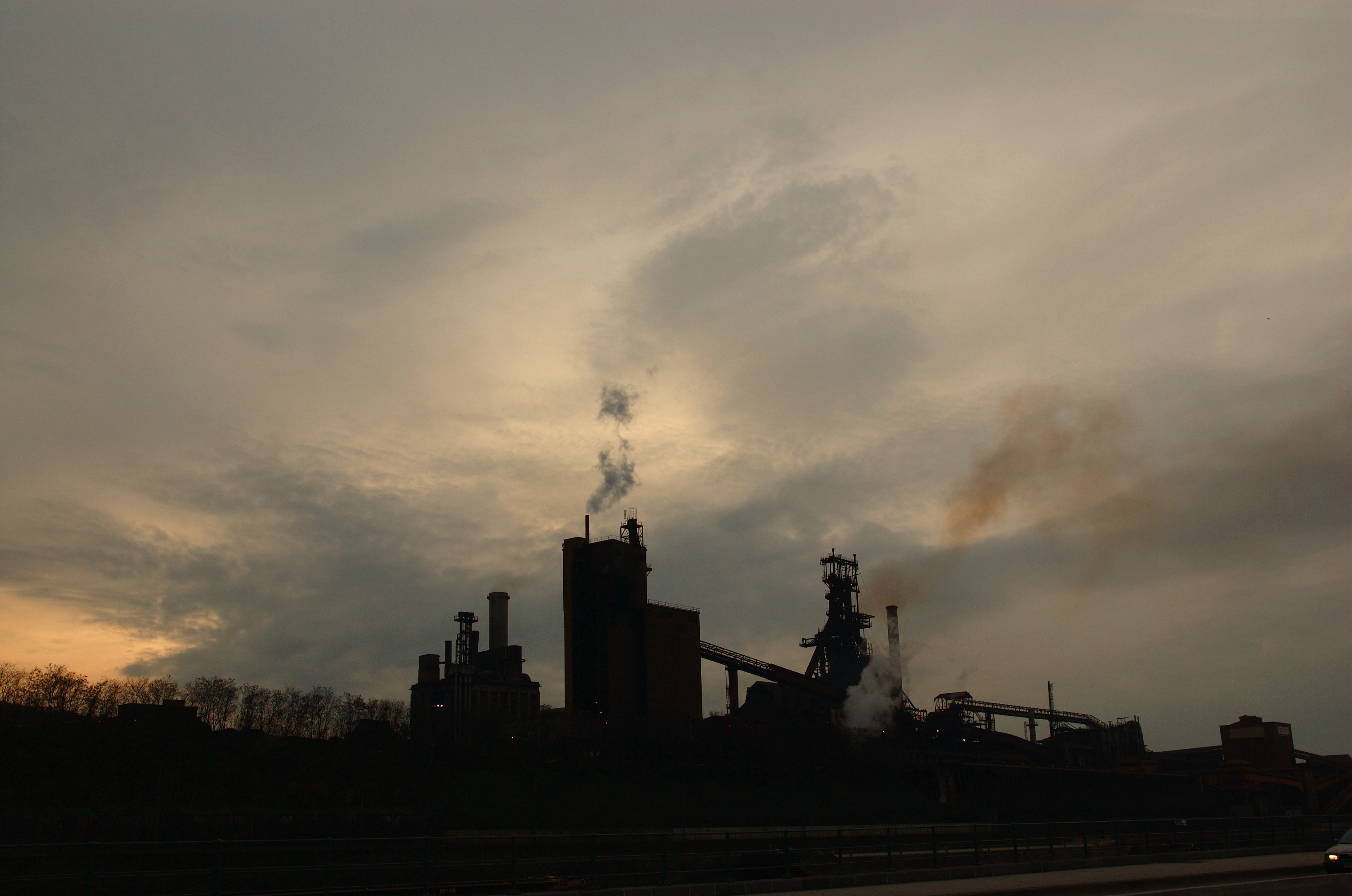
Cockerill-Sambre, puis Arcelor-Mital vont peu à peu abandonner la phase à chaud à partir de 2011.

De 1978 à 1986, la sidérurgie liégeoise est menacée de faillite et provoque une mobilisation maximale avec les graves manifestations de février et mars 1982 à Bruxelles. Le gouvernement belge injecte des capitaux dans la sidérurgie liégeoise qui est fusionnée avec celle de Charleroi. Un spécialiste français, Jean Gandois, accepte la proposition du premier ministre Wilfried Martens de prendre la direction de la nouvelle société Cockerill-Sambre. Celle-ci connaît un renouveau grâce à la modernisation des installations et de la production qui s'adapte aux exigences des marchés en aciers spéciaux. Gandois patronnera en 1994 l'extension de Cockerill-Sambre vers l'étranger avec la reprise d'une société de l'ex-Allemagne de l'Est, EKO Stahl. Mais le jeu international des capitaux amène les Français d'Usinor à prendre en 1998 le contrôle de la société après le départ de Jean Gandois. Usinor intègre Arcelor en 2002. Les travailleurs liégeois et la population belge sentent venir une restructuration menaçante avec le projet français d'expatrier la phase à chaud en France, mais avec une nouvelle installation de laminoir en compensation. Encore, celle-ci serait-elle installée dans la région de Charleroi. Ces projets n'auront heureusement pas le temps d'aboutir, alors qu'ils menaçaient la prospérité wallonne et même l'ensemble de l'économie belge. En effet, un des rois de la sidérurgie mondiale, l'Indien Lakshmi Mittal installé à Londres, parvient à prendre le contrôle d'Arcelor en 2006. Grâce à sa majorité boursière dans la société, il licencie les dirigeants français et annule le plan de démantèlement que ceux-ci avaient préparé. La nouvelle société ArcelorMittal relance la phase à chaud non sans conflits occasionnels avec les syndicats prompts à défendre les avantages sociaux des travailleurs (généralement acquis par la classe ouvrière belge).
Progressivement, cependant, l’installation d’entreprises de constructions mécaniques et métalliques (notamment en armurerie), les industries aéronautique et spatiale, agro-alimentaire (bières, eaux, limonades…) et biotechnologique, ainsi que les activités logistiques prennent le relais.

### Augmentation des services

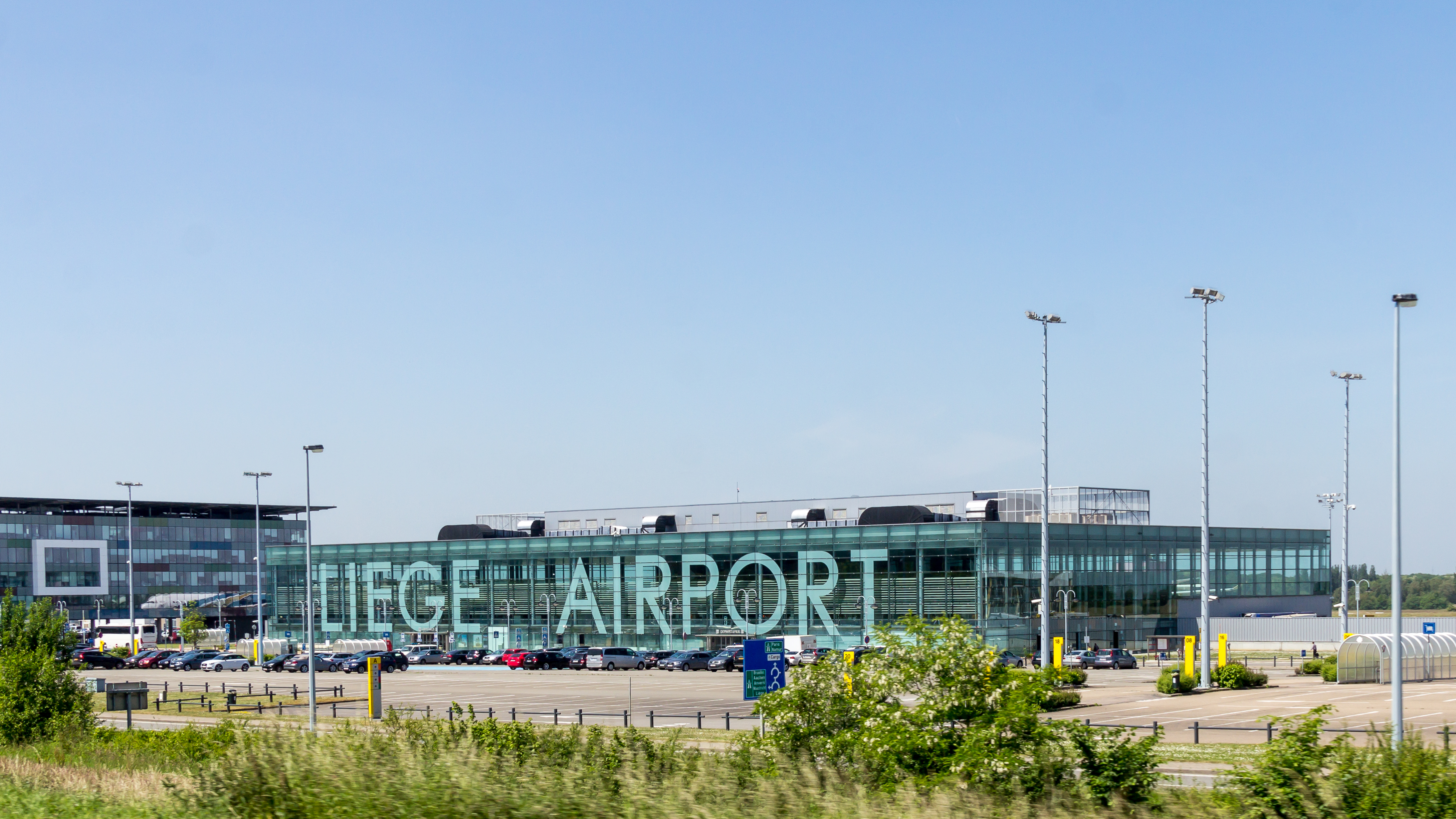
L'aéroport de Liège est situé à quelques kilomètres à l'ouest de la ville.

Liège s'est dotée de nombreux atouts logistiques qui lui donnent une place importante au cœur de l'Europe des transports. Citons notamment le Port autonome de Liège, qui deviendra le deuxième port fluvial européen, le développement actuel du Trilogiport, plateforme multimodale le long du canal Albert pour les conteneurs, la très récente gare de Liège-Guillemins et les nouvelles lignes TGV de Bruxelles vers Liège (LGV 2) et de Liège vers la frontière allemande (LGV 3). Du côté transport par route, un très important réseau autoroutier à 7 branches (E40 vers Bruxelles et Aix-la-Chapelle, E42 vers Namur et Verviers, E25 vers Maastricht et Luxembourg, E313 vers Anvers), complété par le creusement d'un tunnel sous la colline de Cointe et la construction d'un nouveau pont sur la Meuse. L'aéroport de Liège, cinquième aéroport européen pour le transport aérien des marchandises, se trouve à 12 km seulement du centre ville. Liège est également très facilement accessible via l'aéroport de Charleroi Bruxelles-Sud et l'aéroport de Bruxelles, tous deux à moins d'une centaine de kilomètres et, encore plus proche, l'aéroport de Maastricht à 30 km de la cité ardente. Liège possède également un réseau de bus qui couvre à la fois le centre-ville et l'agglomération. Actuellement[Quand ?], un tramway est en cours d'installation dans le centre-ville, dont l’exploitation commerciale est prévue pour janvier 2024.

## Tourisme et patrimoine

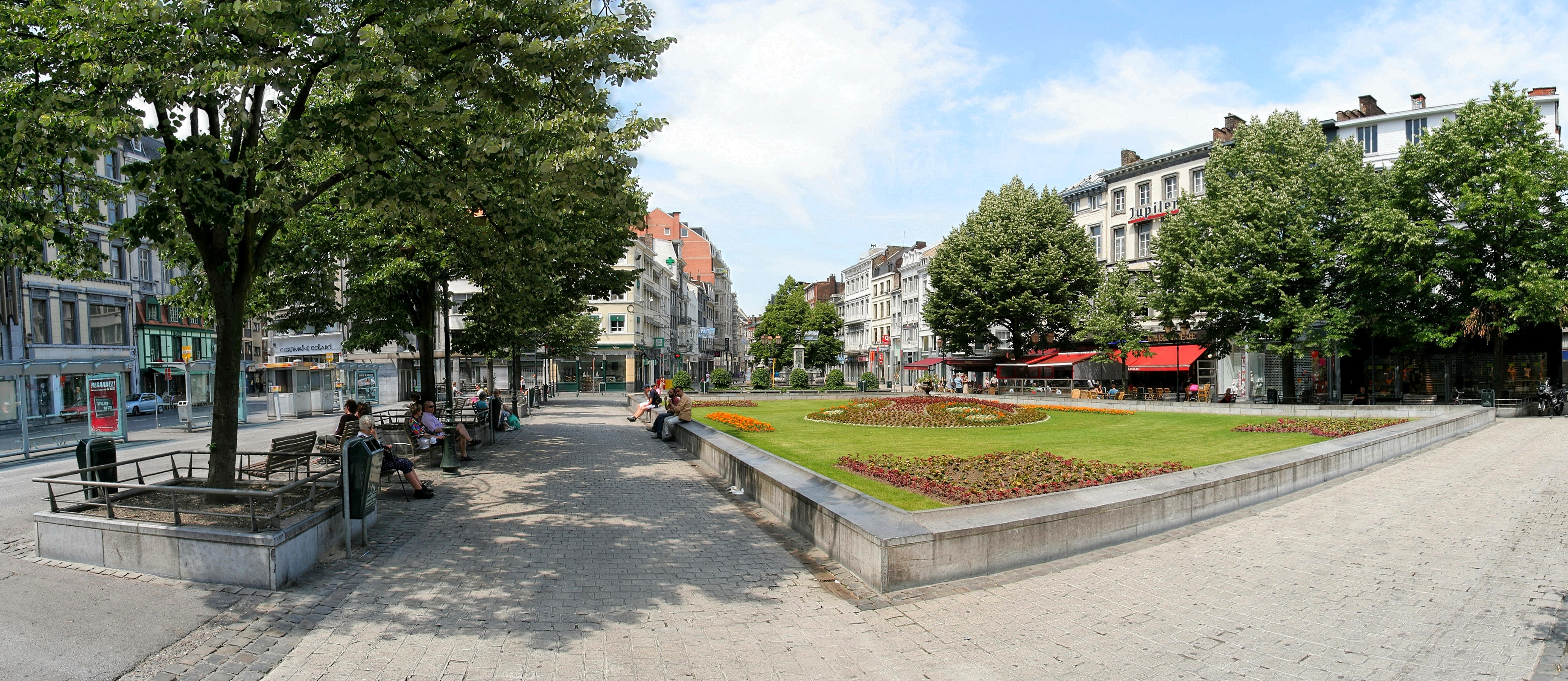
Place de la Cathédrale.
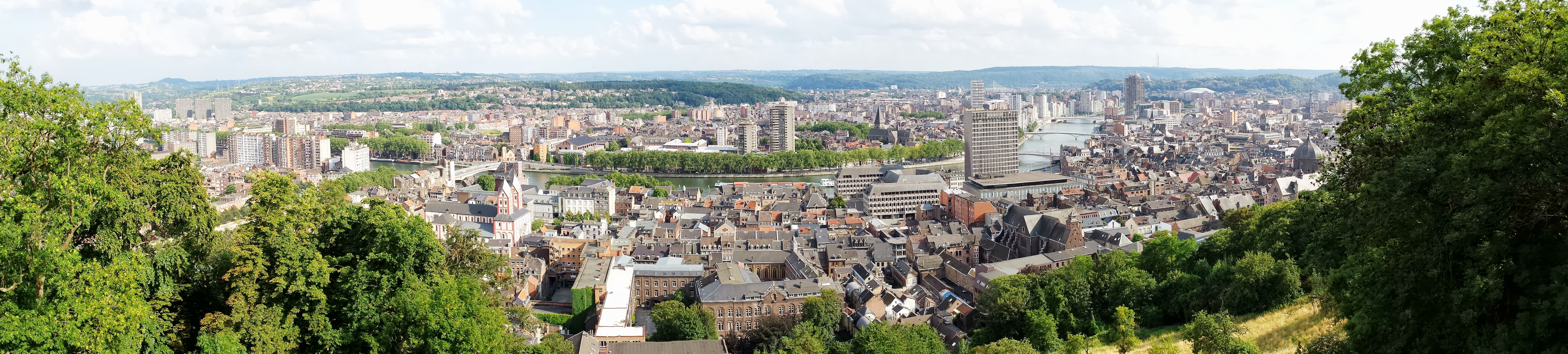
Vue panoramique de Liège.

L'office du tourisme de la Ville de Liège est situé dans la halle aux viandes sur le quai de la Goffe, 13.

### Patrimoine religieux
Liège, « fille de l'Église romaine », comme l'affirme une inscription gravée sur le linteau du portail de la cathédrale, fut pendant plus de huit siècles la capitale d'une principauté ecclésiastique indépendante. « La cité aux cent clochers » possède un très important patrimoine religieux comportant des édifices fondés à partir du début du VIIIe siècle lors du transfert du siège de l'évêché de Maastricht vers Liège, jusqu'au début du XIe siècle. Le patrimoine religieux de Liège jusqu'à la Révolution française compte un Palais épiscopal, une cathédrale, sept collégiales, huit abbayes d'hommes et de femmes, 23 couvents d'hommes et vingt-sept couvents de femmes, trente-deux paroisses, une vingtaine d'hôpitaux et autant d'hospices, une trentaine de béguinages, des dizaines de chapelles, soit plus d'une centaine d'oratoires dont une cinquantaine servis par des réguliers. Aujourd'hui, la ville compte 1 cathédrale, 1 basilique, 4 collégiales, 53 églises, 1 paroisse et 4 chapelles.[réf. nécessaire]

#### Palais des Princes-Évêques

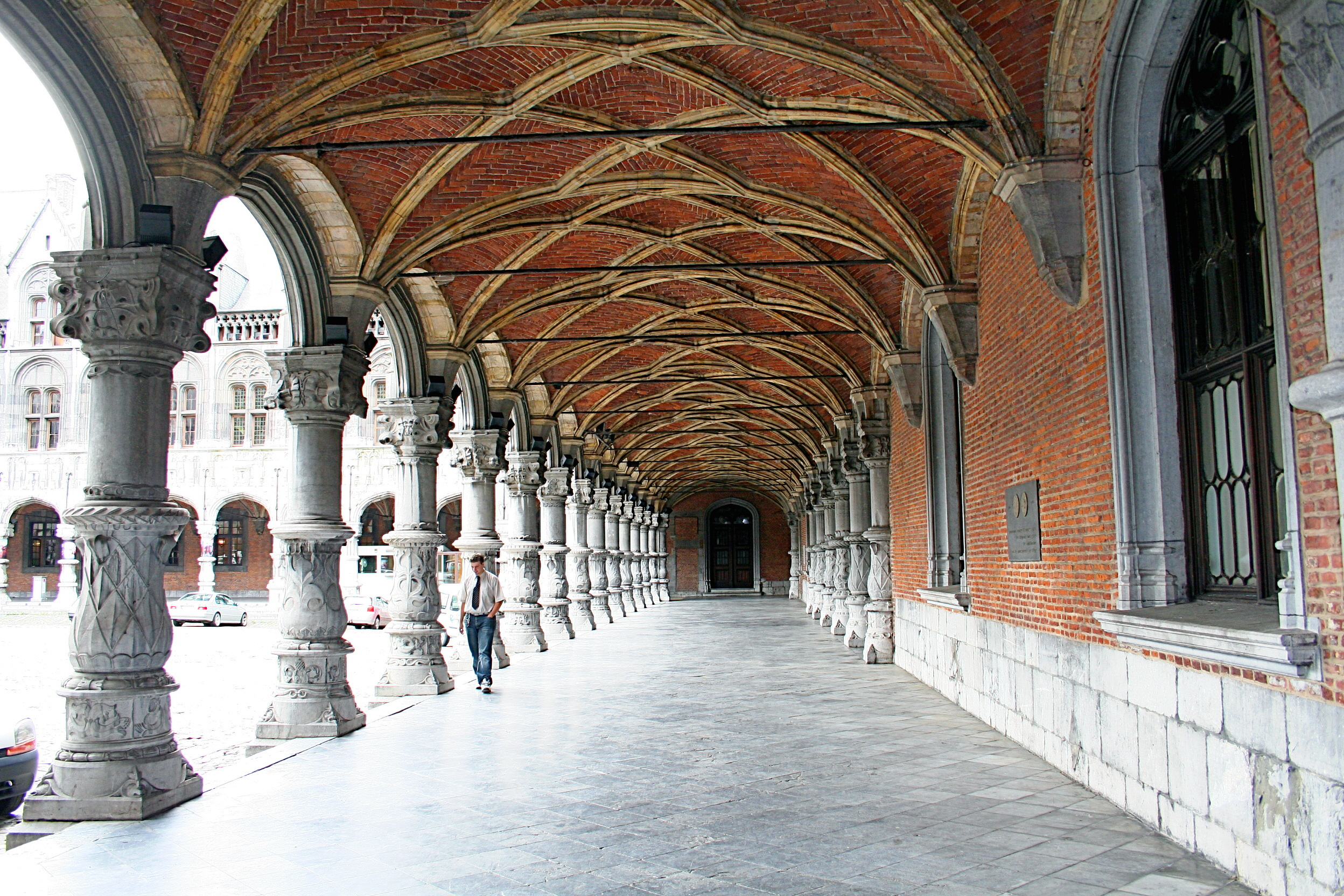
Palais épiscopal de Liège : galerie occidentale.

Construit devant la cathédrale Notre-Dame-et-Saint-Lambert, un premier palais, intégré dans les fortifications, est édifié vers l'an mil par le prince-évêque Notger ; il disparaît dans un incendie en 1185. Le palais est reconstruit sous Raoul de Zähringen. Ce deuxième édifice, fortement abimé après le sac de 1468 par les Bourguignons, subit le même sort en 1505. Le cardinal Érard de La Marck va le reconstruire, inspiré par ses illustres esprits contemporains, Érasme avec qui il correspondait, et Léonard de Vinci. Péristyle de 68 colonnes, sorte de Nef des fous, c'est l'ensemble sculpté le plus énigmatique des débuts de la Renaissance. Sa façade du côté de la place Saint-Lambert est reconstruite après un incendie en 1734 en style Louis XIV-Régence. Il deviendra à la fin du XVIIIe siècle Palais de justice de Liège. Au XXe siècle, une nouvelle aile néogothique sera l'actuel Palais provincial. Au XXIe siècle, libéré des administrations de la justice installées dans de nouveaux bâtiments connexes, il devrait garder ses salles de tribunaux.

#### Cathédrale Notre-Dame-et-Saint-Lambert

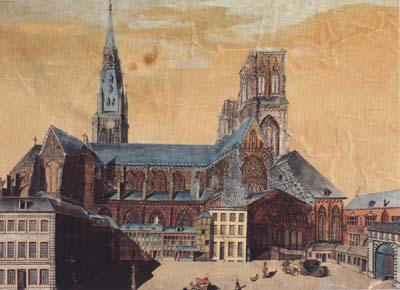
Cathédrale Saint-Lambert, 1780.

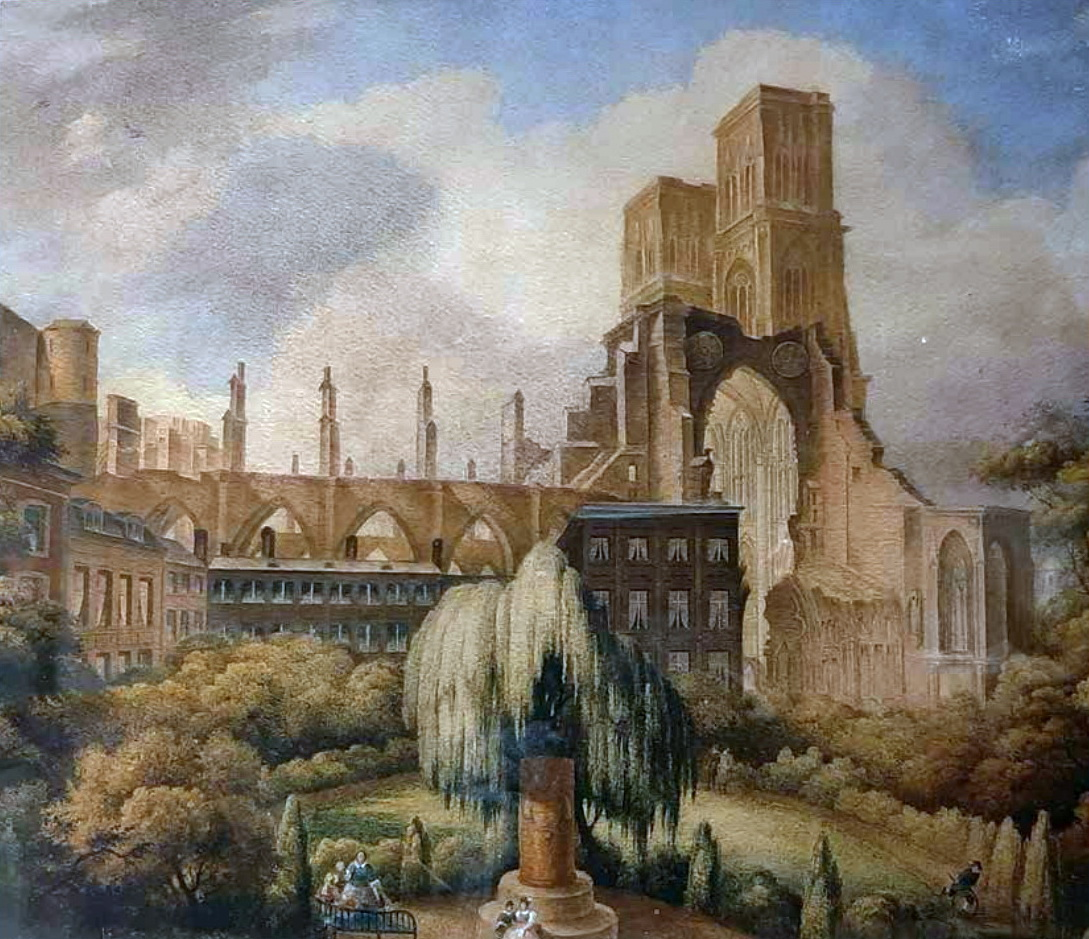
Vue de la cathédrale après sa destruction dans les mois suivant la révolution liégeoise.

La cathédrale Notre-Dame-et-Saint-Lambert fut la cathédrale de Liège jusqu'en 1794, date du début de sa destruction. Cette immense cathédrale gothique, à la mémoire de saint Lambert, occupait l'actuelle place Saint-Lambert, au cœur de Liège. Avec ses deux chœurs, ses deux transepts, ses trois nefs, le circuit de ses chapelles absidales et collatérales, son cloître et ses annexes, et sa flèche de 135 mètres, Notre-Dame et Saint-Lambert était le plus grand vaisseau du monde occidental au Moyen Âge. Elle pouvait contenir 4 000 personnes. Elle a été détruite peu après la révolution française par des Liégeois acquis aux idées anti-religieuses apportées par les troupes de cette révolution et encouragés par des spéculateurs qui rachetaient les matériaux à vil prix.

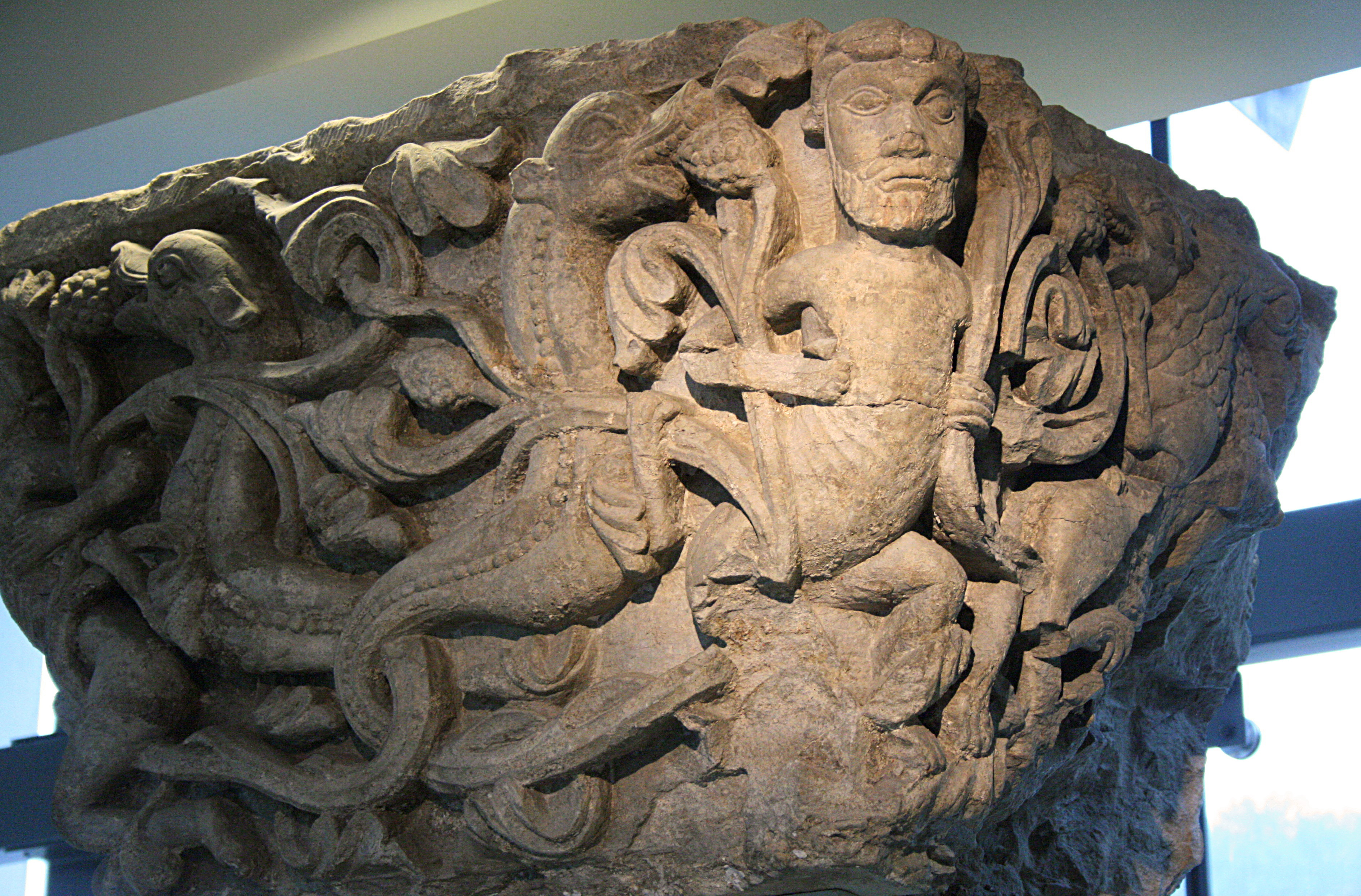
Chapiteau roman cathédrale Saint-Lambert, 1180.

Situé place Saint-Lambert, en souterrain au cœur historique de Liège, l'Archéoforum est le résultat des différentes campagnes de fouilles entreprises sur le site de l'ancienne cathédrale Notre-Dame-et-Saint-Lambert depuis 1907. Le site, à l'origine un petit plateau surplombant le confluent de la Légia avec la Meuse, témoigne en effet d'une occupation continue de plusieurs milliers d'années. Et principalement les traces d'objets paléolithiques, de la villa gallo-romaine, du vicus carolingien, de l'église notgérienne, de la cathédrale ottonienne et de la cathédrale gothique.
Le trésor de la cathédrale Saint-Paul de Liège présente dans huit salles d'exposition thématique un parcours à travers l'art et l'histoire de l'ancienne Principauté de Liège. On peut notamment y découvrir des orfèvreries comme le buste-reliquaire de saint Lambert et le reliquaire de Charles le Téméraire.

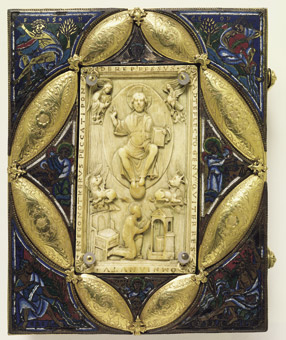
Évangéliaire de Notger, Grand Curtius.
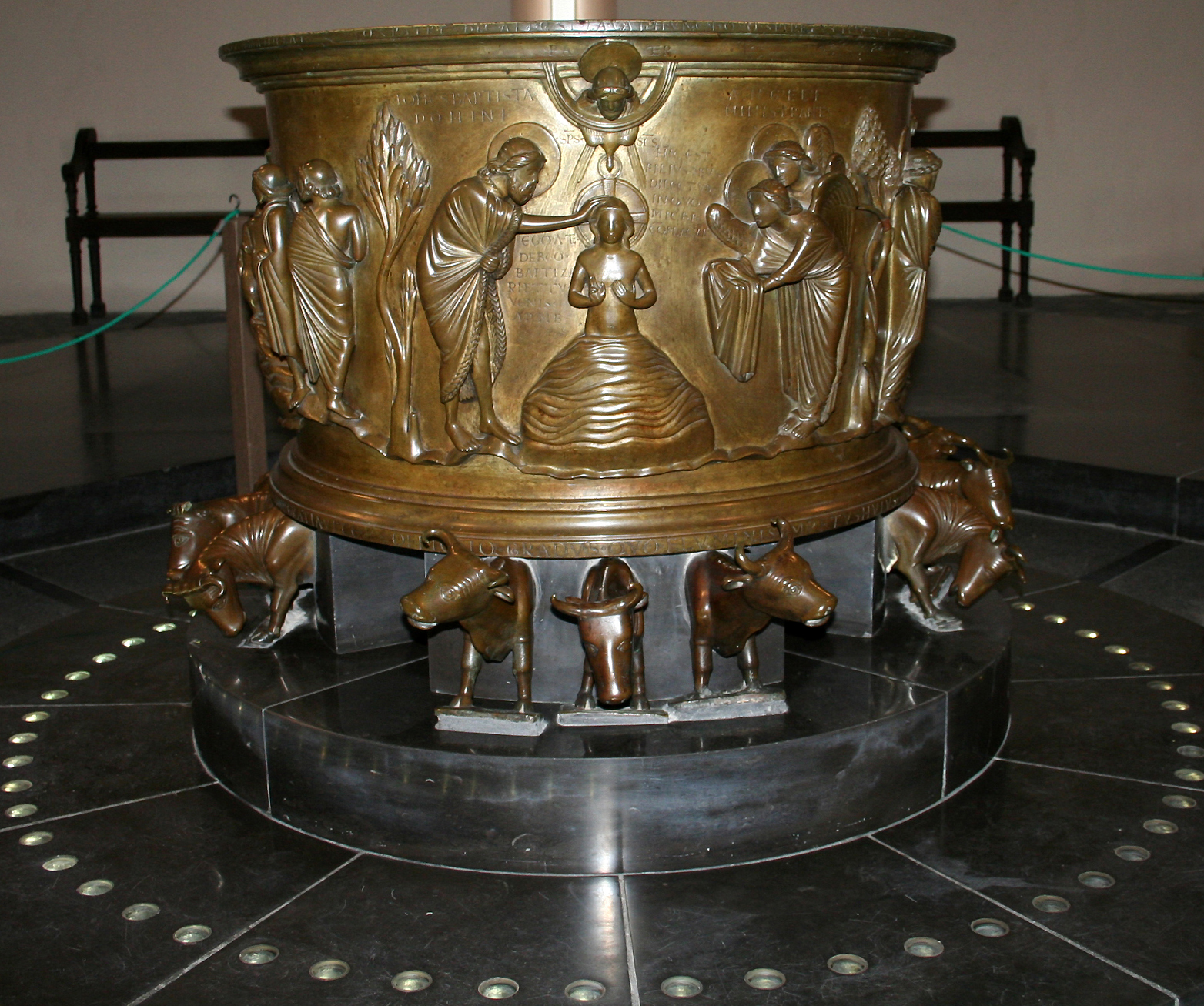
Fonts baptismaux de Saint-Barthélemy, Collégiale Saint-Barthélemy.
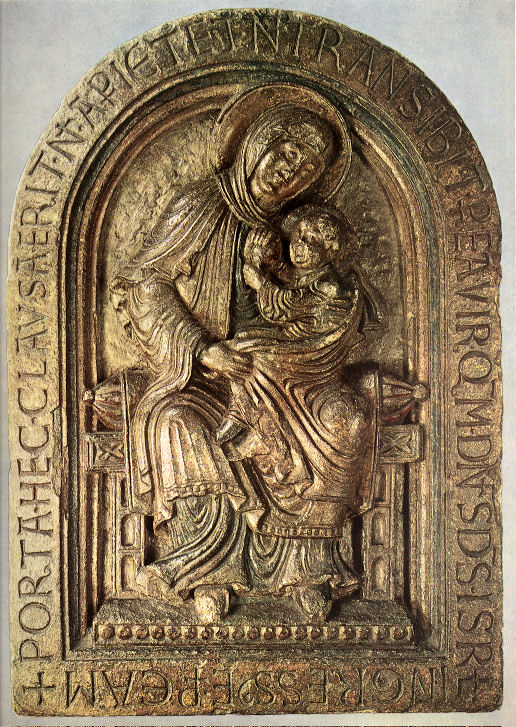
La Vierge de Dom Rupert, Grand Curtius.
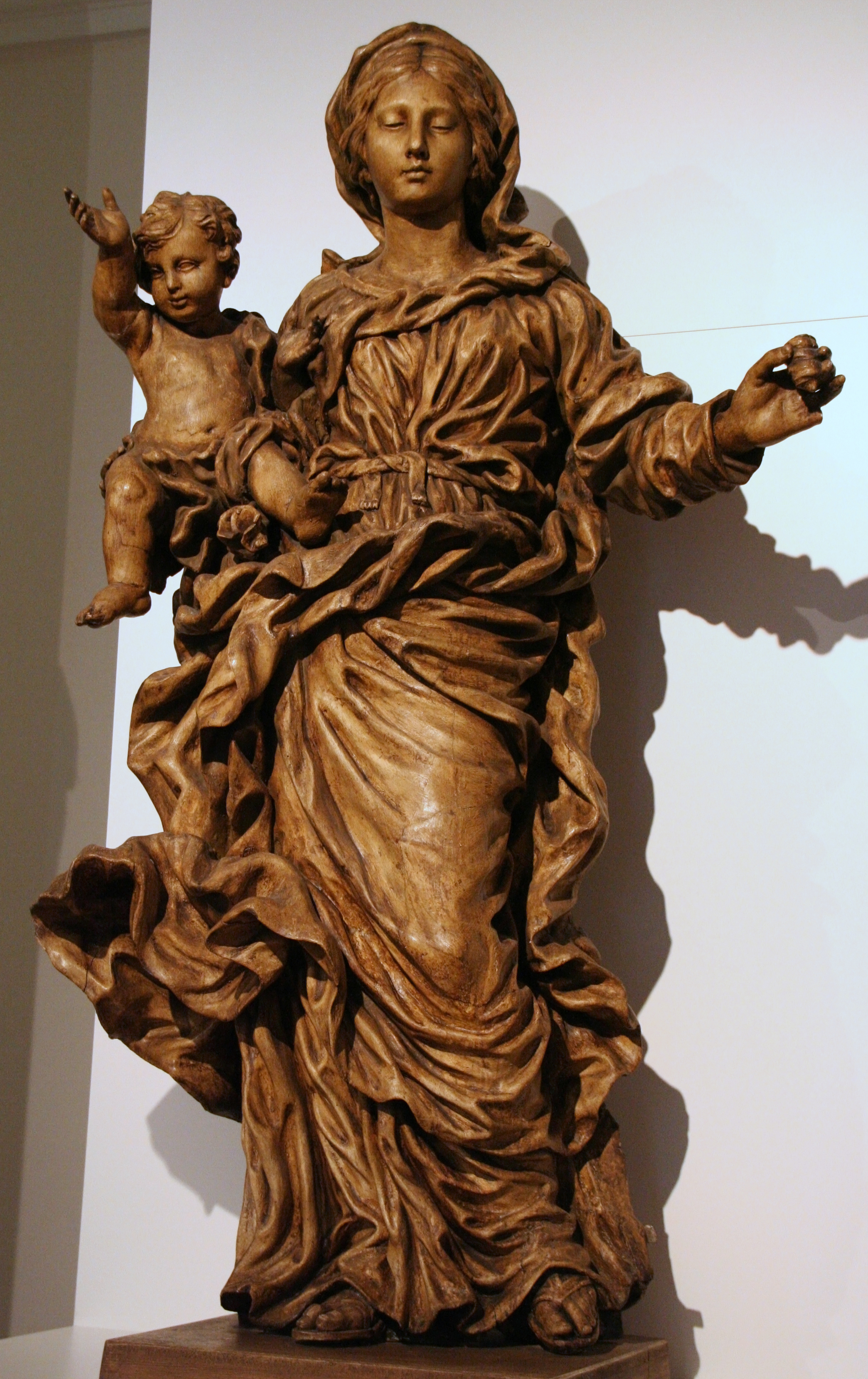
Vierge de Del Cour, Grand Curtius.

#### Collégiales
Les sept collégiales de Liège sont les témoins privilégiés de la naissance de la principauté de Liège. Ces fondations sont le résultat de la volonté délibérée de l'évêque ou de son entourage immédiat. Des raisons diverses ou plurielles semblent avoir prévalu lors de la fondation de chacune des collégiales. Lieu de défense, lieux d'asile, lieux de repos et de prières, les collégiales liégeoises sont les témoins de cette période extraordinaire qui vit la naissance de la Principauté. À l'exception de Saint-Pierre, sacrifiée par la restructuration paroissiale du XIXe siècle remplacée jusqu'au concordat par l'église Saint-Jacques-le-Mineur, elles sont encore fièrement dressées au centre de Liège. La collégiale Sainte-Croix de Liège possède toujours la Clef de Saint-Hubert. La collégiale Saint-Paul devint cathédrale en 1802 à la suite de la destruction de la cathédrale Notre-Dame-et-Saint-Lambert en 1794 et au concordat.

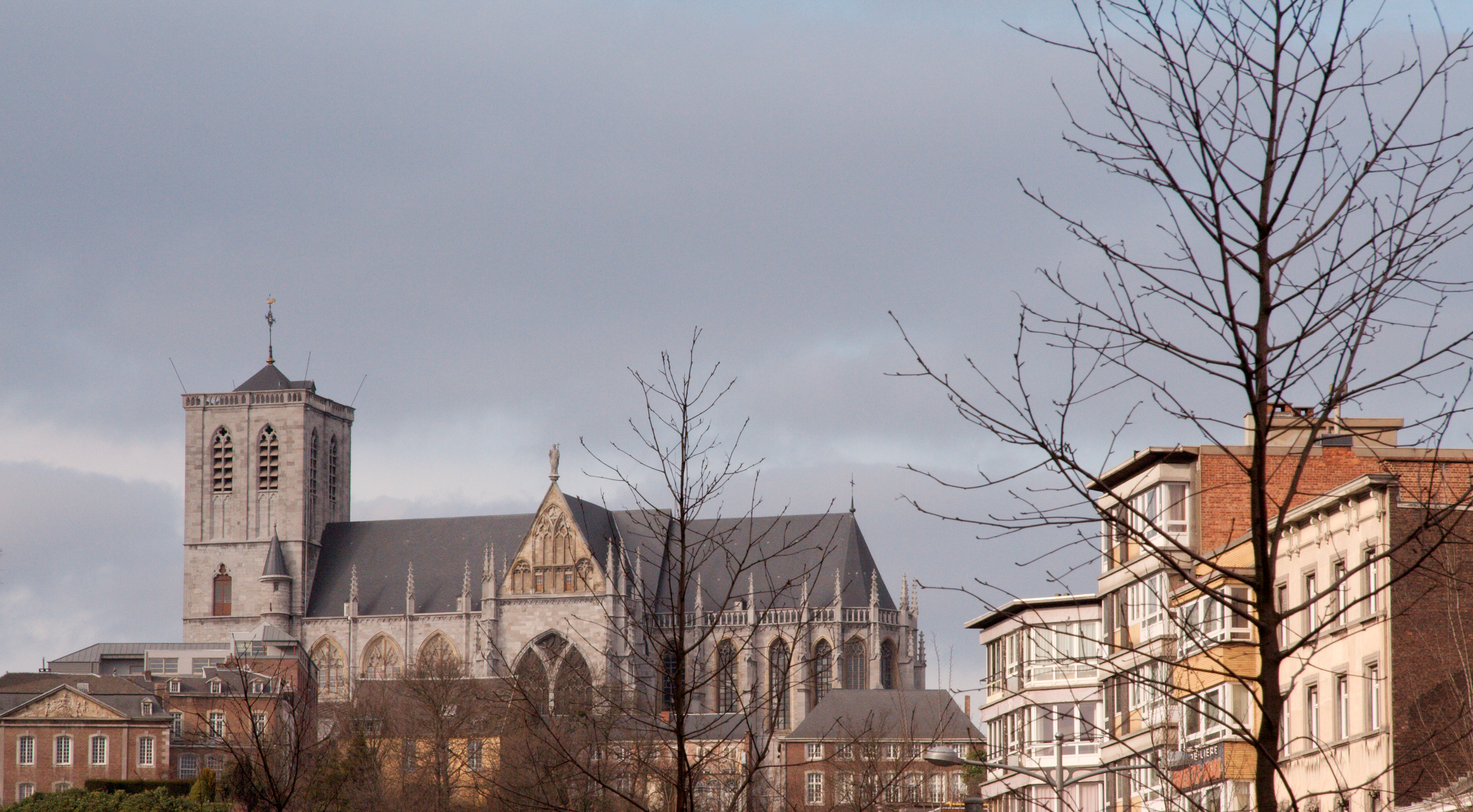
Collégiale Saint-Martin, aujourd'hui basilique.
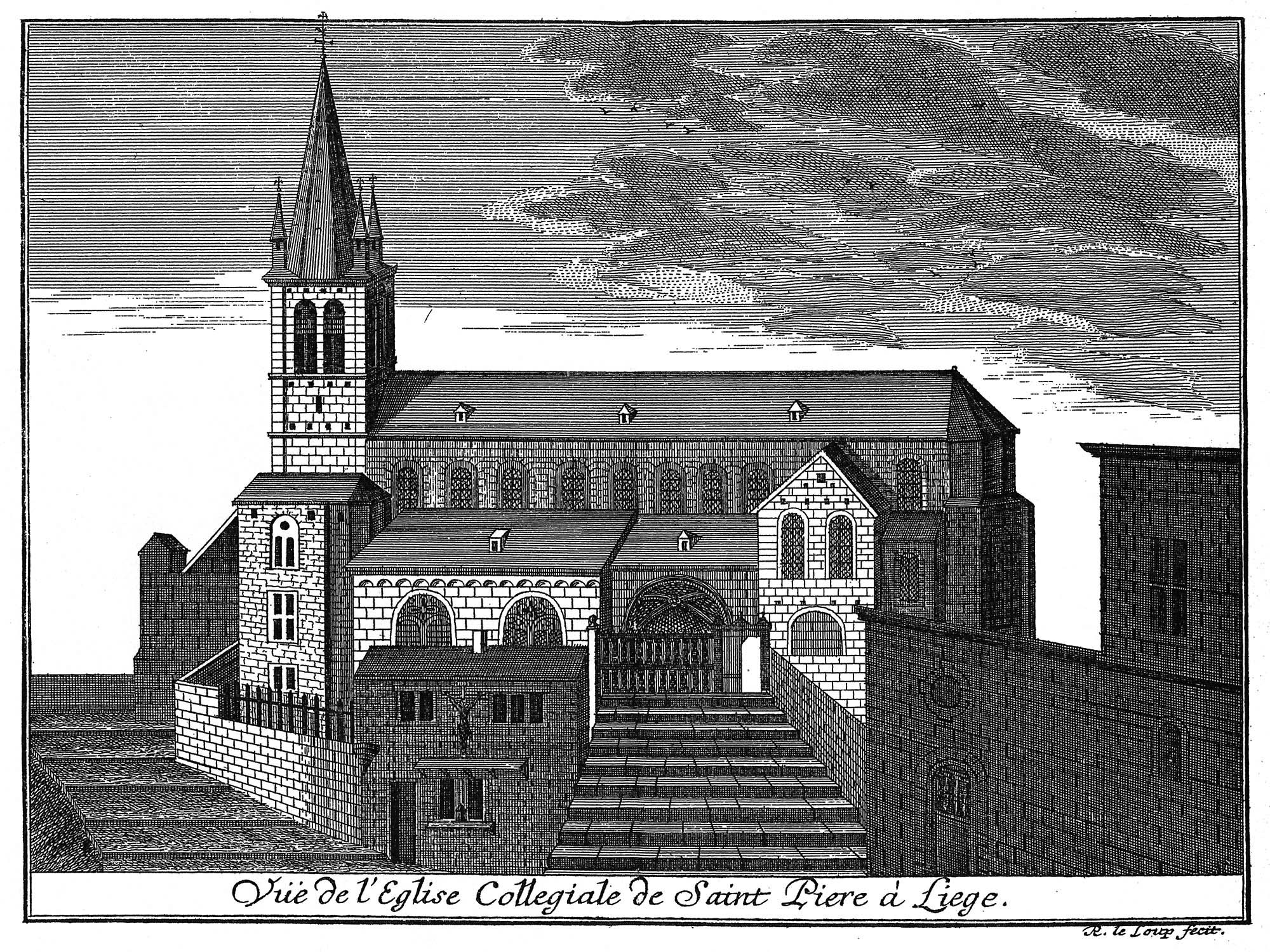
Collégiale Saint-Pierre.
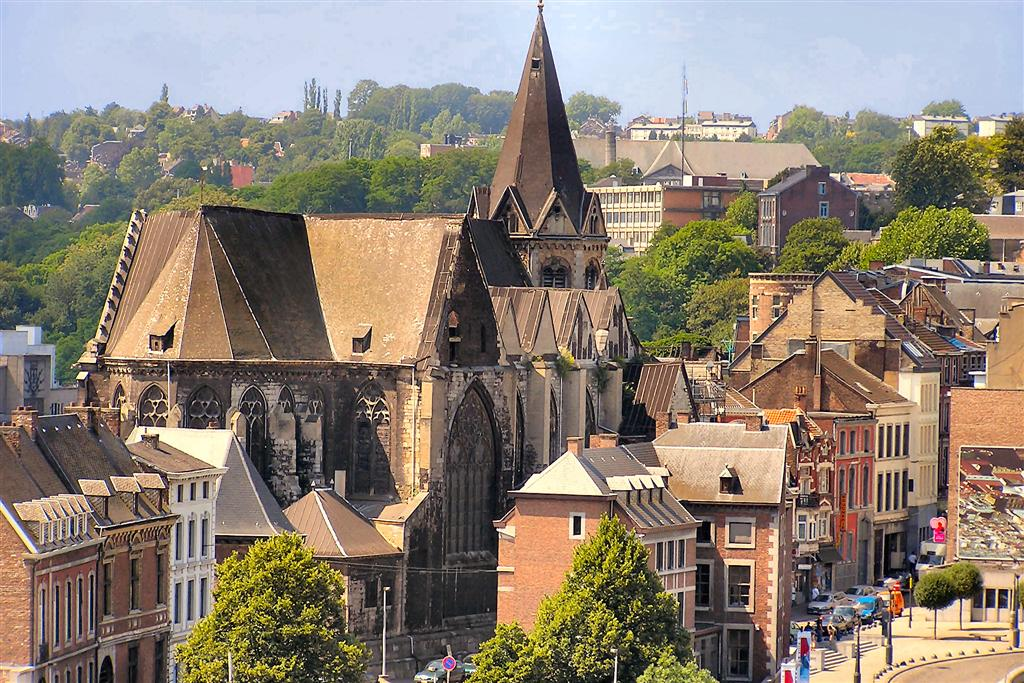
Collégiale Sainte-Croix.
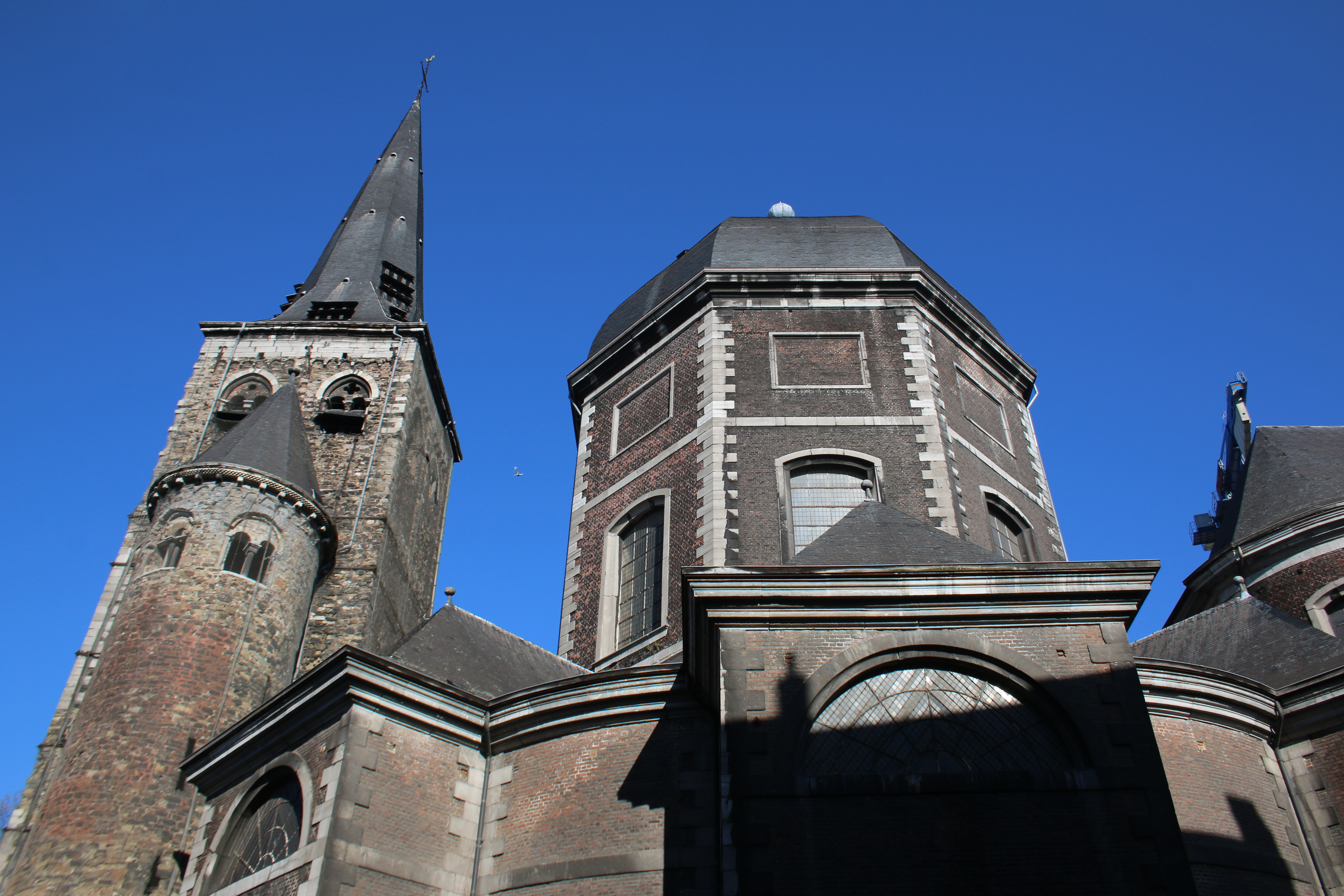
Collégiale Saint-Jean l'évangéliste.
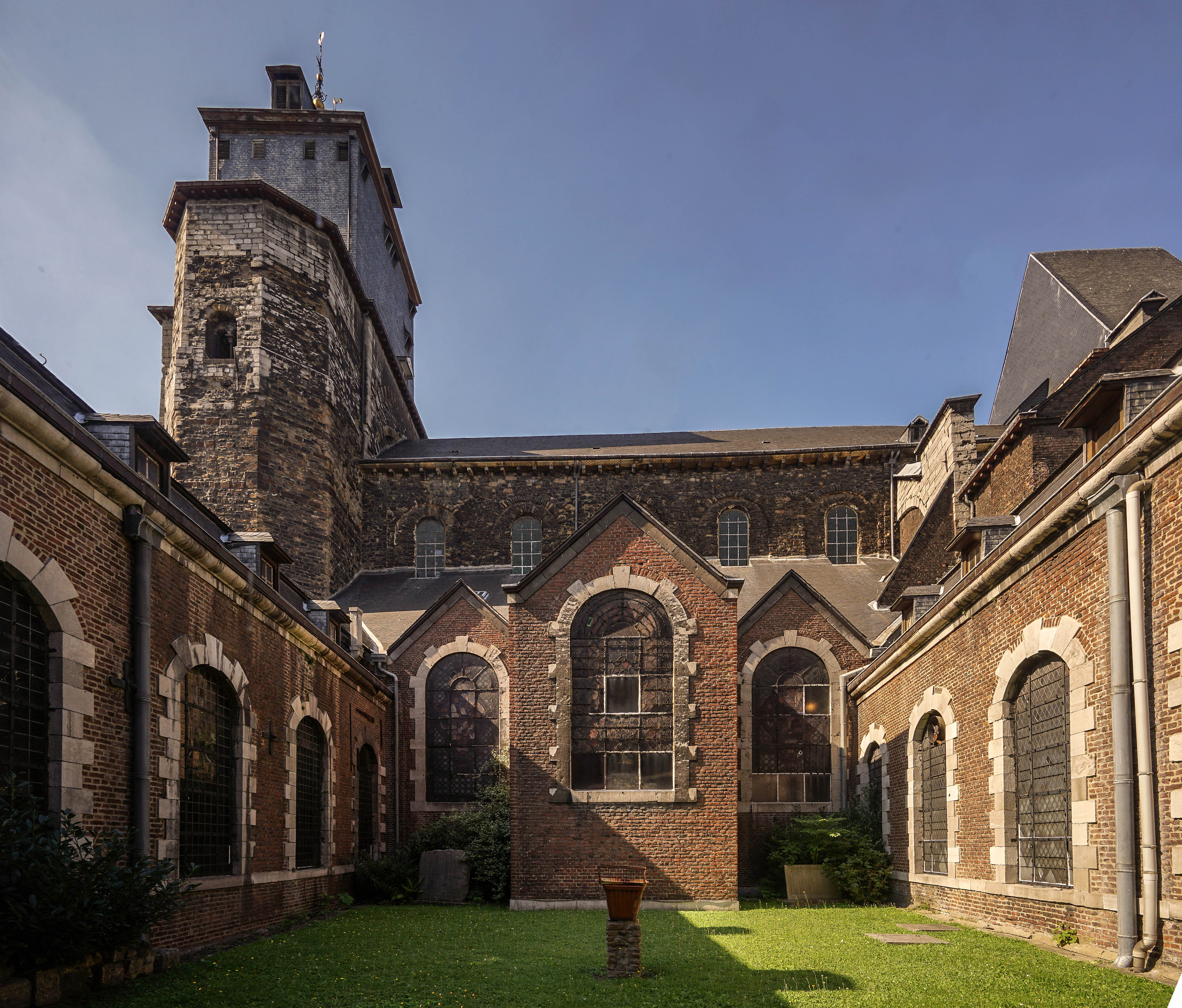
Collégiale Saint-Denis.
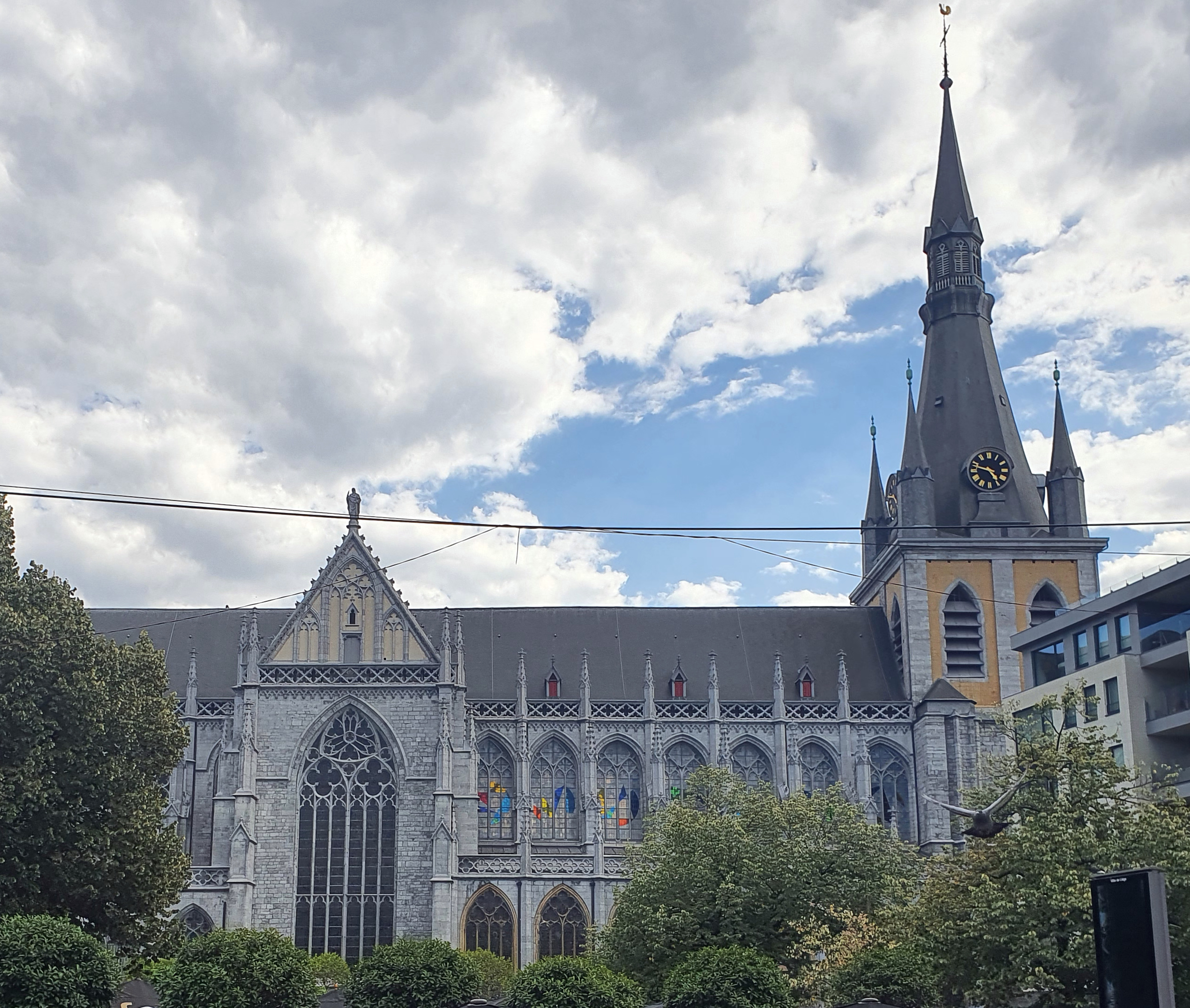
Cathédrale Saint-Paul de Liège.
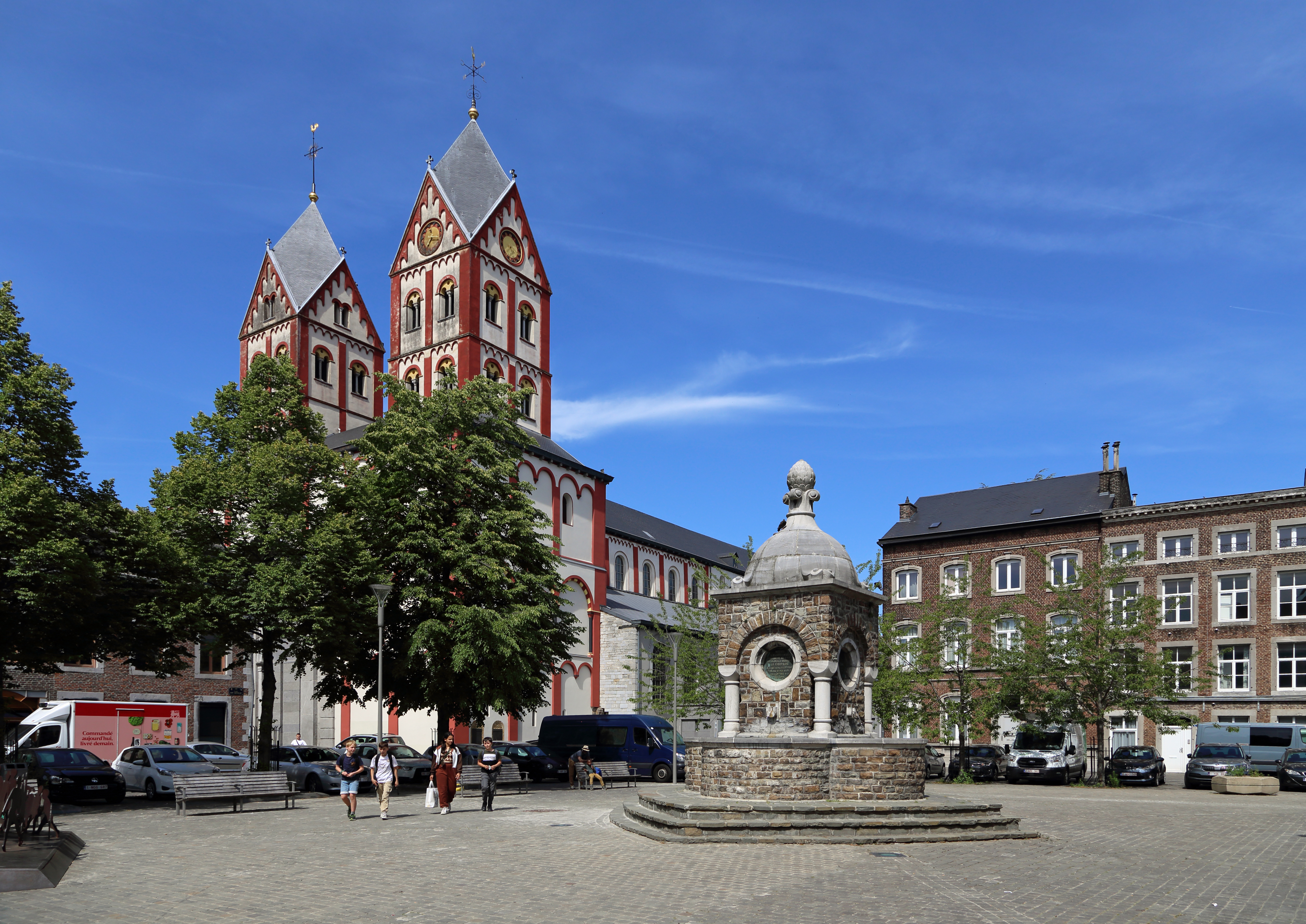
Collégiale Saint-Barthélemy.
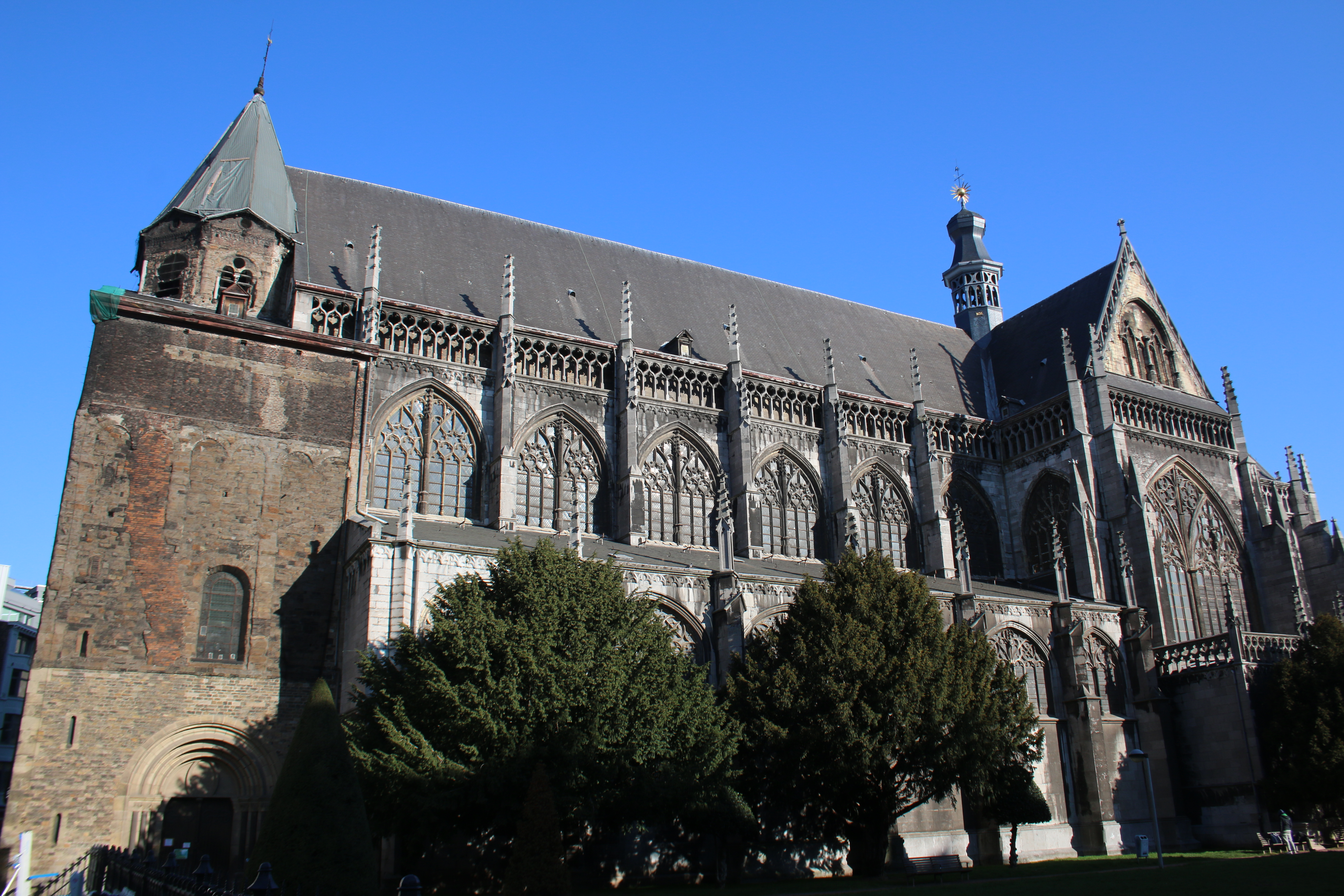
Collégiale Saint-Jacques-le-Mineur, aujourd'hui église.

Les fonts baptismaux de Notre-Dame, installés dans la collégiale Saint-Barthélemy de Liège depuis la révolution liégeoise, sont un véritable chef-d'œuvre d'art mosan, tant sur le plan esthétique que sur le plan technique. Les passionnés de l'art mosan les présentent comme une des sept merveilles de Belgique.

#### Abbayes, couvents, hôpitaux et béguinages

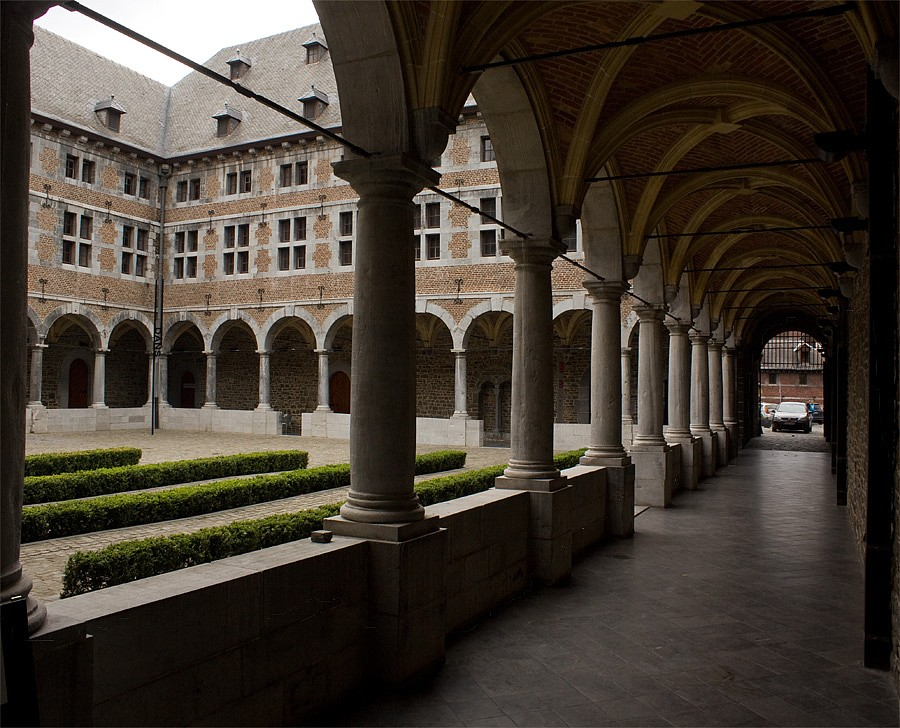
Cour du couvent des mineurs.

De nombreux vestiges sont remarquables et souvent intégrés dans les écoles, les administrations ou des particuliers: l'abbaye de Saint-Laurent, où se trouvait la Vierge de Dom Rupert, l'abbaye des Bénédictins de Saint-Jacques et son église de Saint-Jacques-le-Mineur, l'abbaye de Beaurepart, l'abbaye de Saint-Gilles et l'église Saint-Gilles et l'abbaye du Val des Écoliers, le couvent des Carmes déchaussés, le couvent des Croisiers, le couvent des Guillemins, la commanderie de l'ordre Teutonique de Saint-André, le couvent des Mineurs qui abrite le musée de la vie wallonne, le couvent des Récollets, le couvent des Augustins, le collège des Jésuites en Isle qui abrite l'Université, le collège des Jésuites anglais rénové par l'administration de la Direction générale de l'Aménagement du Territoire, du Logement et du Patrimoine (DGATLP) de la Région wallonne, le couvent des Cellites en Volière rénové et habité par le privé, le couvent des Ursulines au pied des coteaux de la Citadelle rénové et habité par le privé, le couvent des Capucines, l'hôpital Saint-Mathieu à la Chaîne, et l'hôpital Tirebourse, hôpital et chapelle Saint-Julien et enfin le grand béguinage Saint-Christophe et la trentaine de petits béguinages.

#### Autres religions
- Église protestante de Liège, quai Marcellis.
- Église protestante unie, rue Lambert Bègue.
- Église protestante unie, quai Godefroit Kurthe.
- Temple protestante, rue Léon Mignon.
- Synagogue de Liège
- Église orthodoxe des saints Alexandre Nevsky et Séraphin de Sarov

### Patrimoine civil

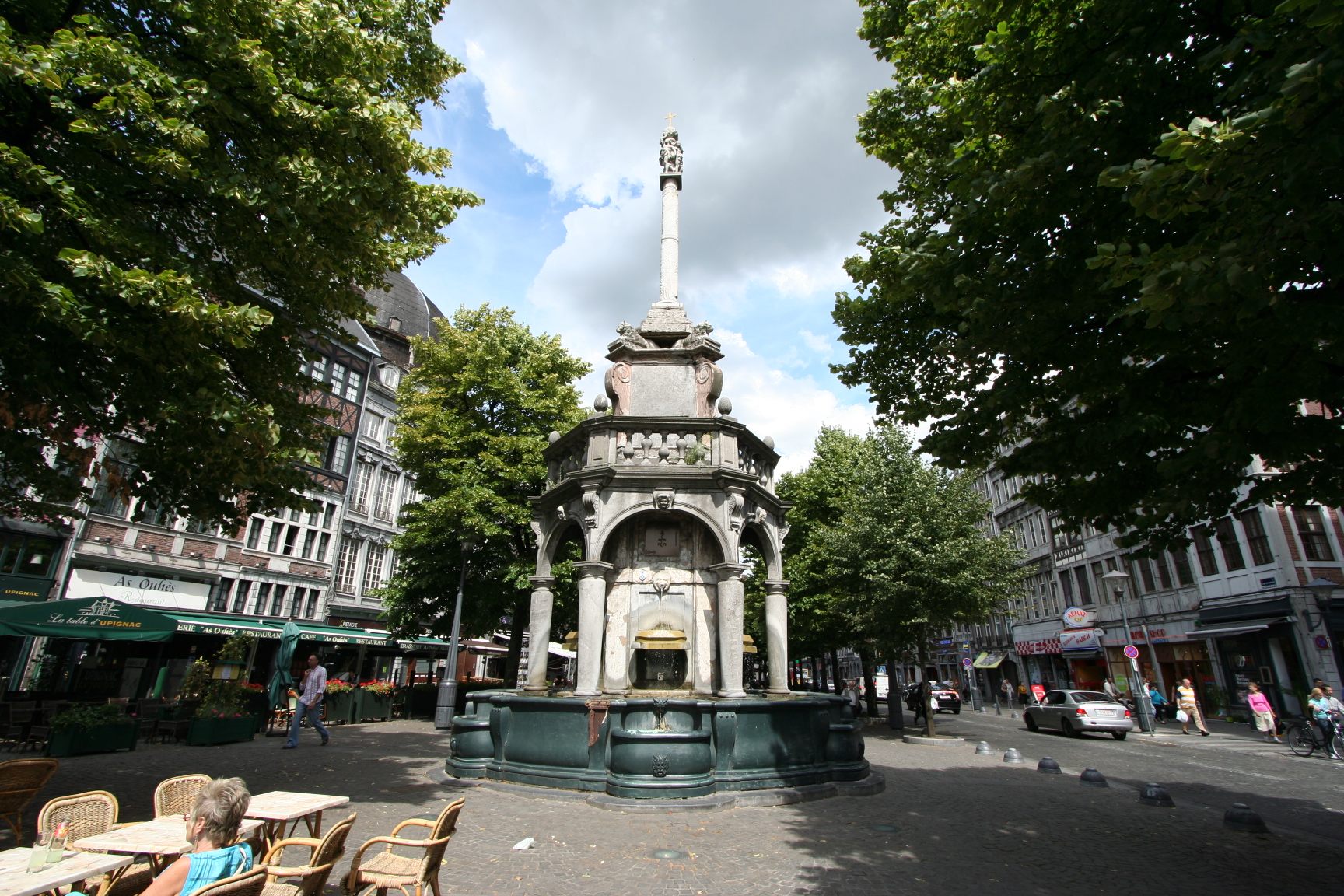
Le Perron de Liège

Le Perron, symbole des libertés liégeoises et de la Principauté de Liège, déposé au sommet d'une fontaine, sur la place du Marché, probablement le plus vieux monument de Liège, daterait du XIe siècle.

#### XVIe
Il ne reste que peu de vestiges du patrimoine civil antérieur à la fin du XVe siècle à Liège, ravagée par la vengeance de Charles le Téméraire en 1468. Selon ses ordres, seuls les bâtiments ecclésiastiques devaient être épargnés. Le palais des princes-évêques résistera à l'incendie mais toutefois fort endommagé, il sera reconstruit par Érard de La Marck dès le début du XVIe siècle. Il est actuellement occupé par le palais du gouverneur provincial et le palais de justice.
Parmi ces bâtiments ayant échappé à la destruction, citons les suivants :
- maison au n° 41 du Mont Saint-Martin (XIVe siècle) ;
- maison au n° 58 du Mont Saint-Martin (XIVe siècle) ;
- maison au n° 27 de la rue des Bégards (XIVe siècle).
On reconstruisit quelques bâtiments comme la maison du Léopard  en 1473 ou 1505, le château des Quatre Tourettes en 1512, la maison Le Seigneur d'Amay vers 1544, l'ancienne halle aux viandes, dès 1546, l'hôtel Torrentius attribué à Lambert Lombard en 1565 ; ou encore la tour Rosen, une maison-forte du quartier des Guillemins, mais certains furent fort endommagés par la Première Guerre mondiale. Il subsiste également une porte de Liège de la première enceinte, la porte des Bégards, et la tour des Moxhons, provenant de l'ancien rempart.

#### DuXVIIeauXVIIIesiècle

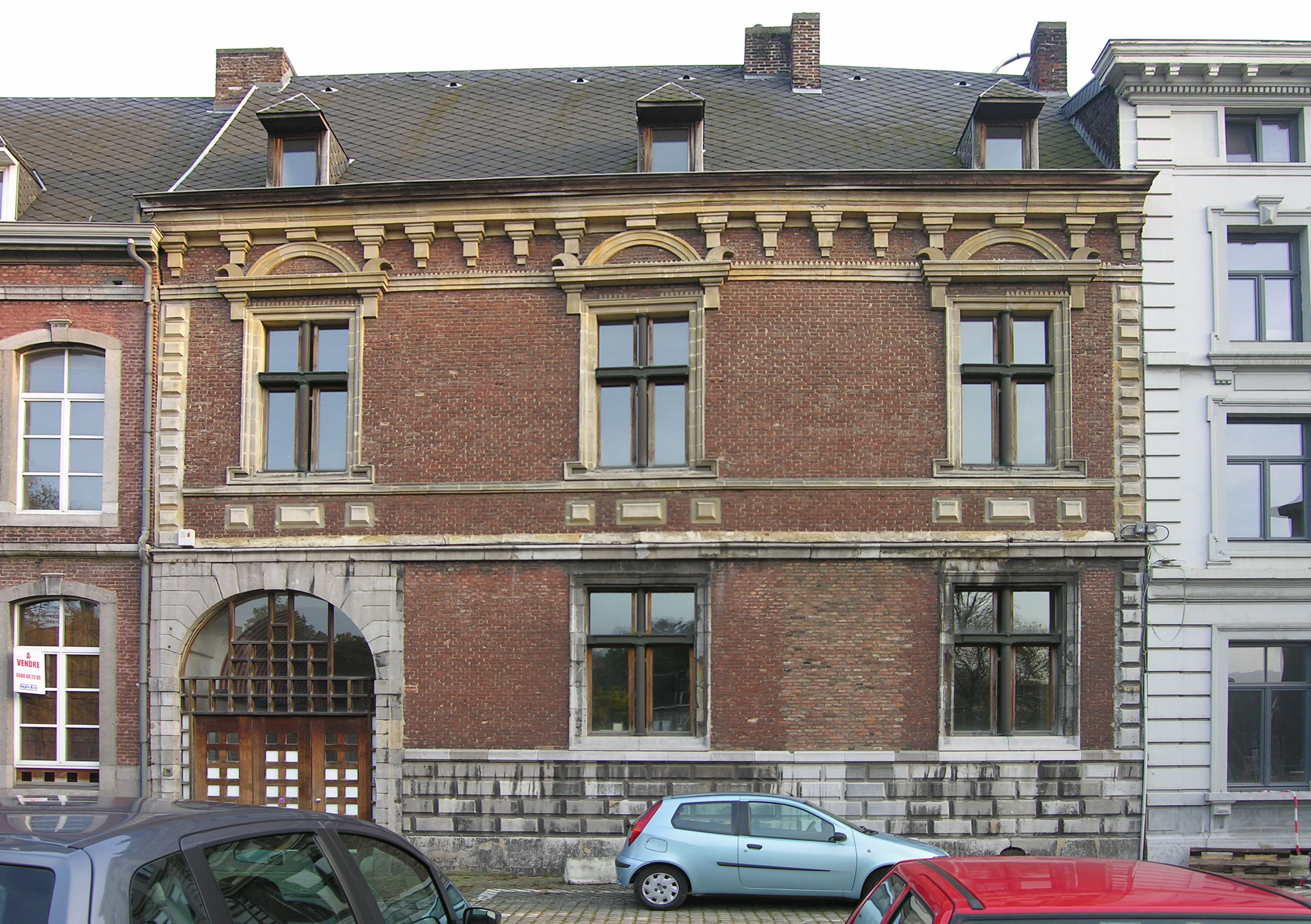
Hôtel Torrentius.

C'est au XVIIe siècle que va apparaître un style architectural nouveau : le style mosan. Le Palais Curtius, et les hôtels canoniaux de Sélys-Longchamps, de Méan…, rénovés en 2011 et situés sur le Publémont sont aussi pour la plupart d'époque Renaissance. Les hôtels particuliers comme ceux d'Ansembourg, Somzé, de Bocholz… dans les quartiers de Féronstrée et Hors-Château sont aussi pour la plupart du XVIIIe siècle. Les Coteaux de la Citadelle, ses impasses et ses ruelles étroites, forment un ensemble paysager remarquable comprenant de nombreux biens classés, dominant la place du Marché, et enfin l'hôtel de ville de Liège comme les bâtiments de la place du Marché, En Neuvice et ses anciennes maisons commerçantes aux étroites façades, sont intégrés dans un ensemble architectural homogène. À la fin du XVIIe siècle, des notables commencent à s'installer sur les domaines du Petit-Bourgogne, certains monuments sont toujours présents de nos jours comme le château de Beaumont, le château Piercot ou les anciens vignobles de la côte d'or.

#### XIXesiècle

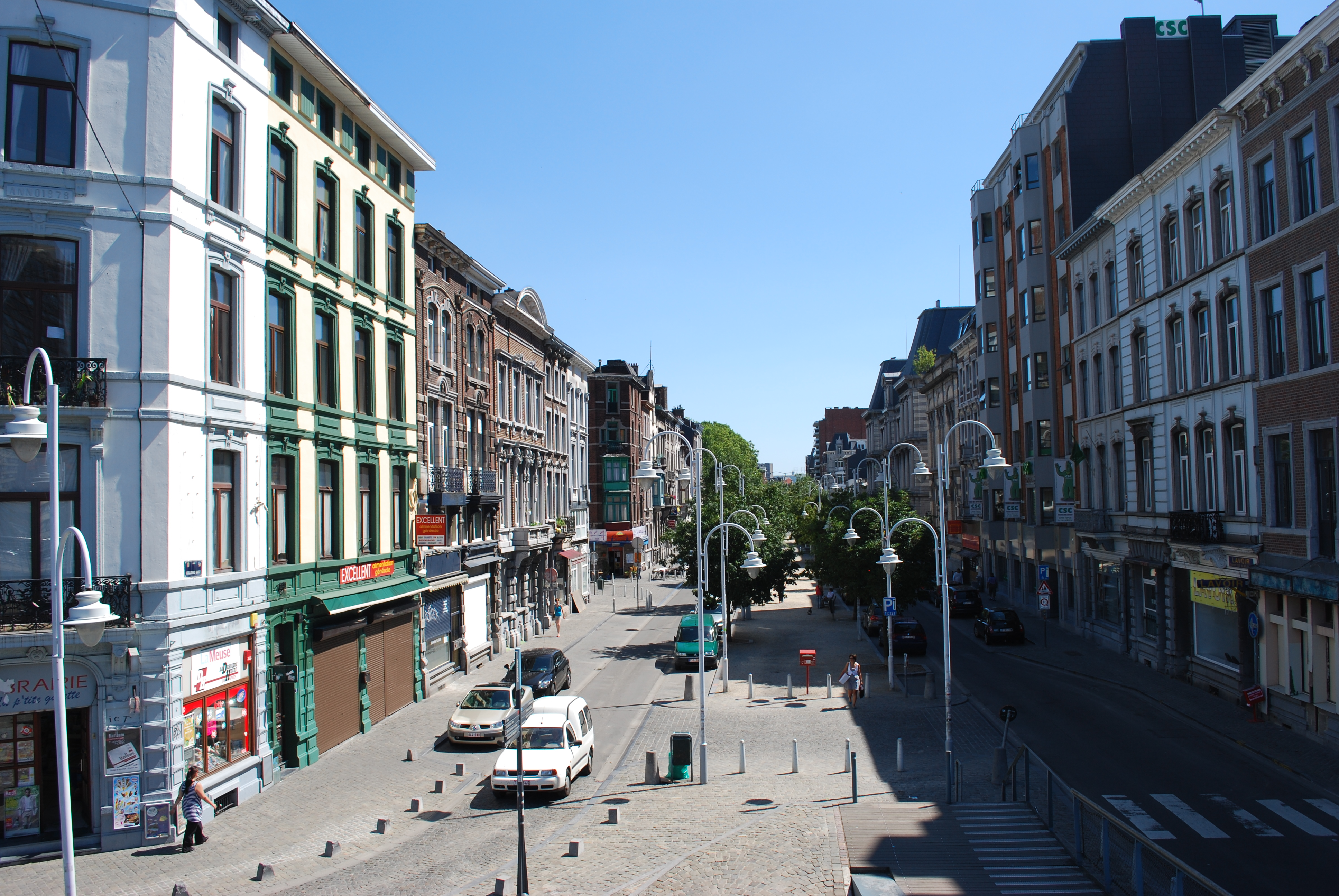
Le boulevard Saucy, ancien bras de la Meuse qui pénétrait Outremeuse, comblé en 1860.

Un vent d'assainissement de quelques quartiers, ainsi que le percement à travers de nombreuses rues étroites va rénover et développer les quartiers de la Madeleine, de la nouvelle rue Léopold et Pont d'Avroy. Les petits chenaux comme celui de la Sauvenière sont comblés pour créer de grands boulevards et le quartier des Terrasses où une magnifique statue, Li Torè, deviendra le symbole frondeur des étudiants liégeois. En Outremeuse, les biefs des nombreux moulins sont comblés et un nouveau quartier est créé autour de la place du Congrès. La Montagne de Bueren est percée, formant un escalier de 373 marches reliant le centre historique de la ville à la citadelle. On va aussi ériger de nouveaux bâtiments : le siège central de l'Université, place du Vingt-Août, l'institut de zoologie, quai Édouard van Beneden l'Opéra royal de Wallonie, fondé en 1816, la Salle philharmonique, grande salle de concert, résidence principale de l'Orchestre philharmonique de Liège, abrité dans le bâtiment du conservatoire.

#### XXesiècle
Le XXe siècle, ses courants architecturaux et deux guerres mondiales vont largement modifier la ville.
Du début du siècle datent Le Forum, salle de concert et quelque 200 maisons Art Nouveau (maisons Piot, Comblen, Bacot, Pieper) principalement dans les quartiers du jardin botanique, de Fragnée et d'Outremeuse.

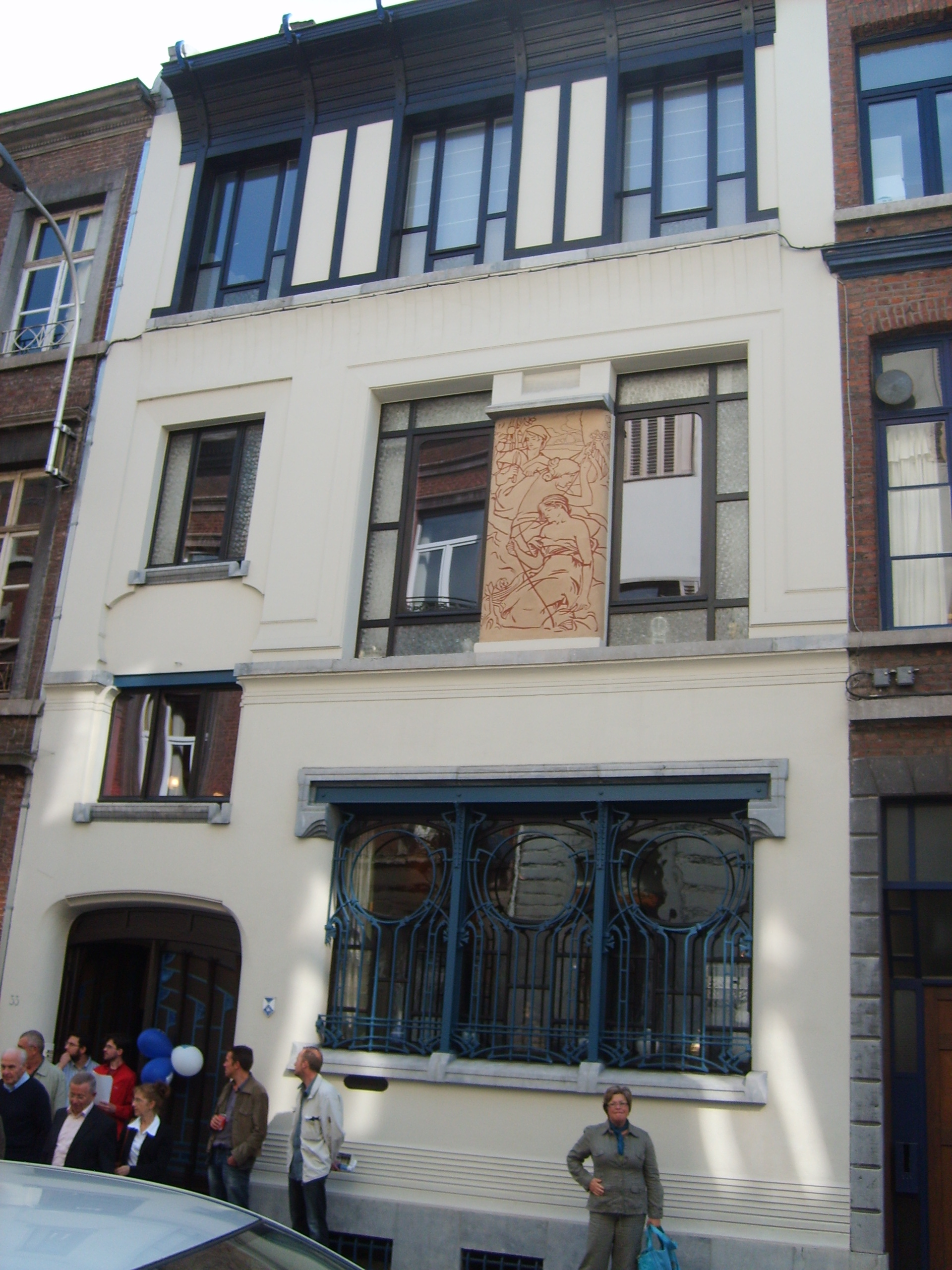
Maison Comblen Architecte Paul Comblen.
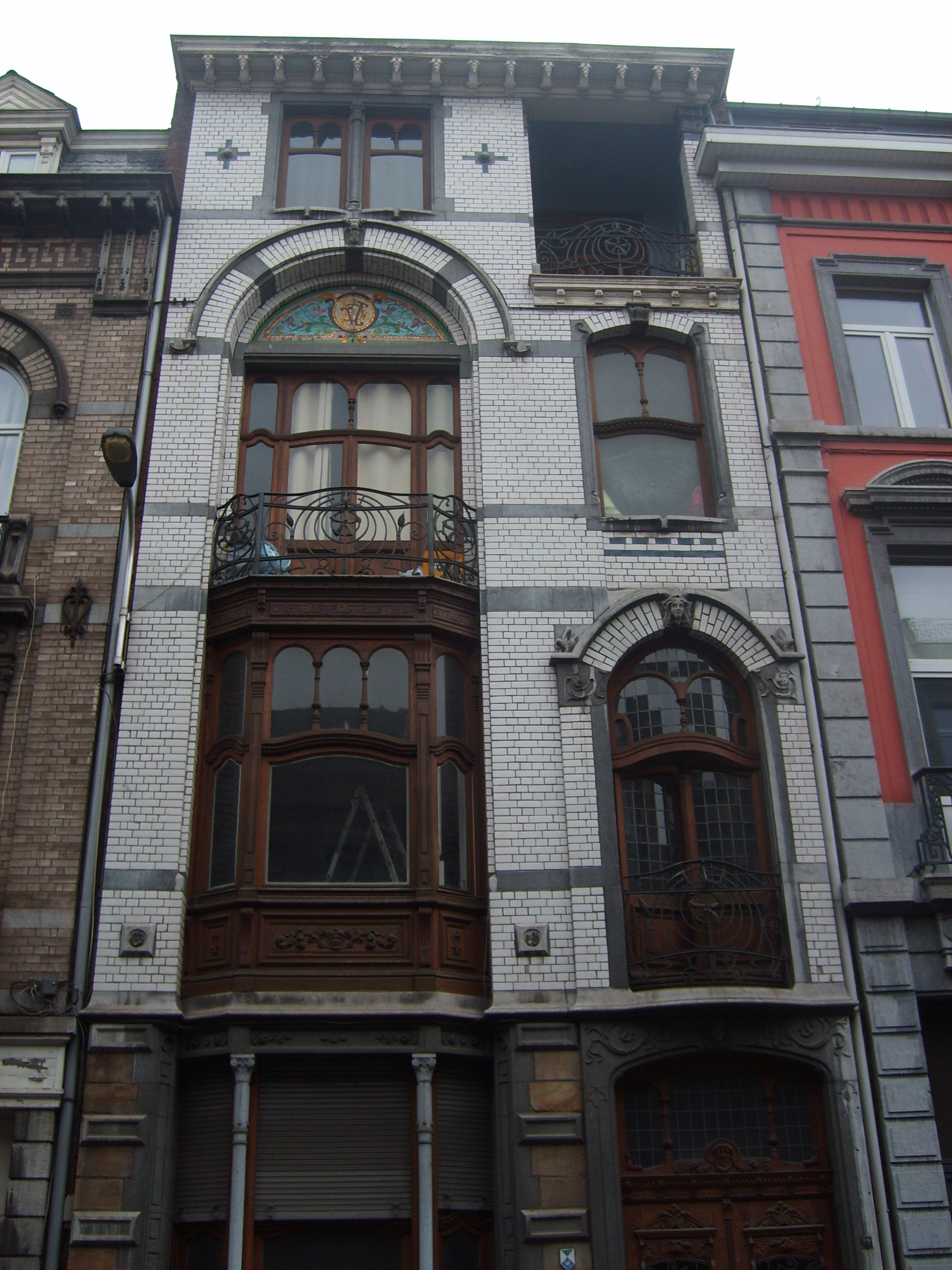
Hôtel Verlaine Architecte Maurice Devignée.
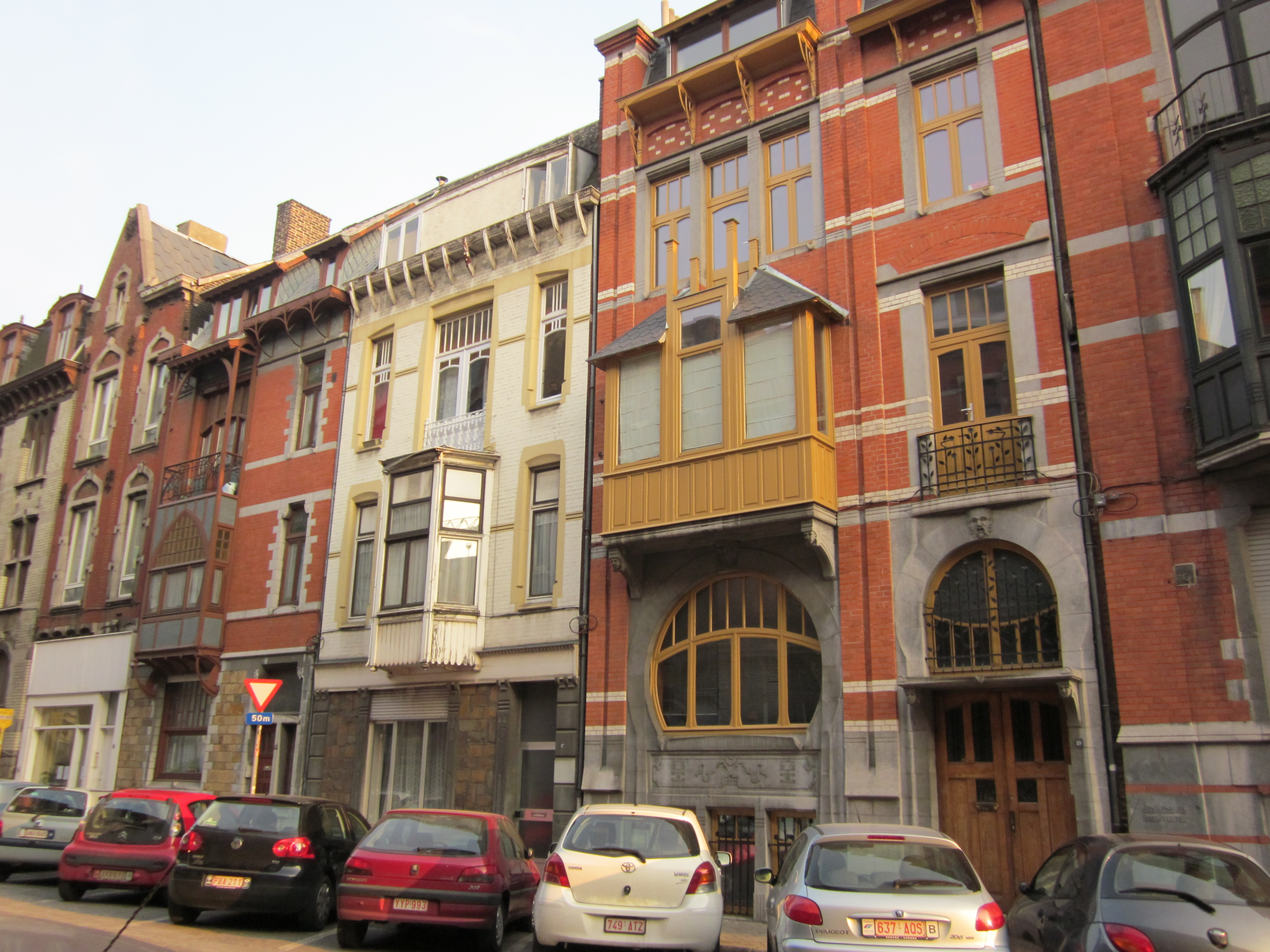
Ensemble rue Léon Mignon Séquence Nusbaum.
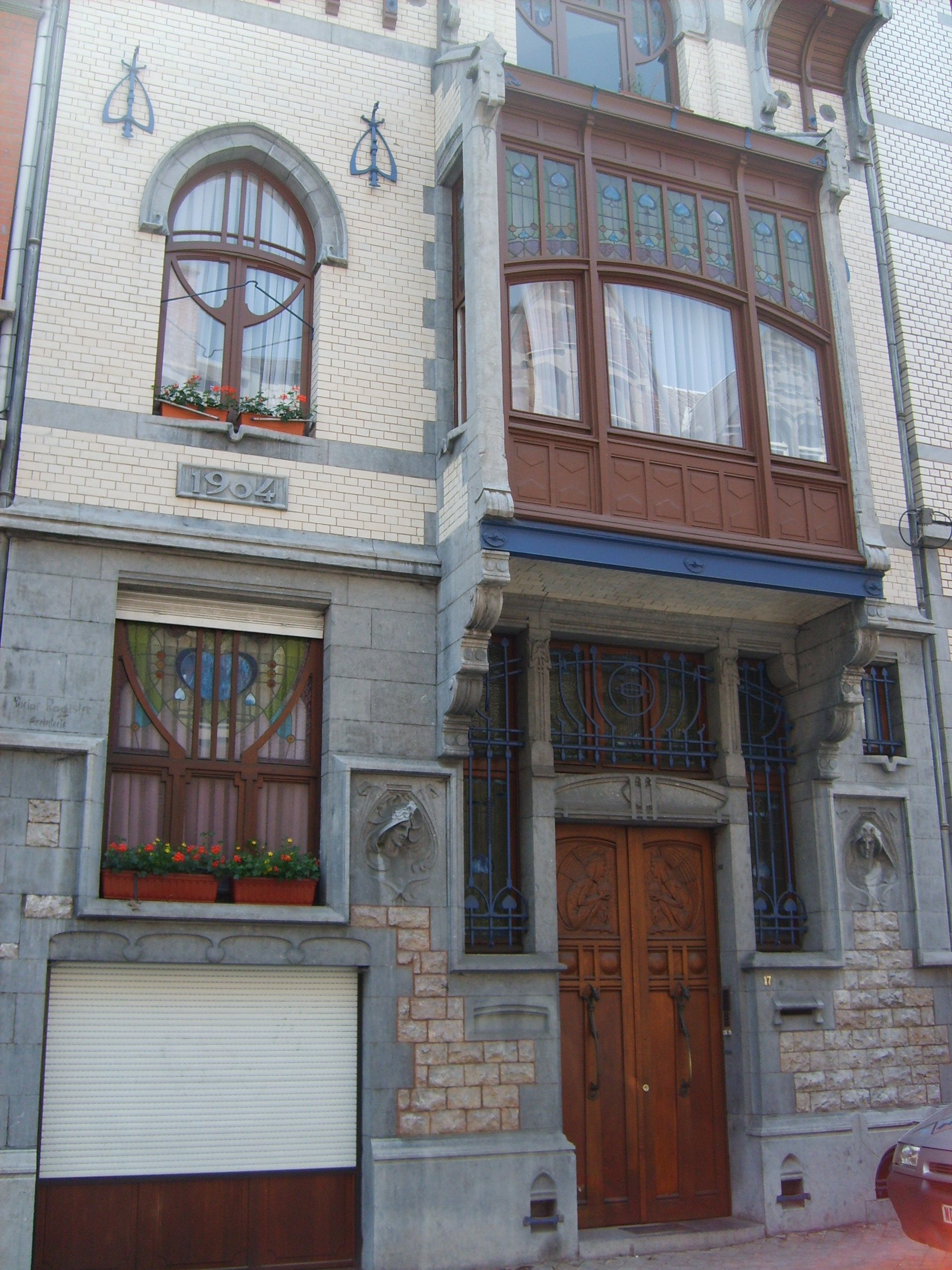
Maison Piot Architecte Victor Rogister.
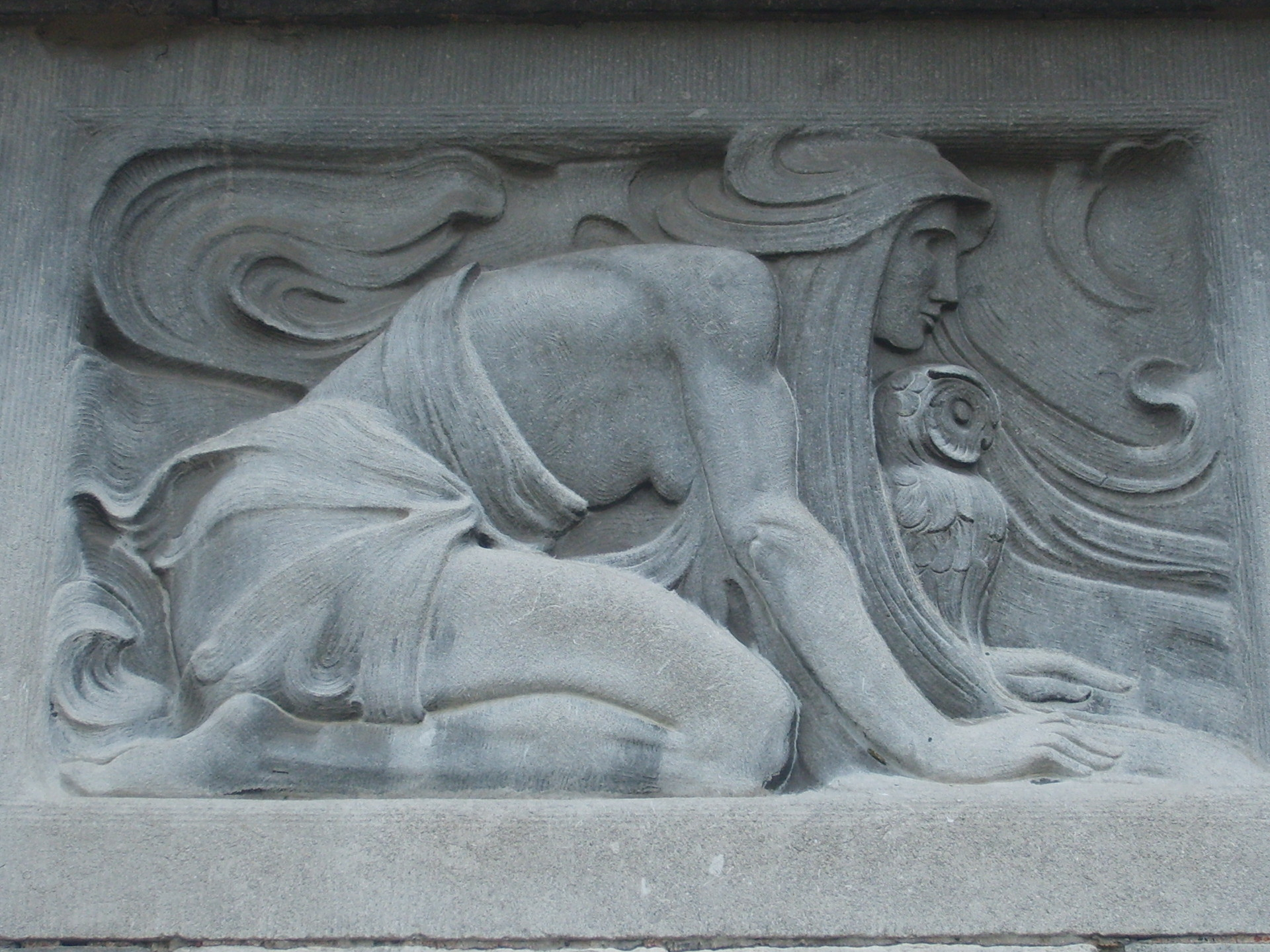
Maison Pieper Sculpture La nuit
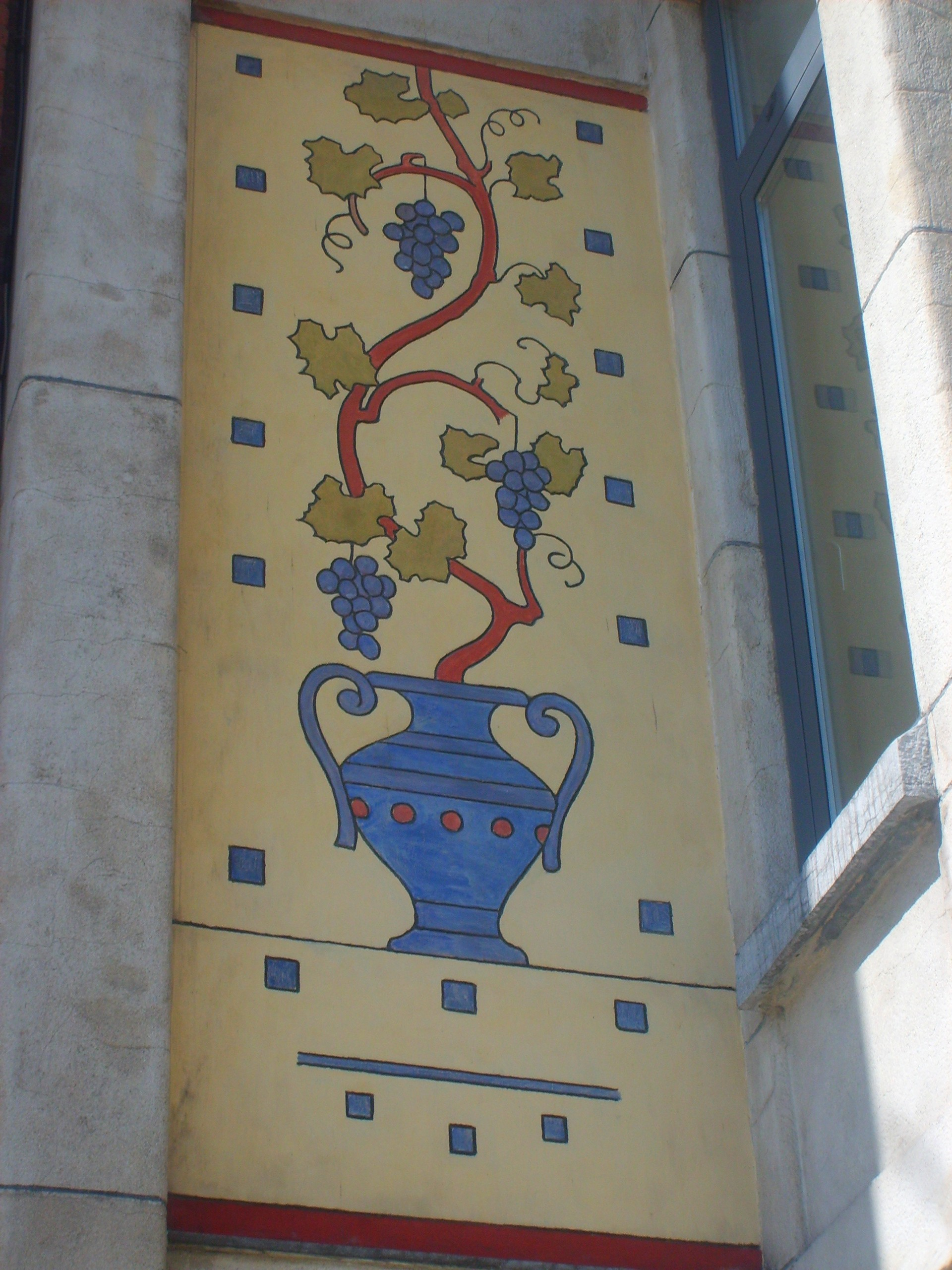
Maison Bacot: sgraffite Architecte Clément Pirnay.
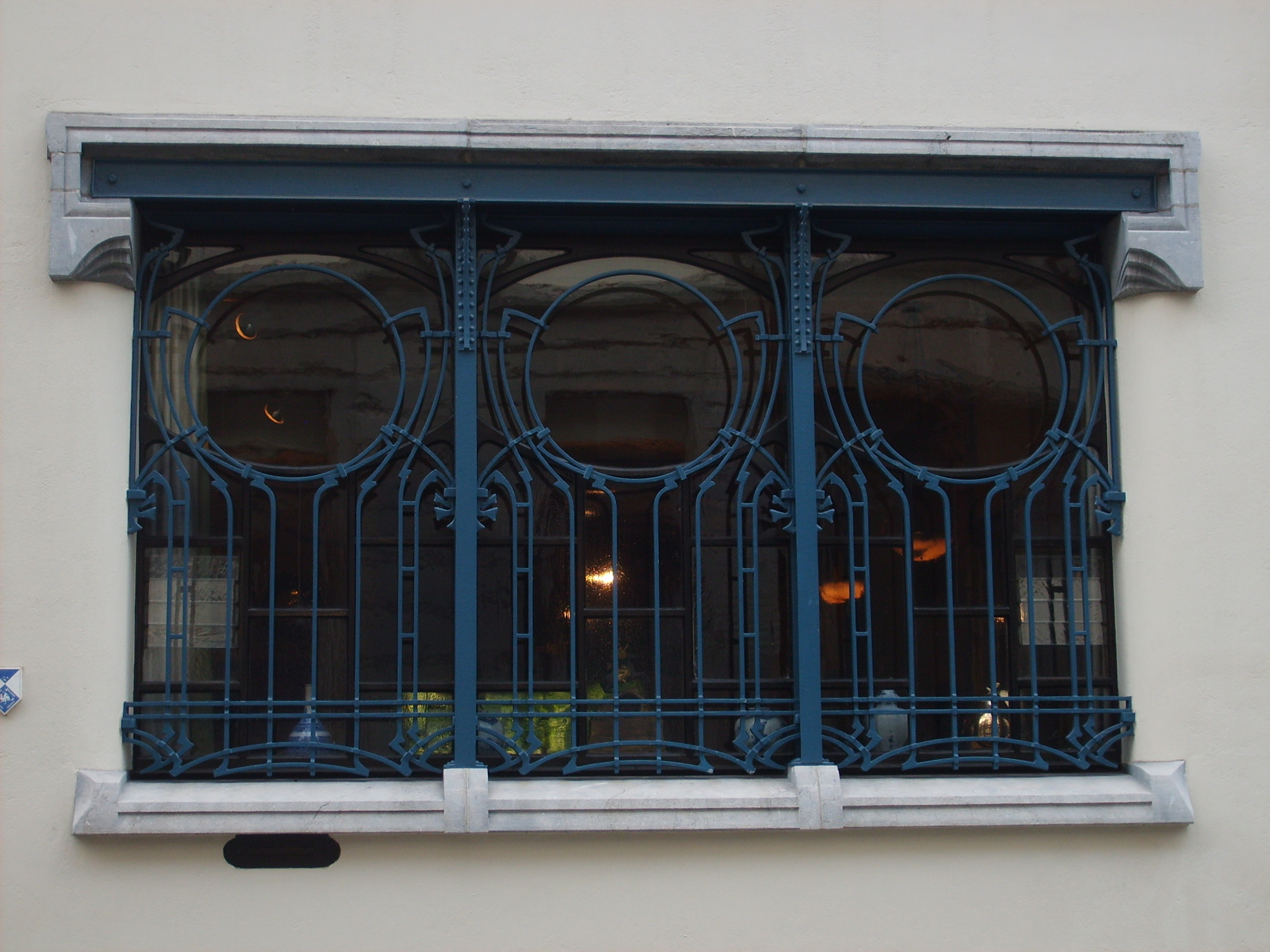
Maison Comblen Ferronnerie.
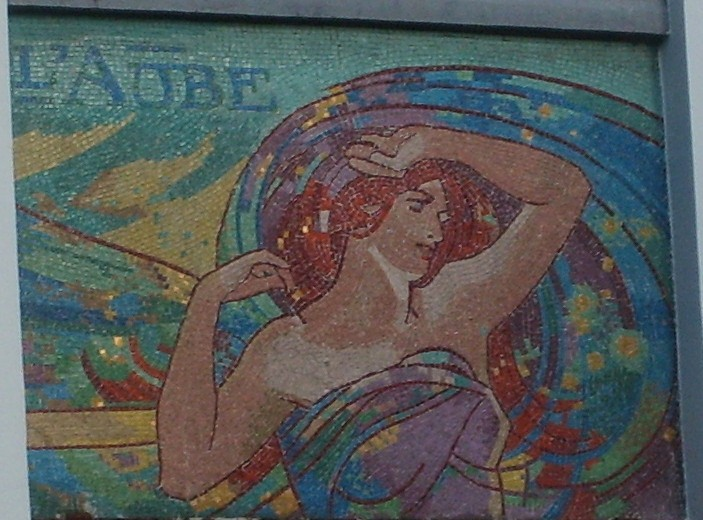
Villa l'Aube Mosaïque d'Auguste Donnay.

Datent de l'après-guerre, L'Émulation, de style néoclassique, abritant les activités d'une société littéraire du XVIIIe siècle et qui va bientôt recevoir le Théâtre de la Place, l'Ancienne Grand Poste, de style néogothique, actuellement[Quand ?] sans affectation. C'est également de cette époque que date le Palais des beaux-arts, abritant le musée d'art contemporain.
Pendant l'entre-deux guerres, la commémoration de Première Guerre mondiale verra l'érection du Mémorial Interallié, à Cointe. L'Art déco et le Modernisme vont ensuite se développer dans de nombreux bâtiments, sous l'influence de l'architecte Joseph Moutschen qui construit le bâtiment du Génie Civil du Val Benoit, Jean Moutschen, son frère, construira l'Athénée Léonie de Waha, architecture des années 1942 et Georges Dedoyard, son élève achèvera les anciens Anciens bains de la Sauvenière.
Pour remédier aux nombreuses inondations engendrées par la fin des charbonnages, 42 stations de pompage sont construites le long de la Meuse. 1939 verra l'Exposition internationale de l'eau, dont la conception des plans d'ensemble est confiée au Groupe l'Équerre épaulé par Le Corbusier. Interrompue par la Seconde Guerre mondiale, il n'en reste qu'un palais, longtemps utilisé comme patinoire. Les années 1960 et 1970 vont voir la réalisation du Palais des congrès, en bord de Meuse, la construction sujette à polémique de la Cité administrative, et un nombre très important de buildings dépassant les 30 mètres le long des grands boulevards d'Avroy et de la Sauvenière, des quais de la Meuse, de la Dérivation et de la plaine de Droixhe. Une stratégie urbanistique voudra aussi que l'on trace de grands boulevards uniquement réservés aux véhicules pour atteindre directement le centre-ville (notamment via le boulevard d'Avroy et la place Saint-Lambert) et accélérer le trafic par les trémies de part et d'autre des berges de la Meuse.

#### XXIesiècle

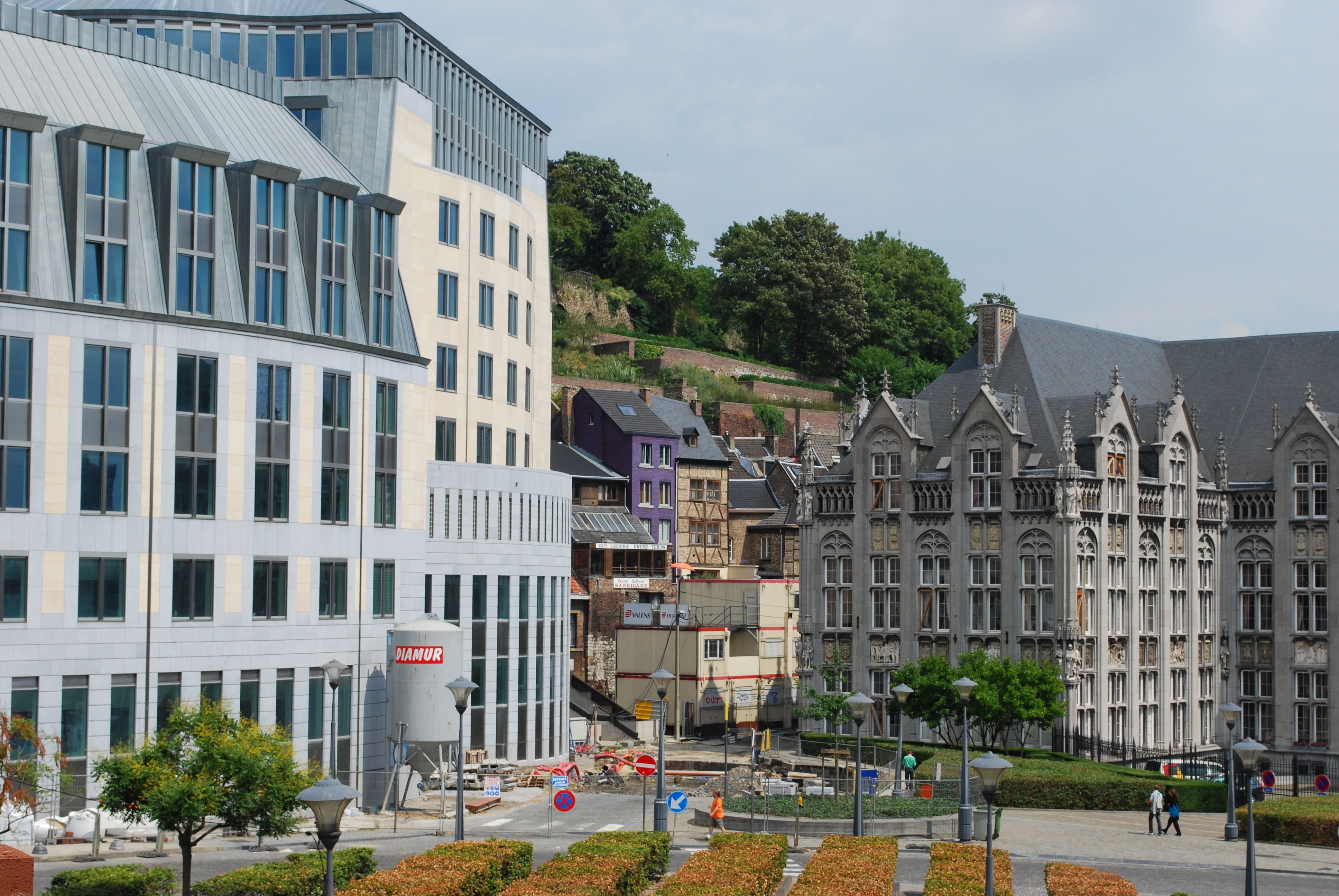
Les nouvelles annexes du Palais de justice parachèvent la place Saint-Lambert.

Le XXIe siècle voit l'achèvement de la  gare de Liège-Guillemins, œuvre de l'architecte espagnol Santiago Calatrava, les nouveaux bâtiments du FOREM au Val-Benoît, des Hautes études, les annexes du palais de justice qui parachèvent la fermeture de la place Saint-Lambert où ne se pose plus que la question de l'utilisation de l'espace Tivoli, avec la place du Marché et la Tour Paradis. L'attractivité commerciale n'est pas en reste avec la construction de l'îlot Saint-Michel, la rénovation des galeries St-Lambert, la reconversion de l'ancien site des Conduites d'eaux devenu Belle-Île et la construction de Médiacité sur l'ancien quartier de la gare du Longdoz, qui accueille les nouveaux bâtiments de la RTBF et de la patinoire. Du côté culturel, on peut notamment citer l'ensemble muséal du Grand Curtius, les rénovation de l'Opéra et du théâtre de l'Émulation. Un nombre important de nouveaux projets démontrent la volonté de la ville de s'installer dans le nouveau siècle.

### Petit patrimoine

#### Les Coteaux de la Citadelle

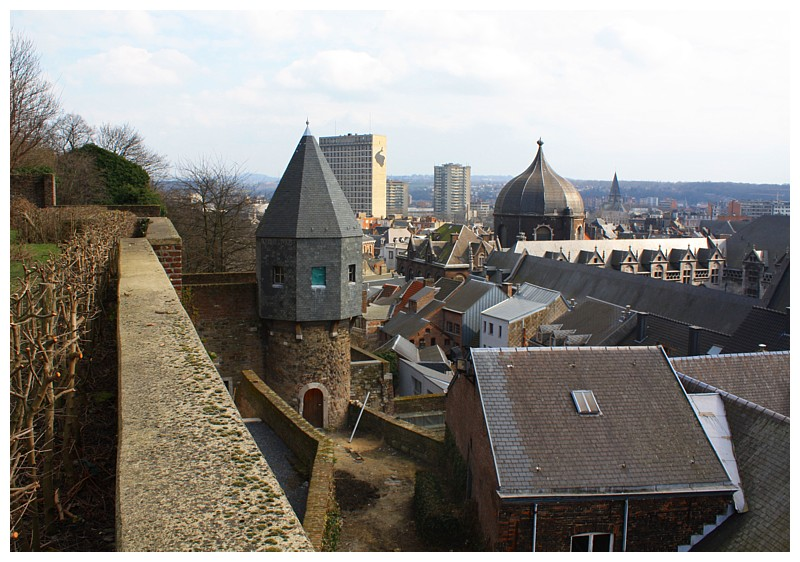
La Tour des Vieux-Joncs vue depuis les Terrasses des Minimes.

Les Coteaux de la Citadelle, vieux quartier à flanc de colline aux multiples impasses, où de petits couvents et hôtels de maître art mosan se perdent dans un dédale champêtre au départ de Hors-Château devient un des lieux les plus prisés du tourisme. Situé juste derrière l’ancien palais des Princes-Évêques, les Terrasses des Minimes offrent un magnifique panorama sur la Cité.

#### Les vestiges des charbonnages

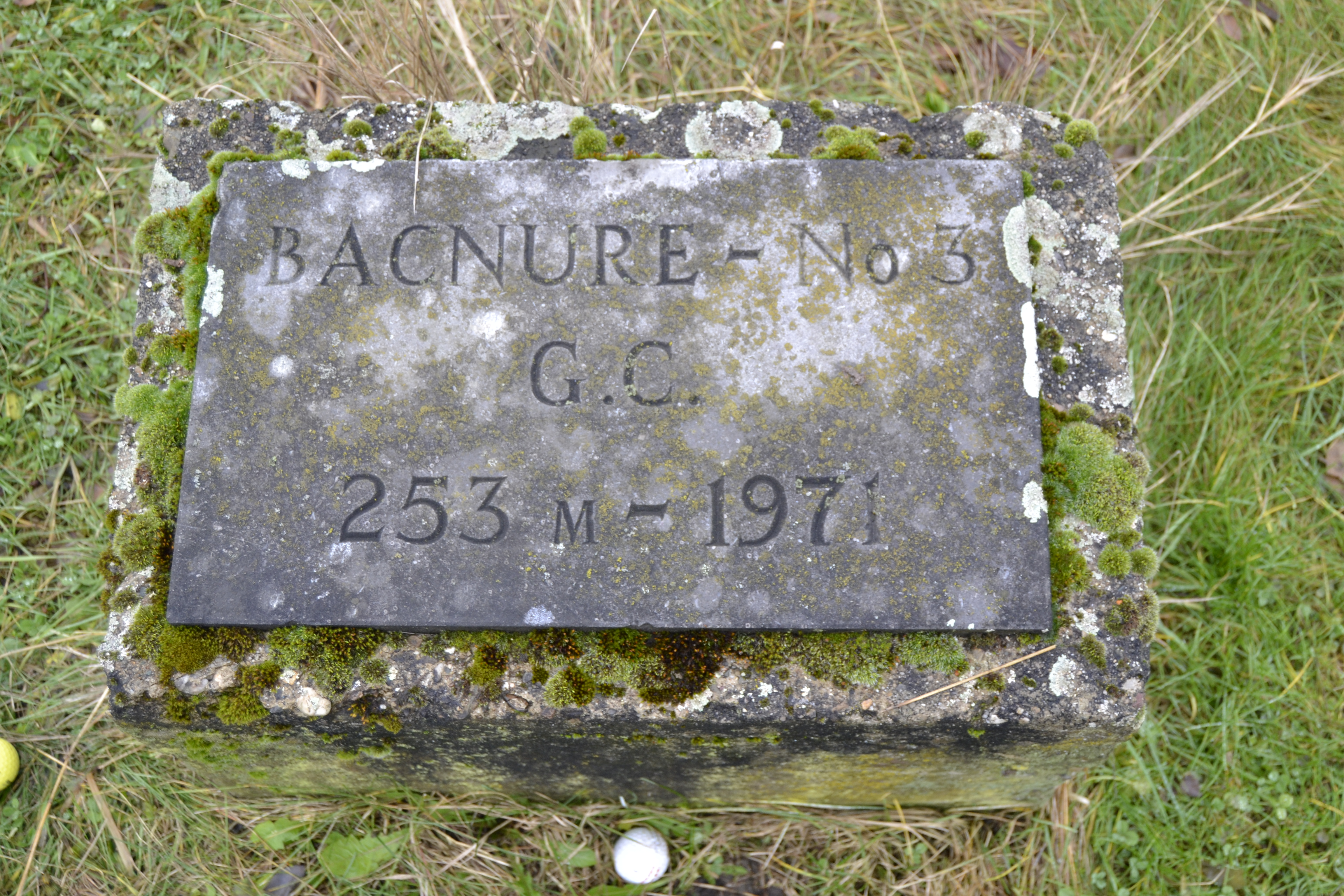
Tombe du puits no 3 du Charbonnage de la Grande Bacnure sur le site du golf de Bernalmont.

Liège présente toujours divers vestiges de ses activités charbonnières passées, dont un certain nombre de tombes scellant les dalles d'anciennes fosses, ou encore à Vivegnis l'ancien siège administratif des charbonnages de Bonne Espérance, Batterie, Bonne-Fin et Violette, qui fut la plus grande société active sur le territoire de la ville.

#### Les Fontaines Roland

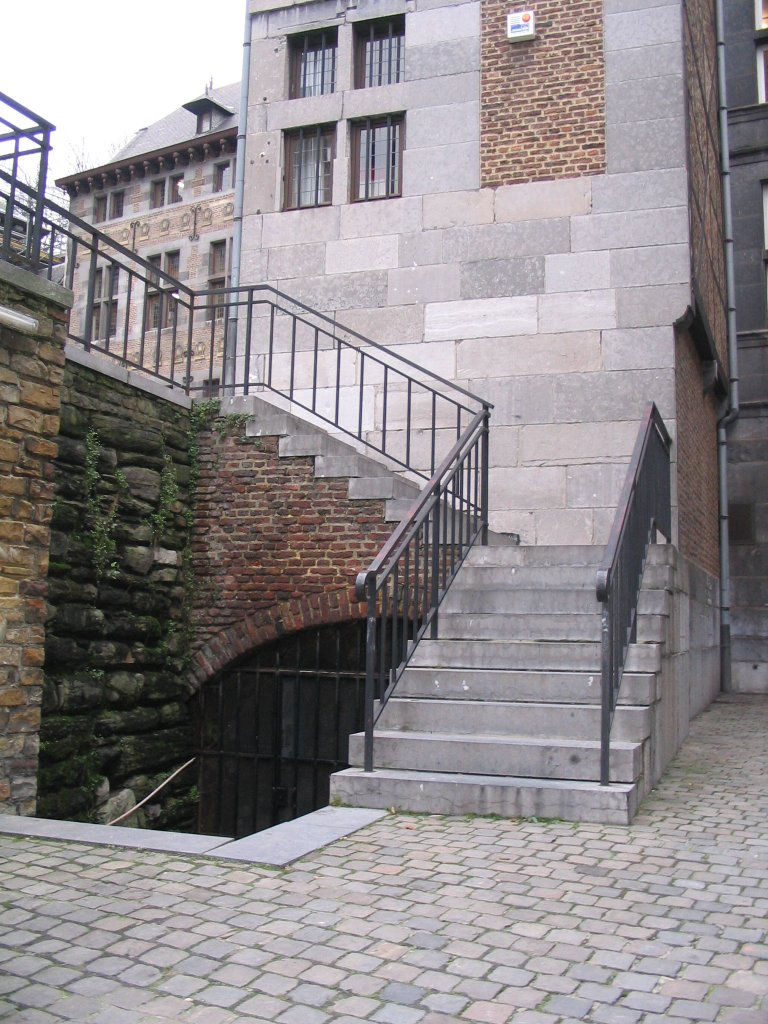
Œil de l'areine de Richonfontaine.

Dès 1679, le Liégeois Lambert Jamin propose au Prince-évêque Maximilien-Henri de Bavière une solution pour sécuriser l'approvisionnement en eau de la ville en captant l'eau dans la craie de Hesbaye sur les hauteurs de la ville. Jusqu'alors, elle dépendait quasi exclusivement des areines. La ville de Liège fera réaliser plus de 45 kilomètres de galeries dans la craie de Hesbaye et nombre de fontaines de Liège seront alimentées par ce service pendant des siècles. Actuellement, l'eau est toujours captée (en partie) dans ces galeries.

#### Les areines
Les premières areines, couloirs de démergement des houillères, furent créées dès le XIIIe siècle. Quatre franches areines qui servaient également à l'alimentation en eau de la ville : l'areine du Val Saint-Lambert, l'areine de la Cité, l'areine de Messire Louis Douffet et l'areine de Richonfontaine toujours visible en Hors-Château dans la rue Mère-Dieu au pied des Coteaux de la Citadelle. La trentaine d'autres, dites bâtardes, ne servaient qu'au démergement.

#### Les enseignes
Un nombre important de maisons du XVIe au XVIIIe siècle (sans numéro), portaient le nom d'une dalle de calcaire ornant leur façade. Il en existe encore plus d'une centaine.

#### Les impasses et les escaliers
Comme toutes les vieilles villes du XIVe siècle, Liège est traversé de nombreuses ruelles comme en Vinâve d'Île ou en Neuvice. Le long des Coteaux de la Citadelle, elles sont en impasse, ou débouchent sur de nombreux escaliers, cours et terrasses. Chaque année, le premier samedi d'octobre, une fête illumine aux bougies ces nombreuses impasses, cours, escaliers, terrasses, proposant un parcours dans les coteaux, agrémentée de petites étapes festives : carillon, orgues de barbarie, animations musicales et théâtrales.
Les principaux escaliers de Liège se trouvent sur les Coteaux de la Citadelle, incluant la montagne de Bueren (374 marches), Au Péri, l'impasse des Ursulines alors que les Sî cin grés (« Six cents marches ») ont disparu depuis belle lurette. On peut aussi par ailleurs gravir le Thier de la Fontaine (200 marches), la rue de la Montagne, la rue Basse-Sauvenière, les degrés des Tisserands, la rue des Remparts, le Thier Savary, la rue Chauve-Souris, la rue de la Butte, la rue de la Scorre, la rue des Jonquilles, la rue Panaye, la rue des Cailloux ou encore la rue des Pinsons.

« Mis bout à bout tous les escaliers de Liège conduiraient à la lune ou au centre de la terre »

— Jacques Izoard, Escaliers de Liège, Liège des escaliers

### Patrimoine culturel immatériel
Le marché de la Batte est un marché dominical et matinal, situé sur les quais rive gauche de la Meuse. C'est probablement le plus long marché d'Europe et aussi un des plus attrayants avec une fréquentation par les villes allemandes et hollandaises proches, pouvant atteindre la centaine de milliers de personnes par beau temps.
Tchantchès est un personnage issu du folklore liégeois représenté par une marionnette espiègle et frondeuse, tête de file des théâtres de marionnettes liégeois. Il est habillé du costume traditionnel des ouvriers liégeois : un sarrau bleu au foulard rouge à pois blancs. Les dialogues anachroniques entre Tchantchès et Charlemagne font partie de l'anthologie liégeoise. Son épouse est Nanesse.
Les Fêtes du 15 août en Outremeuse sont au départ une fête religieuse du quartier le plus populaire de Liège — on y dit la messe en wallon et la procession y célèbre l'Assomption—, mais aussi populaire par son cortège folklorique sous la houlette de Tchantchès et son épouse Nanesse. Ces dernières années, des concerts sont organisés sur la place Delcour, à l'auberge de jeunesse, place du Tertre, ou En-Bèche  L'évènement rassemble en moyenne 200 000 personnes, se terminant le cinquième jour par un cortège de pleureuses qui enterrent Mathî l'ohê.
Cimetière de Robermont : au cœur du cimetière communal de Robermont, un carré est réservé aux sépultures des combattants et prisonniers de guerre. S'y retrouvent des Belges, Allemands, Français, Italiens, Russes, Serbes et du Commonwealth. Ce site est inscrit depuis 2023 au Patrimoine mondial de l'UNESCO au même titre que 15 autres lieux funéraires et mémoriels wallons.
Fort de Lonçin à Ans : au premier mois de la Première Guerre mondiale en août 1914, le fort de Lonçin a explosé sous les coups de l'artillerie allemande ensevelissant ses défenseurs belges. Depuis lors, il est reconnu nécropole nationale, quelque 350 de ses soldats y reposant. Ce site est inscrit depuis 2023 au Patrimoine mondial de l'UNESCO au même titre que 15 autres lieux funéraires et mémoriels wallons.
Liège a été déclarée capitale européenne de Noël 2018, projet de La Fundacion Iberoamérica Europa (Madrid) soutenu avec le haut Patronage du Parlement européen.

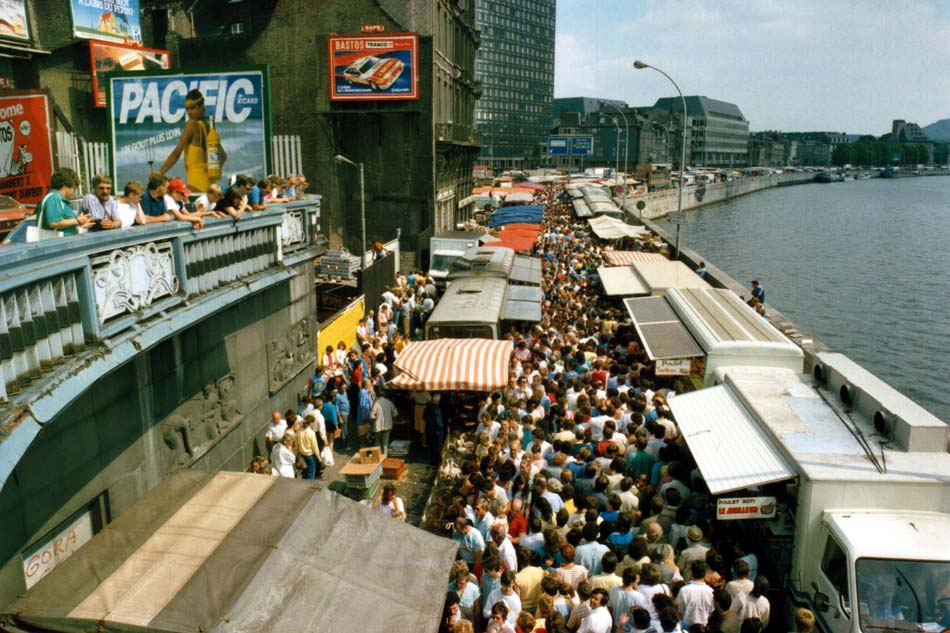
La Batte en été.
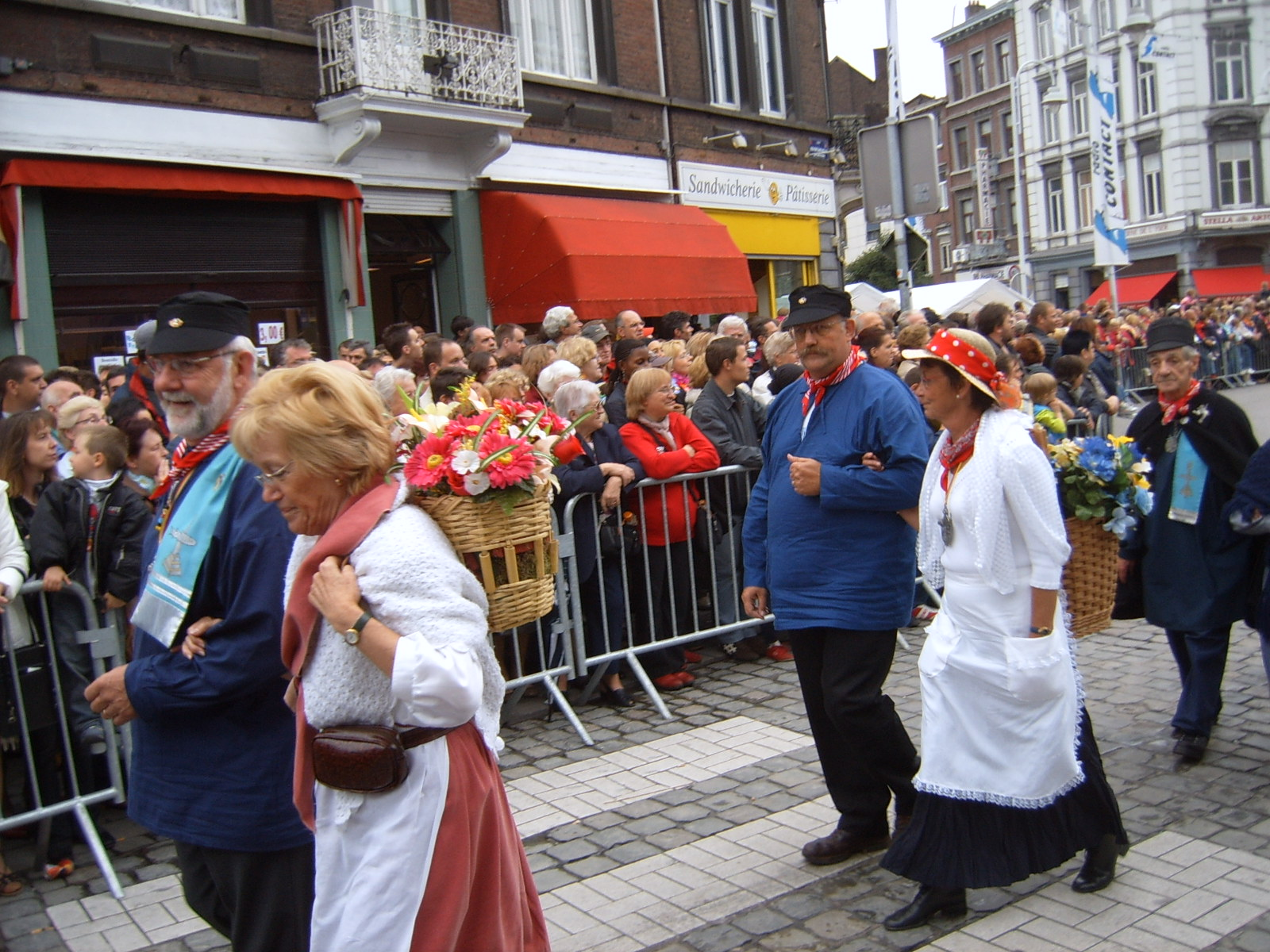
Costumes traditionnels liégeois : ouvrier et botteresse, cortège du 15 août en Outremeuse.
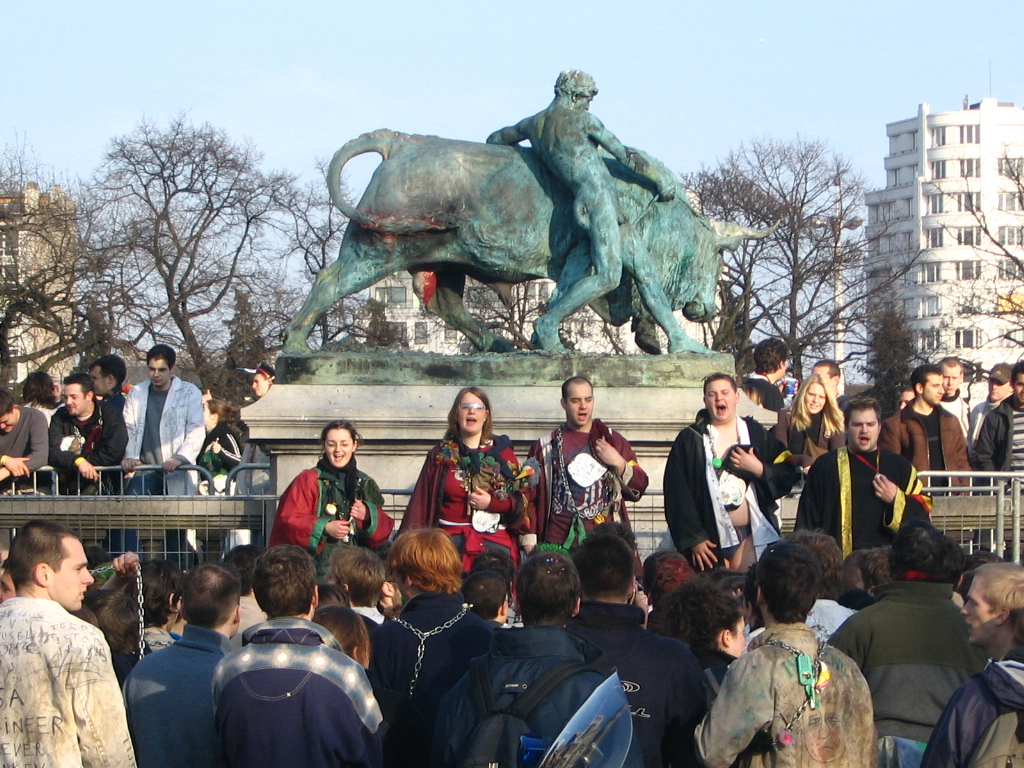
Le Torè[note 31], traditionnellement défendu par la maréchaussée et célébré par les étudiants.
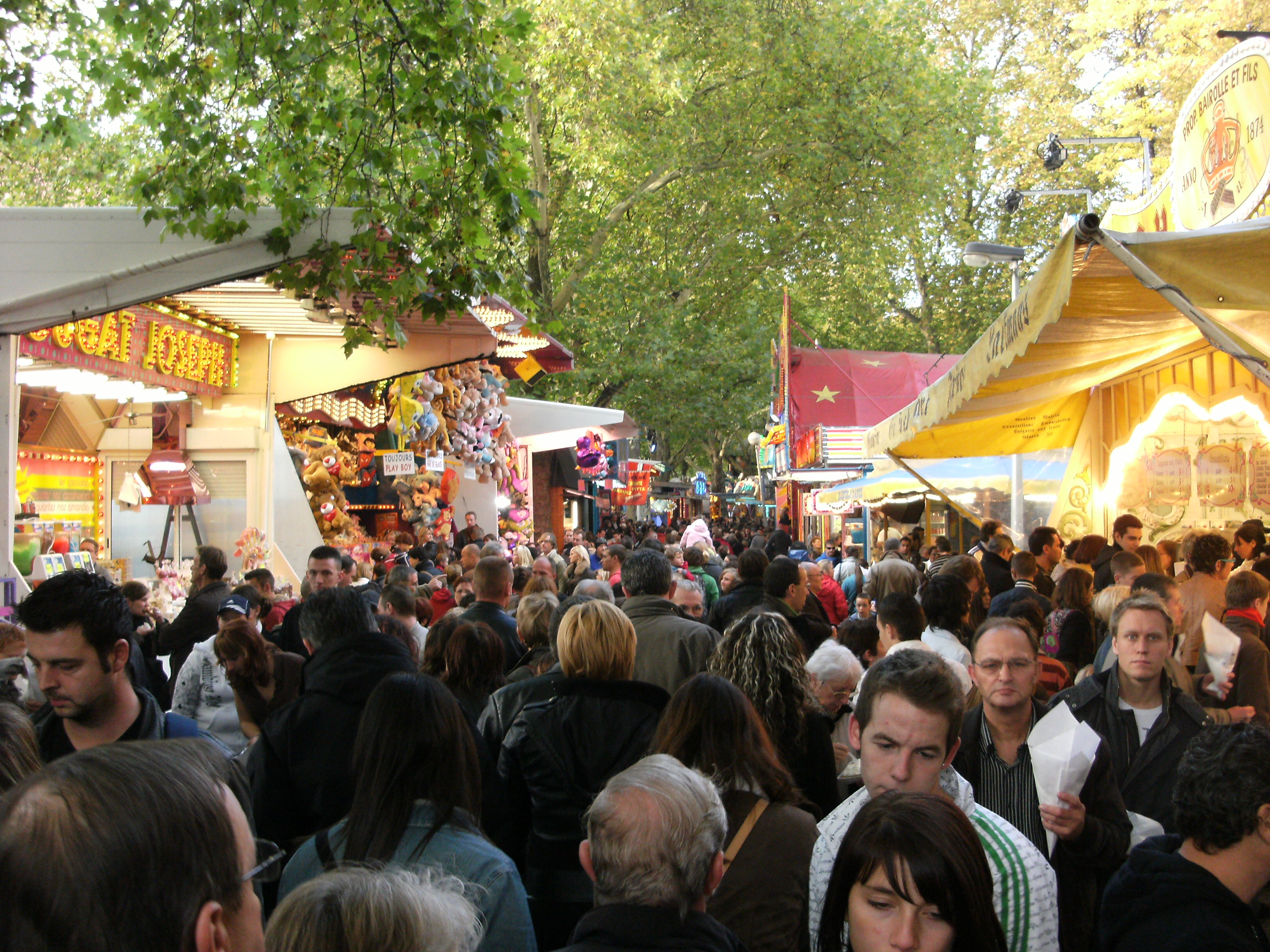
Foire d'octobre.

### Événements
janvier
- Festival Les Transardentes, petit frère des Ardentes consacrés aux musiques électroniques au sens large[96] le 3e samedi du mois.
- Festival de Liège : Festival engagé dans son temps qui propose les points de vue aigus d’artistes sur les questions cruciales de notre époque au travers de spectacles de théâtre, danse et musique[97]. Organisé les années impaires pendant 3 semaines à partir de fin janvier.

février
- Biennale Internationale de la Photographie et des Arts visuels (BIP) organisée par les Chiroux les années paires. Construite à chaque édition autour d’une thématique, la Biennale combine une programmation artistique avec une accessibilité la plus large possible[98].
- Carnaval des patates de Saint-Léonard.

mars
- La Saint-Torè, fête estudiantine se déroulant la 3e semaine du mois et les 4 heures trottinettes le mercredi de cette semaine.
- Festival Émulation : Festival de théâtre consacré aux jeunes créateurs. Organisé les années impaires fin mars.

avril
- Festival international du film policier de Liège en avril[99].

mai
- Festival international « Jazz à Liège », organisé le 1er ou le 2e weekend du mois[100].

juin
- Marché provençal, place Saint-Lambert.
- Beerlovers, place Saint-Lambert.
- Les Épicuriales, place du Marché.
- La City Parade à la fin du mois certaines années.
- Bueren en Fleur, en Hors-Château.

juillet
- Festival de musique urbaine Les Ardentes, début du mois[101].
- Village gaulois (place Saint-Paul, début juillet)[102].
- Fête du 14 juillet dans le parc de la Boverie[103].
- Liège sur Sable de la mi-juillet à la mi-août.

août

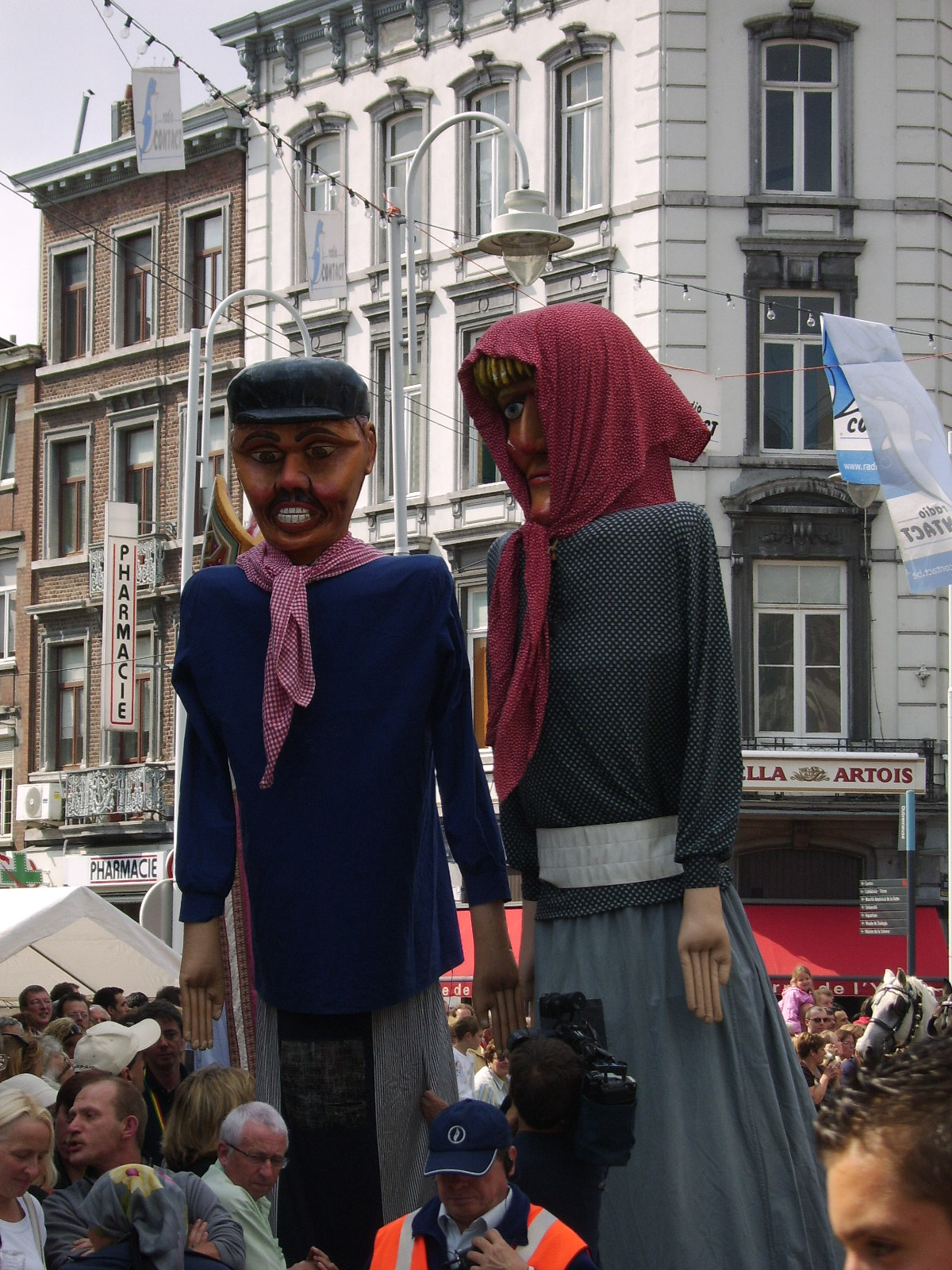
Tchantchès & Nanesse, personnages d'Outremeuse.

- Micro Festival, festival de musique indépendante. Premier week-end d'août depuis 2010, à l'Espace 251 Nord.
- Fêtes du 15 août en Outremeuse.
  - Enterrement de Matî l'ohê le 16 août.
- Festival de promenade : Promenades guidées, itinéraires libres et animations. Durant la deuxième quinzaine du mois.

septembre
- Retrouvailles (premier weekend du mois, parc de la Boverie)[104].
- La fête des fous de Sainte-Walburge, le premier week-end du mois, le quartier de Sainte-Walburge est en fête : Marche aux flambeaux, spectacle, grand bal populaire, brocante, jeux et animations gratuites ainsi qu'une parade dans les rues du quartier sont quelques activités que vous retrouverez durant ces quelques jours de folies.
- Fête de la Région wallonne de Liège[105].
- Journée du patrimoine le 2e weekend du mois : De nombreux édifices, habituellement inaccessibles au public, proposent visites guidées et animations gratuites. Deuxième weekend de septembre[106].

octobre
- La Nocturne des Coteaux de la Citadelle (1ers samedis du mois)[107].
- La foire d'octobre sur le boulevard d'Avroy.
- La Biennale du design[108] dénommée RECIPROCITY depuis l'édition 2012 se déroulant pendant 3 semaines au mois d'octobre les années paires.
- Festival d'orgue de Liège : créé en 1998 afin de mettre en valeur les plus belles orgues de la région liégeoise. Chaque année, à l’automne, des organistes de premier plan sont invités à se produire dans un répertoire essentiellement baroque d’octobre à décembre[109].

novembre
- La Braderie de l'Art[110].

décembre
- Saint-Nicolas des étudiants une des fêtes estudiantines liégeoises les plus importantes.
- Le Festival du Cirque européen[111].
- Liège, Cité de Noël[112].
  - Le Village de Noël de la fin novembre à la fin décembre[113],[114].
  - Le Festival des Sapins propose aux entreprises du bassin Liégeois de montrer leur savoir-faire par la réalisation d’un sapin design représentatif de leur activité[115].
  - Les Nocturnales de Noël[116].

#### Événements alternatifs
L'agglomération liégeoise bénéficie depuis 2013 d'un site web issu du réseau Démosphère, mettant à disposition un agenda web participatif pour promouvoir les luttes altermondialistes et anticapitalistes, initiatives de transition, événements culturels alternatifs, etc.

## Personnalités
VIIe – XIIIe siècles
- Lambert de Maastricht, saint chrétien, évêque de Tongres et de Maastricht
- Hubert de Liège, saint chrétien, évêque de Tongres et de Maastricht
- Pépin de Herstal, maire du palais d'Austrasie
- Notger de Liège, premier prince-évêque de Liège
- Albert de Louvain, saint chrétien, prince-évêque de Liège et cardinal
- Guillaume de Saint-Thierry, cistercien et auteur mystique
- Lambert le Bègue, prêtre réformateur
- Ève de Saint-Martin, une des fondatrices des béguinages
- Julienne de Cornillon, une des fondatrices des béguinages
- le pape Grégoire X, auparavant archidiacre de Liège
- Jean Renart, pseudonyme littéraire du prince-évêque Hugues de Pierrepont

XIVe siècle
- Johannes Ciconia, compositeur
- Jean de Mandeville, explorateur et écrivain
- Jean d'Outremeuse, écrivain
- Pierre Plaoul, théologien et évêque de Senlis, né à Liège

XVIe siècle
- Jean Curtius, industriel et financier
- Théodore de Bry, dessinateur et graveur
- Érard de La Marck, prince-évêque de Liège et cardinal
- Gérard Douffet, peintre
- Remaclus Fuchs, médecin
- Dominique Lampson ou Lampsonius, peintre, biographe
- Lambert Lombard, architecte, peintre et sculpteur

XVIIe siècle
- Jean Del Cour, sculpteur
- Gérard de Lairesse, peintre
- Michel Natalis, graveur
- Jean Varin, graveur
- Rennequin Sualem, inventeur de la machine de Marly

XVIIIe siècle
- Jean-Théodore de Bavière, prince-évêque de Liège et cardinal
- Mademoiselle Baron, actrice
- Nicolas Bassenge, révolutionnaire
- Léonard Defrance, peintre
- Gilles Demarteau, graveur
- Herman-François Delange, violoniste et compositeur
- Gilles Demarteau, graveur
- Barthélemy Digneffe, architecte
- Servais Duriau, moine encyclopédiste
- Henri-Philippe Gérard, musicien
- André-Ernest-Modeste Grétry, compositeur
- Jean-Pierre de Ransonnet-Bosford, général des armées de la République française y est né
- Philippe-Charles Schmerling, médecin, anthropologue, paléontologue
- Théroigne de Méricourt, révolutionnaire
- Barthélemy Vieillevoye, peintre

XIXe siècle
- Émile Banning, diplomate et écrivain
- Auguste Bénard, imprimeur
- Émile Berchmans, peintre, graphiste
- Oscar Berchmans, sculpteur
- Berthe Bovy, comédienne, pensionnaire de la Comédie-Française
- Marcel Caron, peintre
- Robert Crommelynck, peintre
- Nicolas Defrêcheux, écrivain et poète
- Marie Delcourt, philologue et féministe
- Auguste Donnay, peintre impressionniste
- Jean Donnay, peintre
- Adrien Dupagne, peintre
- Élysée Fabry, peintre
- César Franck, professeur, organiste, compositeur
- Mathieu Franck, maître de carrière et ingénieur civil
- Zénobe Gramme, électricien, inventeur
- Edmond Jamar, architecte
- Paul Jaspar, architecte, Art nouveau
- Jean Lambert Joseph Fyon, homme politique et général des armées françaises
- Henri Herd, dit « Constant le Marin », champion du monde de lutte
- Charles Lassalle, propriétaire du journal Le Courrier des États-Unis
- Joseph Lassalle, sculpteur au Capitole des États-Unis
- Charles Magnette, avocat, homme politique libéral
- Auguste Mambour, peintre
- Henri Michelant, archiviste et médiéviste français
- Georges Montefiore-Levi, ingénieur, industriel et philanthrope
- Georges Nagelmackers, homme d'affaires, fondateur de la Compagnie internationale des Wagons-lits, de l'Orient-Express et du Transsibérien
- Lambert Noppius, architecte
- Joseph Nusbaum, architecte Art nouveau
- Jacques Ochs, peintre, dessinateur, escrimeur
- Marcel Orban, musicien, compositeur et critique
- Joseph Plateau, docteur de l'université de Liège et inventeur du phénakistiscope
- Armand Rassenfosse, peintre, dessinateur, graphiste
- Jean-Henri Regnier-Poncelet, industriel[117]
- Étienne-Gaspard Robert, fantasmagorien
- Charles Rogier, homme politique
- Victor Rogister, architecte Art nouveau
- Fernand de Rossius, homme politique belge
- Edgar Scauflaire, peintre
- Gustave Serrurier-Bovy, architecte, décorateur
- Henri Simon écrivain d'expression wallonne
- Général Storms, Explorateur de l'EIC, citoyen d'honneur de la ville de Liège[118].
- Charles Soubre, peintre
- Gustave de Terwangne, député
- Charles Tombeur de Tabora, militaire, conquérant du Ruanda-Urundi
- Édouard Van Beneden, zoologiste, embryologiste
- Joseph Vrindts, poète d'expression wallonne
- Léonie de Waha, féministe, philanthrope, pédagogue
- Adrien de Witte, peintre
- Eugène Ysaÿe, musicien

XXe siècle
- ÂA, chanteur belge d’origine congolaise
- Nicolas Ancion, écrivain
- Mady Andrien, sculptrice, dessinatrice
- Christine Aventin, écrivain
- Victor Bachy, historien et critique du cinéma
- Baloji, rappeur, ex-membre de Starflam
- Laetitia Bica, photographe
- Ysaline Bonaventure, joueuse de tennis
- Madeleine Bourdouxhe, écrivain
- Philippe Boxho, médecin légiste, criminologue et écrivain
- Mehdi Carcela, footballeur évoluant au Standard de Liège
- Jonatan Cerrada, chanteur et acteur
- Nacer Chadli, footballeur évoluant à l'AS Monaco, actuellement[Quand ?] prêté au RSC Anderlecht
- Jean-Michel Charlier, scénariste de bande-dessinée
- Georges Collignon, peintre
- André Cools, homme politique socialiste
- Veronica Cremasco, femme politique écologiste
- Alexis Curvers, écrivain
- Dacos, graveur
- Steve Darcis, joueur de tennis
- Jean-Pierre et Luc Dardenne, réalisateurs
- Benoît Debie, chef opérateur
- Mehdi Dehbi, acteur
- Fernand Dehousse, homme politique socialiste
- Marguerite Delchef, philologue, militante féministe
- Élodie de Sélys, journaliste et animatrice de télévision
- Jean Dols, peintre, graveur et affichiste
- Kid Dussart, boxeur
- Déborah François, actrice
- Bruno Gazzotti, dessinateur et bédéiste
- Fanny Germeau, peintre, résistante et militante féministe
- Marie Gillain, actrice
- Fanny Gillard, animatrice de télévision et de radio
- Michaël Gillon, astronome et astrophysicien
- David Goffin, joueur de tennis
- Jean Gol, homme politique libéral
- René Greisch, architecte
- Hubert Grooteclaes, photographe
- Groupe µ, collectif de linguistes et sémioticiens
- Pierre Harmel, homme politique catholique
- Justine Henin, championne de tennis
- Victor Hubinon, dessinateur de bande dessinée
- Cathy Immelen, animatrice de télévision et de radio
- Jacques Izoard, poète
- Bobby Jaspar, musicien
- Léon et Joseph Jongen, musiciens et compositeurs
- René Julien, artiste
- Sandra Kim, chanteuse, vainqueur du Concours Eurovision de la chanson
- Henri Koch, musicien
- Pierre Kroll, dessinateur et caricaturiste
- Henri Kulbertus, médecin et cardiologue
- Julien Lahaut, homme politique communiste
- Caroline Lamarche, écrivain
- Bouli Lanners, acteur, réalisateur
- Alain Lallemand, journaliste, écrivain
- Philippe Léonard, footballeur
- Maureen Louys, animatrice de télévision et de radio
- Georgette Mariot, humoriste, animatrice et actrice
- Sabine Mathus, présentatrice de télévision
- Joseph Mignolet homme politique et écrivain
- Laurent Minguet, entrepreneur
- Kevin Mirallas, footballeur
- Aurore Morisse, Antiquaire et animatrice de télévision
- François Olislaeger, dessinateur et bédéiste
- Lucien Orfinger, résistant
- Christian Otte, peintre, dessinateur
- Léopold Plomteux, peintre, poète
- Elvis Pompilio, modiste
- Marie Rennotte médecin, pédagogue et militante pour les droits des femmes
- Bernard Rentier, chercheur, recteur de l'université de Liège
- Jean Rets, peintre
- Jean Rey, homme politique libéral, président de la Commission européenne
- Didier Reynders, homme politique libéral
- Léonard Roufosse, footballeur belge
- Jean-Michel Saive et Philippe Saive, pongistes
- Luis Salazar, peintre
- Eugène Savitzkaya, écrivain
- Georges Simenon, écrivain
- Nancy Sinatra, comédienne et chanteuse
- Stanislas-André Steeman, écrivain
- Lise Thiry, virologue
- Marcel Thiry, homme politique et écrivain
- Charles Vandenhove, architecte
- Violetta Villas, chanteuse
- François Walthéry, dessinateur
- Monique Watteau, écrivaine
- Axel Witsel, footballeur évoluant au Borussia Dortmund
- Jacques Yerna, syndicaliste

Voir aussi les catégories Personnalité politique liée à Liège, Artiste liégeois, Sportif liégeois, Prince-évêque de Liège et Naissance à Liège.
Depuis 2009, Liège récompense ses citoyens ou une personnalité qui s'est distinguée en faveur de Liège. Voir la catégorie Citoyen d'honneur de Liège.

## Culture
Centre de l'Art mosan, Liège, aux Xe, XIe et XIIe siècles, avec ses écoles, rayonne sur toute l'Europe, développe des techniques en parallèle aux œuvres d'art comme les Fonts baptismaux de Saint-Barthélemy. Au XIIIe siècle naît avec sainte Julienne de Cornillon, une forte spiritualité (lieu d'origine de la Fête-Dieu dans l'Église universelle) à l'origine des Béguinages, qui attire François d'Assise La « révolution copernicienne » va fournir à Kepler un astrolabe performant, René François Walter de Sluse est au centre des recherches mathématiques du XVIIe siècle. La musique marque l'histoire de Liège : d'Étienne de Liège au XIe siècle en passant par Cicognia au XIVe siècle, par l'opéra comique liégeois au XVIIIe siècle, jusqu'à Henri Pousseur, via César Franck, André Grétry et Eugène Ysaÿe. Liège détint la plus grande cathédrale de Belgique jusqu'à sa destruction après 1789 (geste, selon Philippe Raxhon, de radicalité révolutionnaire). Les idées des Lumières s'y diffusent (comme par le Journal encyclopédique, la Société d'émulation fondée par François-Charles de Velbrück) .
À l'université fondée après 1830, s'illustrent Marcel Florkin, Zénon Bacq, la linguistique avec le Groupe µ. Jean d'Outremeuse, les versions wallonnes de la Légende des Quatre fils Aymon, Jean le Bel inscrivent Liège dans la littérature en français du Moyen Âge et Georges Simenon, Stanislas-André Steeman, Alexis Curvers dans celle d'aujourd'hui. Le cinéma wallon brille avec Jean-Pierre et Luc Dardenne. C'est à Liège également que s'est installé l'atelier de production de films Wallonie Image Production (WIP), structure publique dont la formule est unique en Europe.

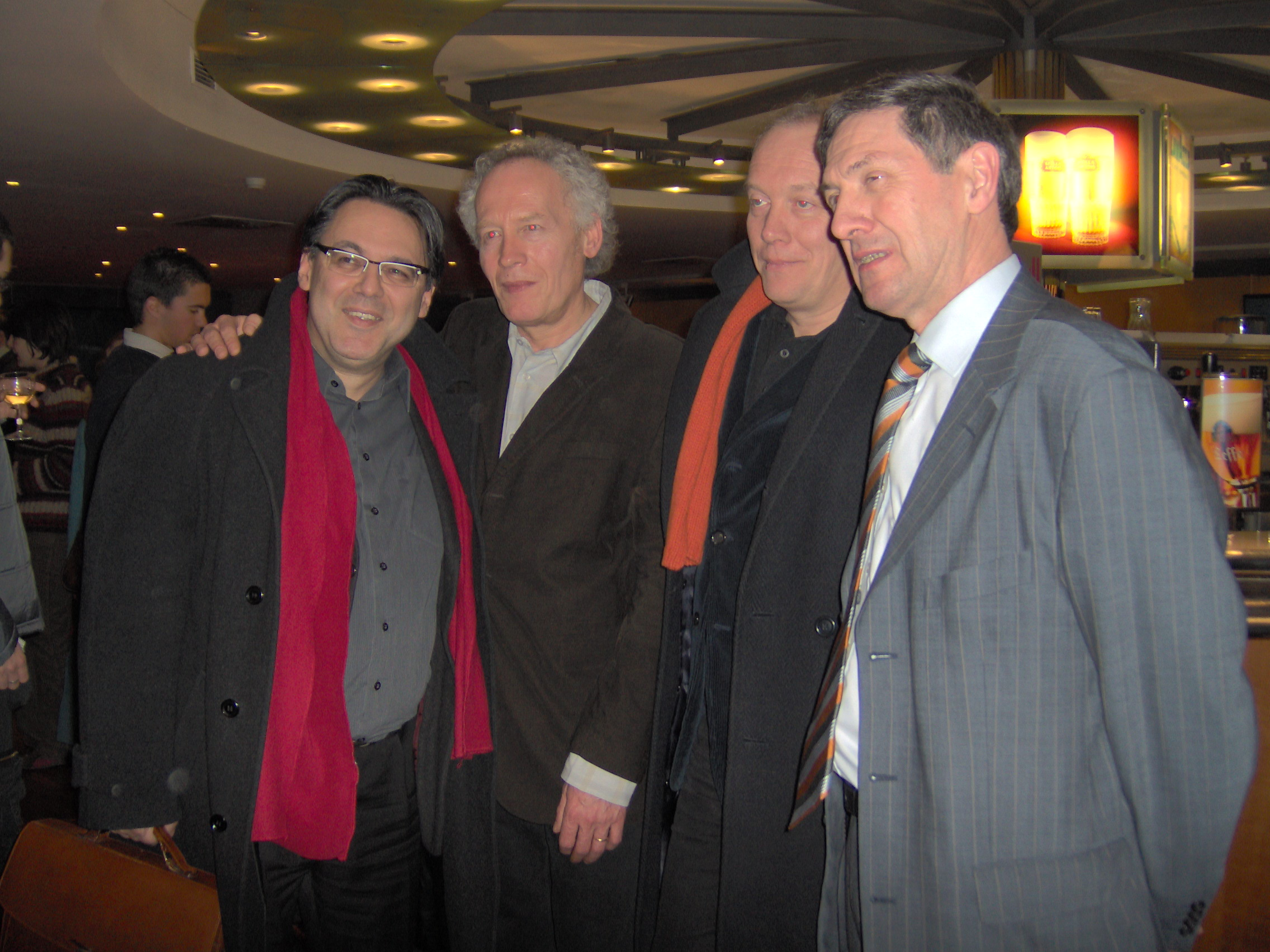
Trois Liégeois : Jean-Pierre Dardenne et Luc Dardenne au centre et à droite Gabriel Ringlet, pro-recteur de l'UCL.

Ceci explique que Liège constitue aussi un centre culturel de première importance, dont le rayonnement francophone est d’autant plus remarquable qu'elle se situe très près du monde germanophone (la province de Liège compte du reste une communauté germanophone autonome). On trouve à Liège, outre trois institutions culturelles majeures — l’Opéra royal de Wallonie, l’Orchestre philharmonique de Liège et de la Communauté française et le plus important des centres dramatiques de la Région wallonne, le théâtre de la Place — un centre de production radio et télévision, une foule d’institutions culturelles diverses et variées (danse, folklore, théâtre dialectal, spectacle de marionnettes…), quatre foyers culturels, le plus important des complexes cinématographiques de l’Euregio Meuse-Rhin, des musées de prestige international témoins de la richesse patrimoniale de la Ville.

### Tradition

#### Proverbes wallons
- Lîdje sins Môuse, c'est Moûse sins Lîdje[A 4] « Liège sans sa Meuse, c'est Meuse sans son Liège » ;
- Fez comme a Lîdje, lèyiz ploûre « Faites comme à Liège, laissez pleuvoir ». C'est-à-dire : si vous êtes dans une situation désagréable, restez calme et laissez passer l'« orage » ;
- C'èst comme a Lîdje, après oûy, c'èst dmin[A 5] « C'est comme à Liège, après aujourd'hui, c'est demain ». C'est-à-dire : chaque chose en son temps/demain est un autre jour ;
- Kén' affaire à Lîdje... , « Quelle affaire à Liège ! », C'est-à-dire : Quel problème ! (pas nécessairement à Liège).

#### Citations
En 1558, Michel de L'Hospital va dire des Liégeois : « Les Liégeois ont été plus que tous les ans domptés, néanmoins ils ont toujours relevé leurs crestes » [têtes].

#### Hymne régional
Valeureux Liégeois est un chant patriotique créé en 1790 par l'abbé Ramoux, quand la révolution liégeoise est menacée par le retour des troupes autrichiennes venant rétablir l'autorité du prince-évêque. Les étudiants universitaires liégeois ainsi que ceux des hautes-écoles entonnent traditionnellement ce chant. La tradition veut qu'après le chant le président lance le ban liégeois en wallon liégeois, :
| Orateur                     | (traduction)                                        | Assemblée                                | (traduction)                             |
| --------------------------- | --------------------------------------------------- | ---------------------------------------- | ---------------------------------------- |
| A-s' veyou                  | As-tu vu ?                                          | L'Torè !                                 | Le taureau                               |
| Est-i bê ?                  | Est-il beau ?                                       | Awè !                                    | Oui                                      |
| Ki magne-t-i ?              | Que mange-t-il ?                                    | Dès porês !                              | Des poreaux                              |
| Ki beût-i ?                 | Que boit-il ?                                       | Dès pèkèts !                             | Du peket                                 |
| Ki fèt-i ?                  | Que fait-il ?                                       | Dès p'tits vês !                         | Des petits veaux                         |
| En a-t-i ?                  | En a-t-il ?                                         | Awè !                                    | Oui                                      |
| Kimin sont-èlles ?          | Comment sont-elles ? (on parle des parties viriles) | Hénaurmes !                              | Énormes                                  |
|                             |                                                     | La la la la La la la la la . . . Lîdge ! | La la la la La la la la la . . . Liège ! |
| Et co'n fèye po nin l'rouvî | Et encore une fois pour ne pas l'oublier            | Allons Lîdge !                           | Allez Liège                              |

### Gastronomie

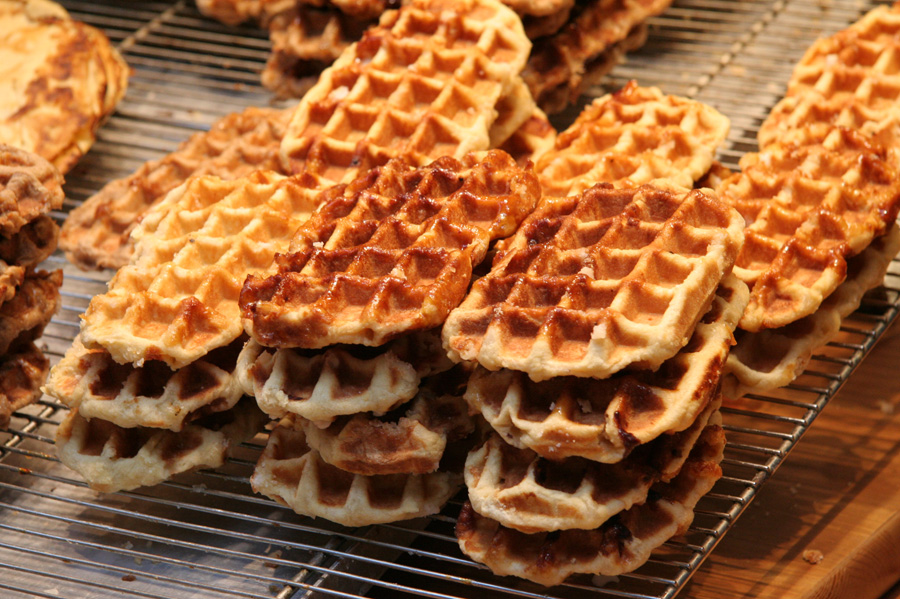
Les gaufres de Liège.

#### Les produits
Liège est également connue pour ses produits et sa cuisine de terroir.
Plusieurs produits typiques sont fabriqués dans sa région, défendus par de nombreuses confréries locales et intégrés dans sa cuisine.
Le fromage de Herve, AOC de la famille du maroille ou de l'époisses ; le boudin blanc, boudin de viande blanche et, plus rare, le lèv'go, boudin de tripes aux raisins de Corinthe ; le sirop de Liège, sirop noir de pomme et poire aigre doux ; la Jupiler, bière blonde de Jupille ; le cidre, jus de pomme alcoolisé des vergers du Pays de Herve et enfin le pèket, genièvre local, alcool de grain parfumé à la baie de genévrier.

#### La cuisine

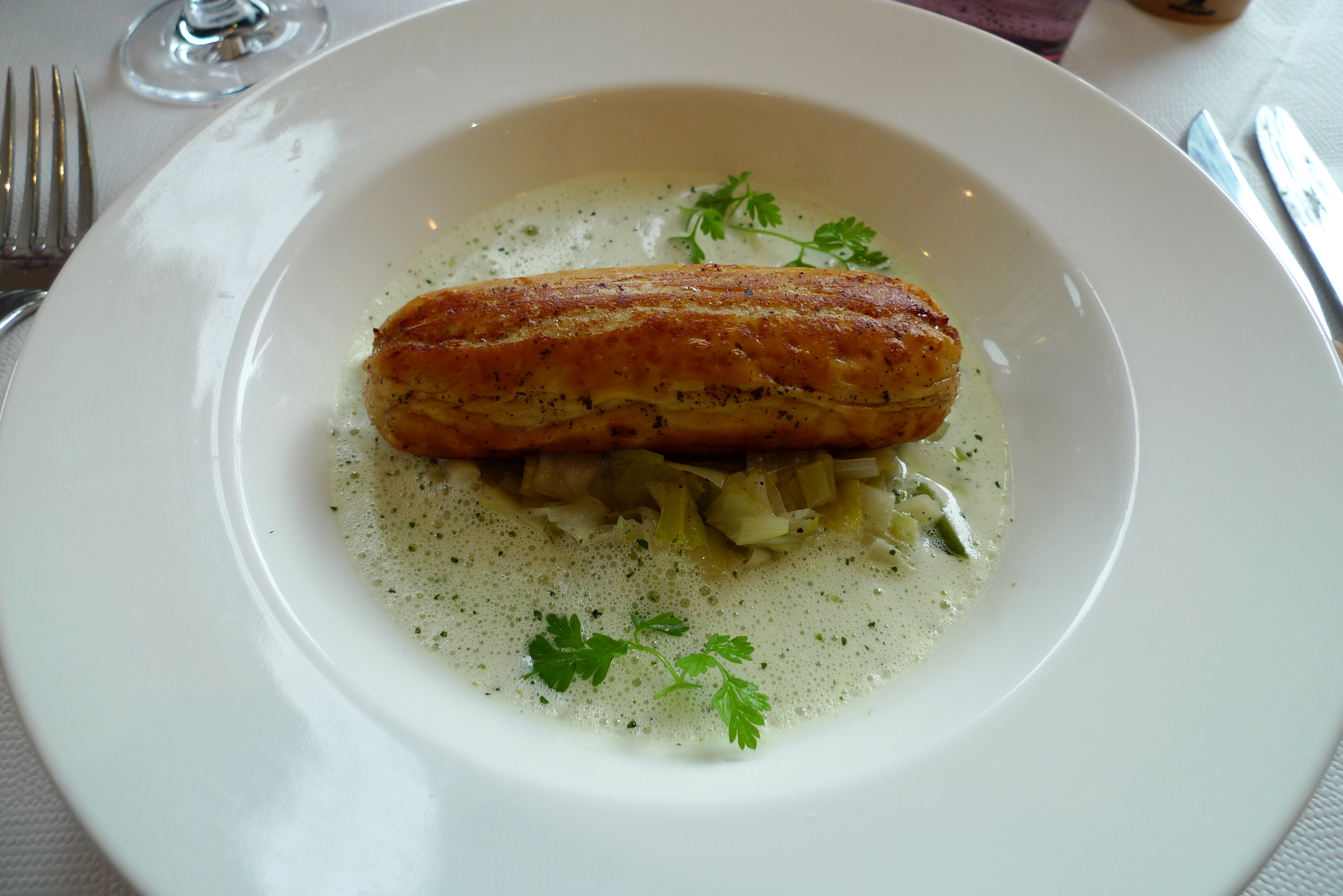
Boudin blanc grillé dans la cuisine gastronomique.

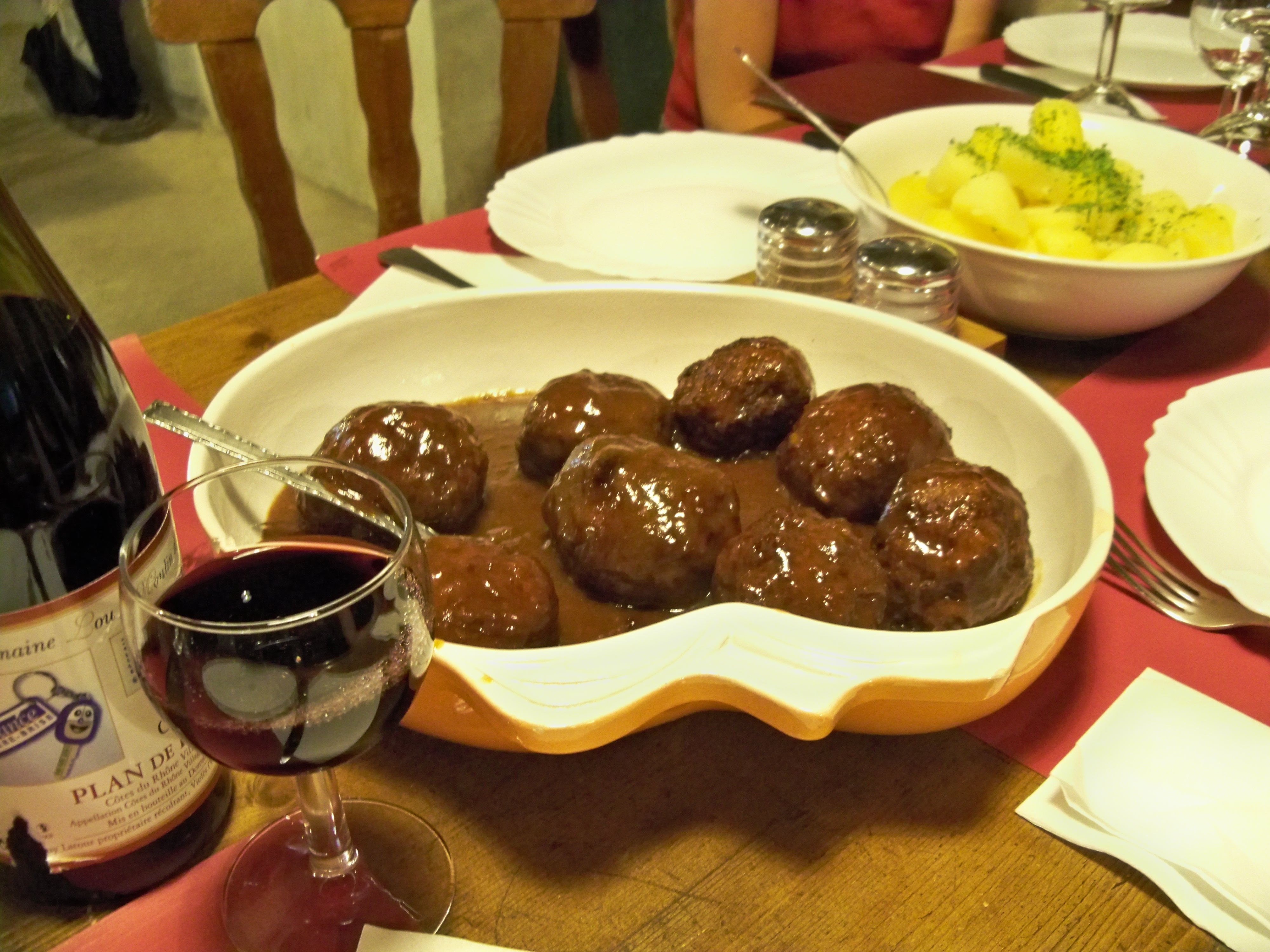
Boulets à la liégeoise.

Plusieurs recettes sont connues dans toute la Belgique.
La gaufre de Liège, gaufre de chasse enrichie de sucre perlé ; le boulet à la liégeoise, appelé localement boulet sauce lapin, boulette de viande en sauce brune aigre-douce souvent servie avec des frites ; la salade liégeoise, salade tiède et vinaigrée de lard, de haricots et de pommes de terre dont on dit qu'elle a autant de recettes authentiques différentes qu'il y a de Liégeois ; le lapin à la liégeoise, lapin en sauce brune aux pruneaux ; les rognons à la liégeoise, jeunes rognons de viande en sauce aux baies de genévrier broyées, aromatisée au genièvre et allongée d'un fond de veau ; la bouquette, crêpe de farine de sarrasin, aux raisins secs et cuite au saindoux, typique du quartier d'Outremeuse ; les cûtès peûres, poires cuites au vin rouge et les marrons chauds, châtaignes grillées, qui avaient toutes deux leurs propres marchandes ambulantes dans le centre de la ville ; le lacquemant, galette plate au sirop vendue traditionnellement pendant la foire de Liège et enfin la fricassée, tranches de lard grillées, œufs sur le plat, pain et beurre qui était habituellement servie aux fêtards jusqu'au petit matin dans les plus vieilles tavernes de la cité ardente. Comme friandise, la violette de Liège est produite depuis 1895.

### Festivals
- Festival de Liège (bisannuel) : créations internationales et contemporaines en danse, théâtre et musique.
- Jazz à Liège.
- Festival international du film policier.
- Les Ardentes : 4 jours de musiques urbaines.
- Biennale internationale de la photographie et des arts visuels.
- Biennale internationale du design.
- Festival du cirque Européen (European circus Festival).
- Liège Photobook Festival
- Festival Voix De Femmes
- Festival de la  Sculpture

### Musique

#### Les grands musiciens liégeois
Parmi les musiciens liégeois, on peut citer Johannes Ciconia au XIVe siècle, André Grétry, compositeur d'une quinzaine d'opéras et plus de quarante opéras-comiques, César Franck compositeur et professeur d'orgue au Conservatoire de Paris, Eugène Ysaÿe violoniste, compositeur et chef d'orchestre du début XXe siècle et Henri Pousseur compositeur contemporain, professeur de composition, puis directeur du Conservatoire de Liège et fondateur, avec Pierre Bartholomée, du Centre de recherches et de formation musicales de Wallonie devenu aujourd'hui Centre Henri Pousseur.

#### Salle et orchestre philharmonique
La Salle philharmonique de Liège, anciennement Salle des Fêtes du Conservatoire royal de Liège, est inaugurée en 1887 et complètement rénovée en 2000. C'est une salle de 1 162 places originellement décorée par les peintres Émile Berchmans et Edgar Scauflaire. L'Orchestre philharmonique de Liège, fondé en 1960, propose une formation symphonique d'une centaine de musiciens, sous la baguette du chef autrichien Christian Arming de 2011 à 2019. Remplacé dès lors par le chef hongrois Gergely Madaras.

### Théâtres

#### Opéra

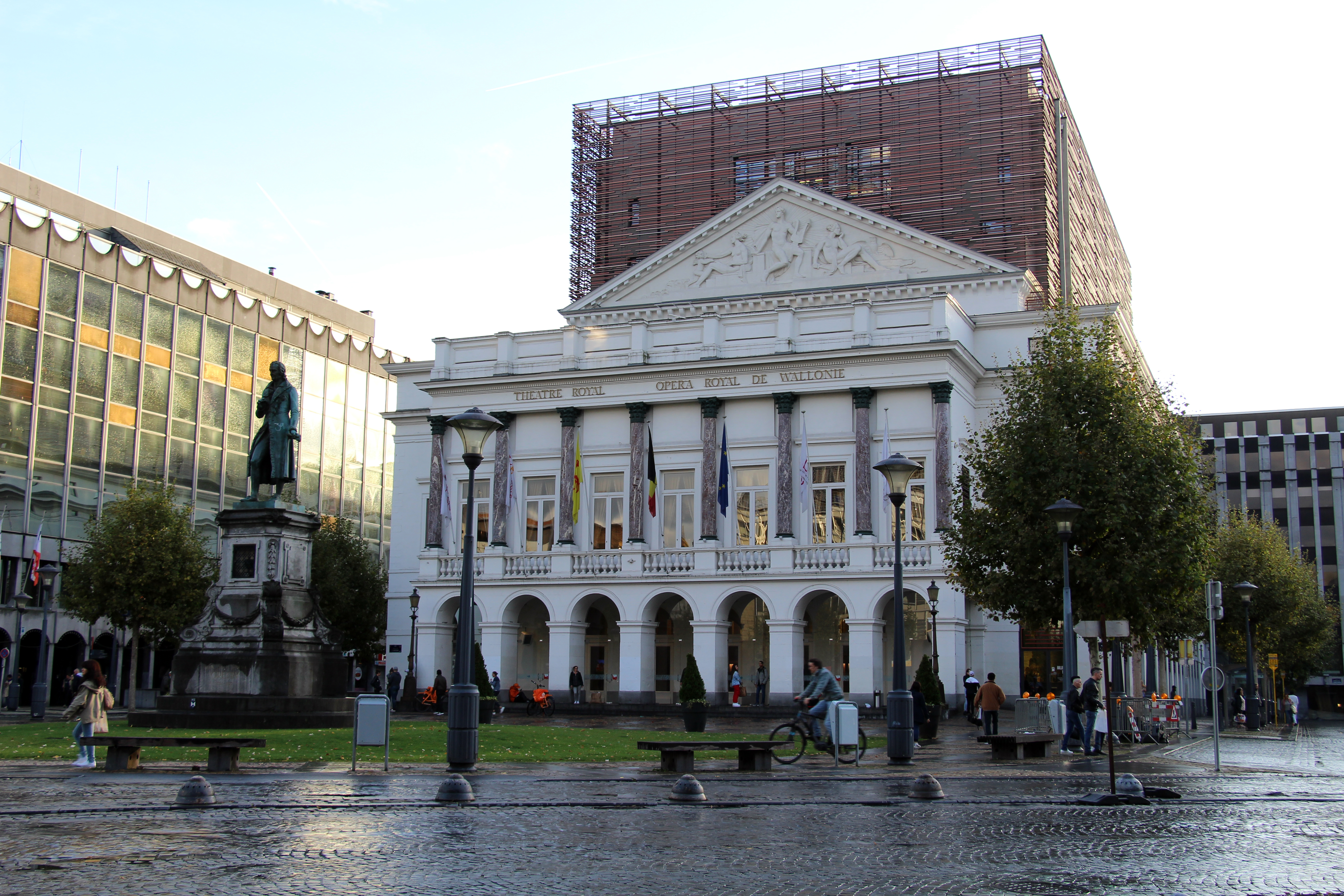
L'Opéra royal de Wallonie.

L'Opéra royal de Wallonie (ORW), autrefois Théâtre royal de Liège, construit en 1820 par l’architecte Auguste Duckers, profondément rénové depuis septembre 2012, pour mise aux normes de sécurité européennes, dispose d'une salle de 1 033 places, sous la direction musicale depuis 2007 de Paolo Arrivabeni. Fort d'une équipe de trois cents personnes, il présente, grâce à une nouvelle scène équipée de plateaux programmables et une fosse d’orchestre mobiles, une cinquantaine de spectacles annuels.

#### Théâtre contemporain
- Théâtre de Liège

#### Opérette
- Théâtre du Trocadero

#### Classique
- Le Moderne
- Théâtre Proscenium
- Théâtre universitaire royal de Liège
- Les Chiroux

#### Comédie
- Théâtre Arlequin
- Théâtre de l'Étuve
- La Bouffonnerie
- Comédie Centrale

#### Théâtre Wallon
- Théâtre du Trianon

#### Théâtre de Marionnettes
- Théâtre à Denis

### Musées
Liège héberge plusieurs grands musées dont, principalement :

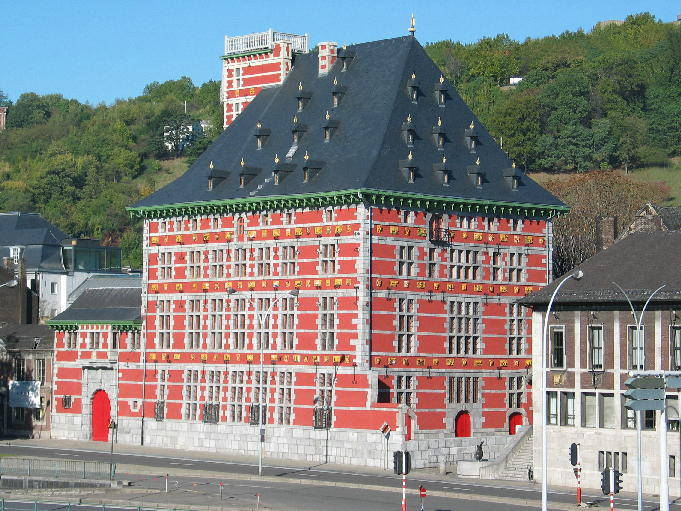
Musée Grand Curtius.

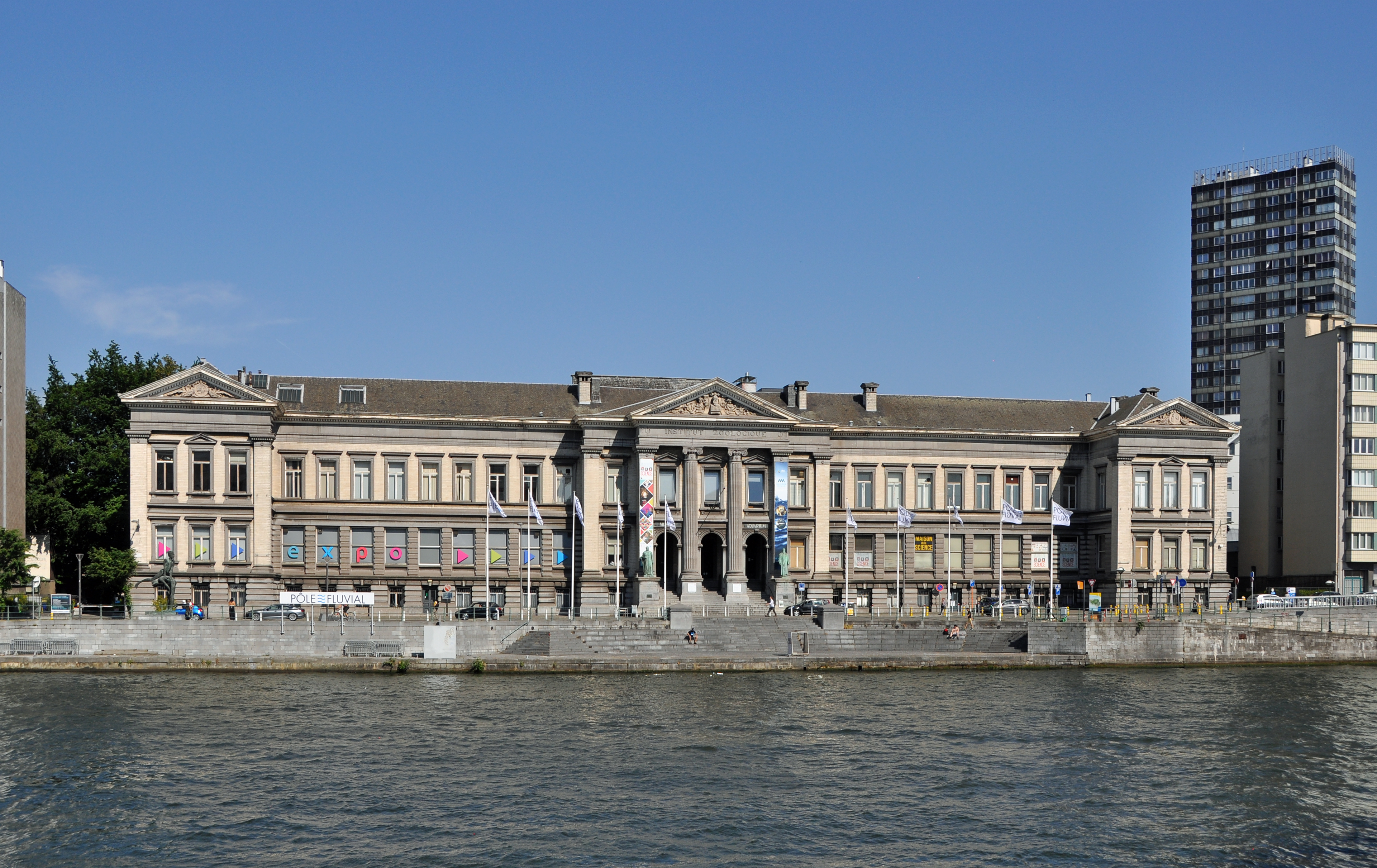
L'Aquarium-Muséum.

#### Grands musées
- La Boverie
- Grand Curtius
- Musée de la vie wallonne

#### Musées thématiques
- Aquarium-Muséum
- Archéoforum
- Fonts baptismaux de Saint-Barthélemy
- MADmusée
- Maison du Jazz
- Maison de la métallurgie et de l'industrie
- Maison de la science
- Musée d'Ansembourg
- Musée d'Archéologie Préhistorique
- Musée du Luminaire
- Musée des transports en commun
- Musée en plein air du Sart-Tilman
- Musée Grétry
- Musée Tchantchès
- Serres du jardin botanique
- Trésor de la cathédrale

### Films tournés à Liège
- 1967 : L'Inconnu de Shandigor de Jean-Louis Roy
- 1969 : Les Gommes de René Micha et Lucien Deroisy
- 1981 : Les Enquêtes du Commissaire Maigret - La Danseuse du Gai-Moulin (téléfilm) de Jean-Paul Sassy
- 2002 : Un honnête commerçant de Philippe Blasband[128]
- 2002 : Une part du ciel de Bénédicte Liénard[128]
- 2002 : Feu ma mère de Sandrine Dryvers et Thierry Tirtiaux[128]
- 2003 : Jeux d'enfants de Yann Samuell[note 32]
- 2004 : La Femme de Gilles de Frédéric Fonteyne
- 2005 : Le Couperet de Costa-Gavras[note 33]
- 2006 : Congorama de Philippe Falardeau[note 34]
- 2006 : La Raison du plus faible de Lucas Belvaux[note 35]
- 2007 : Le Silence de Lorna des frères Dardenne[note 36]
- 2008 : Eldorado de Bouli Lanners
- 2009 : Sœur Sourire de Stijn Coninx
- 2010 : Bullhead de Michaël R. Roskam[note 37]
- 2010 : Illégal de Olivier Masset-Depasse[note 38]
- 2012 : Une histoire d'amour d'Hélène Fillières
- 2012 : Des gens qui s'embrassent de Danièle Thompson[note 39],[129]
- 2012 : De rouille et d'os de Jacques Audiard[130]
- 2012 : Les Conquérants de Xabi Molia[131]
- 2012 : Belle du Seigneur de Glenio Bonder[note 39],[132]
- 2012 :  Populaire de Régis Roinsard[note 40],[133].
- 2013 : Une promesse de Patrice Leconte[130]
- 2013 : Le Cinquième Pouvoir de Bill Condon[note 41]
- 2016 : La Fille inconnue des frères Dardenne
- 2017 : Nico, 1988 de Susanna Nicchiarelli
- 2018 : La Femme la plus assassinée du monde de Franck Ribière
- 2018 : Duelles d'Olivier Masset-Depasse

### Archives
Les Archives de l'État disposent d'un dépôt à Liège, ouvert au public, où elles conservent les archives des institutions ou collectivités, familles ou personnes physiques dont le siège ou le domicile est ou était fixé sur le territoire de la province de Liège (à l’exception de l’arrondissement d’Eupen, dont les archives sont conservées aux Archives de l'État à Eupen).
La ville de Liège possède également ses propres fonds patrimoniaux, plus particulièrement orientés sur la ville elle-même : ils sont réunis à la bibliothèque Ulysse Capitaine.
L'université de Liège possède ses propres archives, comme le fonds Wittert qui regroupe de nombreux parchemins (Bibliothèques de l'université de Liège) et gravures anciennes. L'évêché de Liège possède également de nombreux documents.
Le Musée de la vie wallonne possède des archives intéressant toute la Wallonie.

### Sculptures

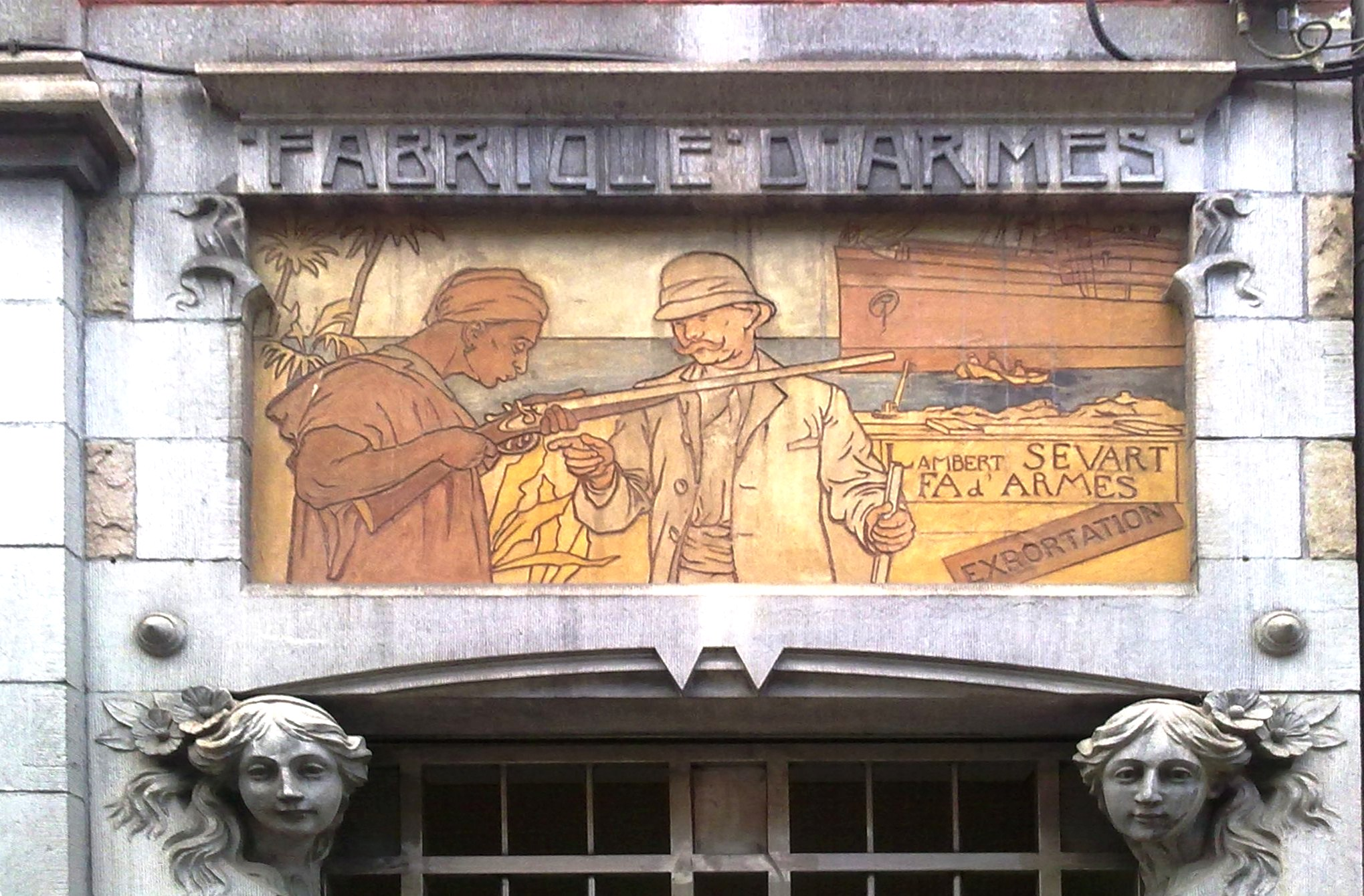
Sgraffite du fabricant d'armes L. Sevart, rue Grandgagnage.

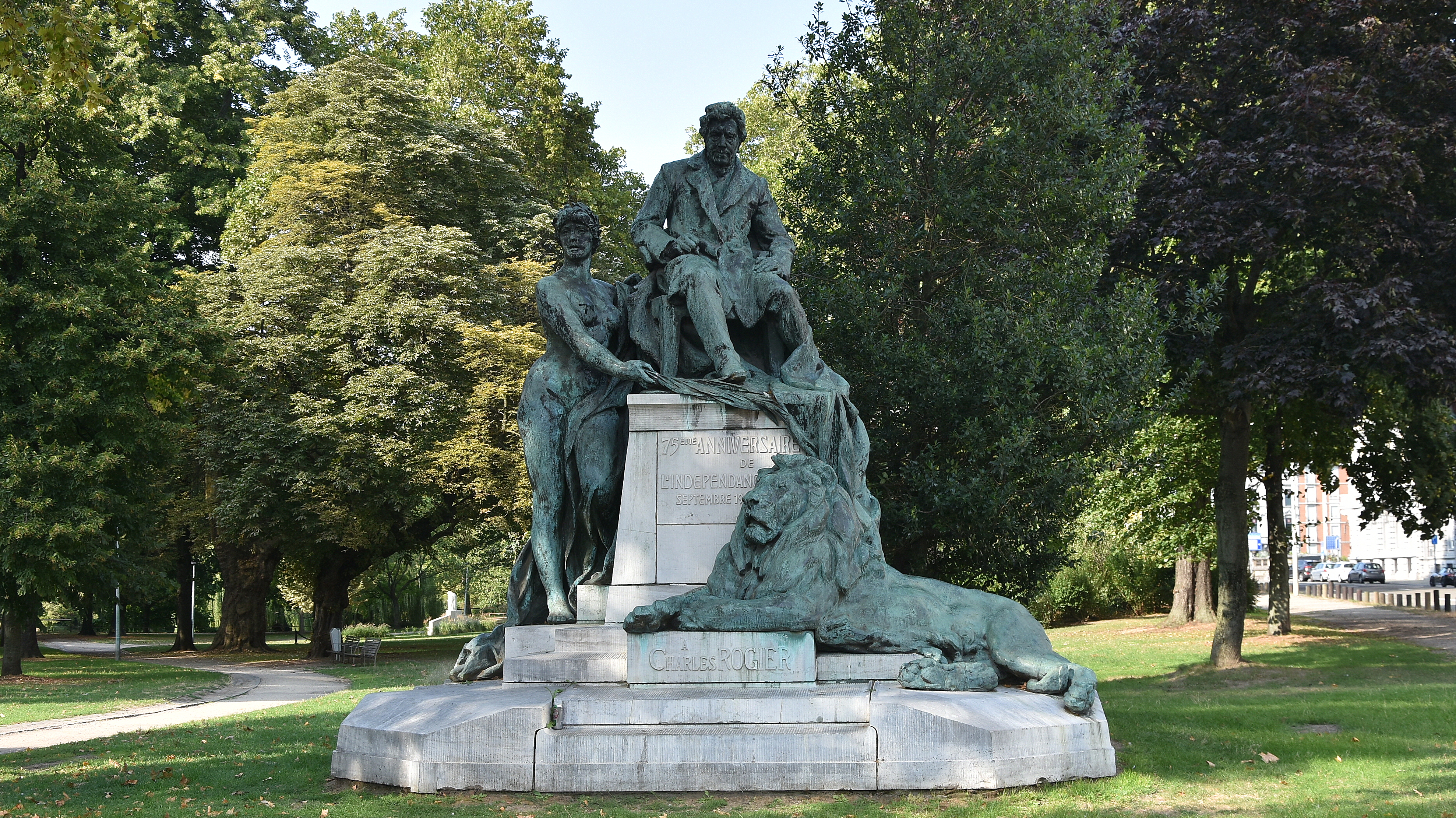
Le monument à Charles Rogier (1905) par Camille-Marc Sturbelle, commémorant le de l'indépendance de la Belgique.

Les nombreux squares, parcs et places de Liège présentent de multiples statues figurant, le plus souvent, ses hommes célèbres ou ses symboles :
- situées parc d'Avroy (boulevard d'Avroy et avenue Rogier) :
  - le monument national à la Résistance (1955) par Louis Dupont,
  - statue équestre de Charlemagne (1868) par Louis Jehotte,
  - le monument à Charles Rogier (1905) par Camille-Marc Sturbelle, commémorant le 75e anniversaire de l'indépendance de la Belgique,
  - le monument à Walthère Frère-Orban (1931) par Paul Du Bois,
  - la statue Le Fauconnier,
  - Le Cheval dompté d'Alphonse de Tombay,
  - bas-reliefs (l’Étude d'Adelin Salle, l'Insouciance de la jeunesse) sur la façade du lycée Léonie de Waha (1937) des sculpteurs Louis Dupont, Robert Massart et Adelin Salle,
  - Le Dompteur de taureaux, dit Li Torè (1881) par Léon Mignon, situé au lieu-dit les Terrasses ;
- la fontaine de la Vierge de Jean Del Cour, en Vinâve d'Île ;
- la statue monumentale du mémorial Albert Ier (1939) de Marcel Rau[134], à l'entrée du canal Albert ;
- la statue de Zénobe Gramme (1905) par Thomas Vinçotte, située entre le pont de Fragnée et le pont de Fétinne

- la statue d'André Dumont (1866) par Louis-Eugène Simonis, place du Vingt-Août ;
- statues et bas-reliefs du pont des Arches (entre 1947 et 1949).

### Littérature
Victor Hugo évoque la ville dans ses lettres fictives de récit de voyage Le Rhin (1842).

### Sports

#### Principales équipes
Les équipes citées ci-dessous jouent toutes au plus haut niveau de leur sport respectif.

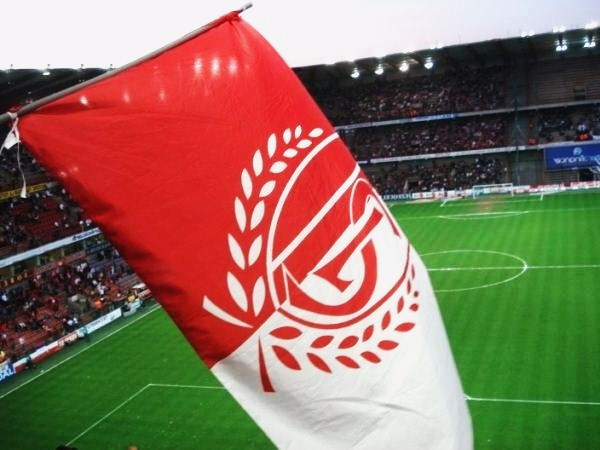
Drapeau du Standard flottant sur le Stade Maurice Dufrasne en 2009.

| Club                     | Sport              | Fondé en        | Ligue              | Stade                          |
| Clubs masculins          | Clubs masculins    | Clubs masculins | Clubs masculins    | Clubs masculins                |
| ------------------------ | ------------------ | --------------- | ------------------ | ------------------------------ |
| Liège Basket             | Basket-ball        | 1967            | BNXT League        | Country Hall                   |
| Standard de Liège        | Football           | 1898            | Pro League         | Stade Maurice Dufrasne         |
| Bulldogs de Liège        | hockey sur glace   | 1997            | BeNe League        | Patinoire de Liège             |
| Old Club de Liège Hockey | hockey sur gazon   | 1984            | Division d'Honneur | Chaussée de Tongres            |
| RFC Liégeois Rugby       | Rugby à XV         | 1958            | Division 1         | Complexe de Naimette-Xhovémont |
| Liège Monarchs           | Football américain | 2008            | Division 1         | Plaine de sports de Cointe     |
| Clubs féminins           |                    |                 |                    |                                |
| Liège Panthers           | Basket-ball        | 2014            | Division 1         | Salle du Bois Saint Jean       |
| Standard de Liège        | Football           | 1971            | BeNe League        | Académie Robert Louis-Dreyfus  |

#### Infrastructures
- Stades

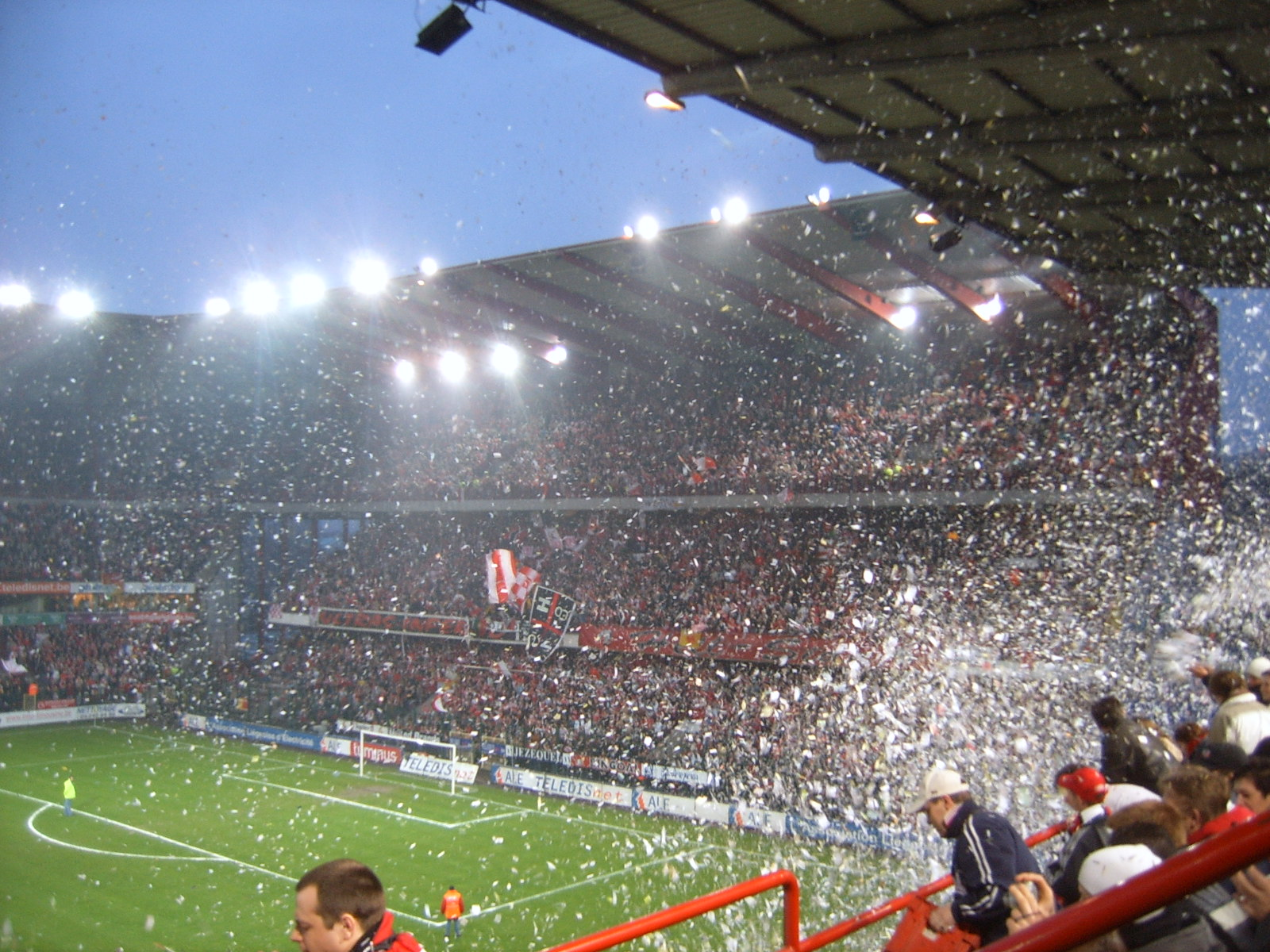
Stade Maurice Dufrasne du Standard de Liège, situé à Sclessin.

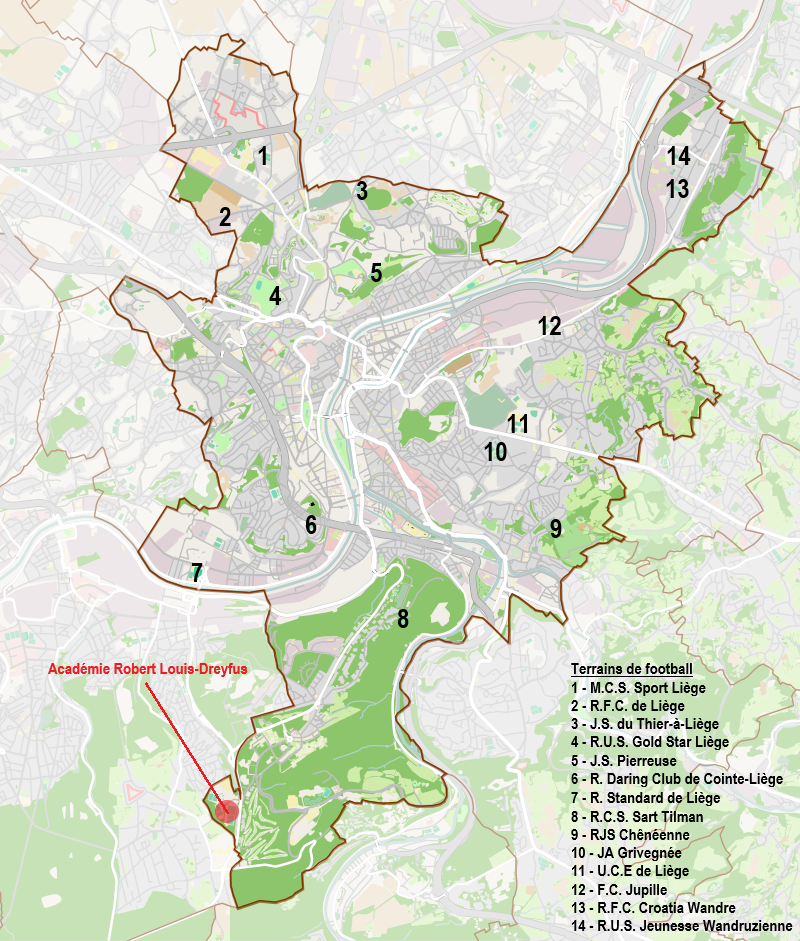
Terrains de football à Liège.

  - Stade Maurice Dufrasne à Sclessin, 30 023 places.
  - Stade de Rocourt à Rocourt, entre 8 000 à 10 000 places en construction.
  - Complexe de Naimette-Xhovémont à Naimette-Xhovémont, 5 000 places.
  - Terrain de l'Académie Robert Louis-Dreyfus, 800 places.
- Salles
  - Country Hall au Sart Tilman, 5 500 places.
  - Salle du Bois Saint Jean au Sart Tilman, 1 000 places.
- Patinoires
  - Patinoire de Liège à Longdoz, 1 250 places.
- Piste d'athlétisme
  - Complexe de Naimette-Xhovémont à Naimette-Xhovémont, 5 000 places.
- Piscines
  - Piscine communale d'Outremeuse.
  - Piscine communale de Grivegnée.
  - Piscine du Sart Tilman.
  - Une nouvelle piscine olympique au centre-ville (quartier de Jonfosse). Début des travaux en 2017 et inauguration en 2019[74].
- Parcours de golf
  - Golf de Bernalmont, parcours de 9 trous.
  - Royal Golf Club du Sart-Tilman, parcours de 18 trous.

#### Événements sportifs

##### Événements récurrents

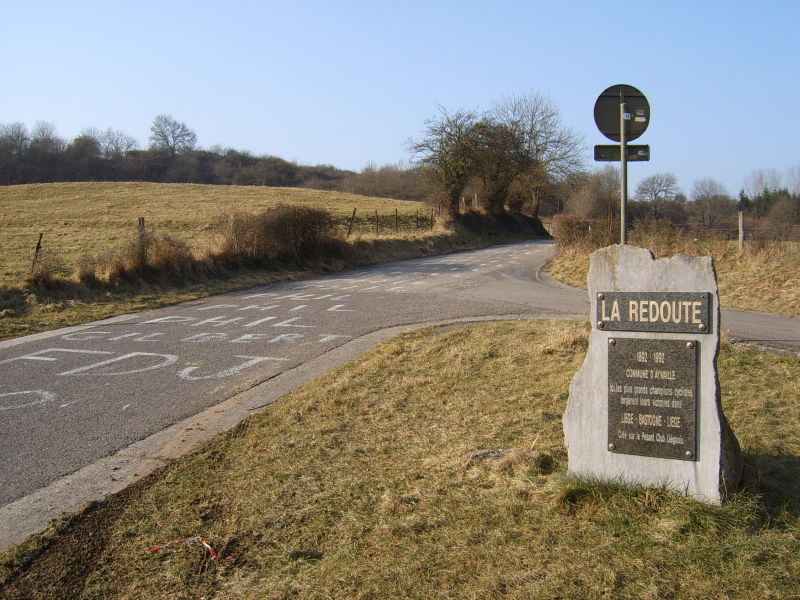
La côte de La Redoute à Aywaille, une des plus grosses difficulté de la doyenne des classiques.

- Liège-Bastogne-Liège : course cycliste, la doyenne des classiques.
- Meeting International de la Province de Liège : meeting d'athlétisme organisé par le RFCL, au Complexe de Naimette-Xhovémont.
- Jumping international de Liège.
- Belles courses de Liège.
- Le Jogging de Liège, 10 km.
- Liège-Bastogne-Liège espoirs.

##### Événements occasionnels

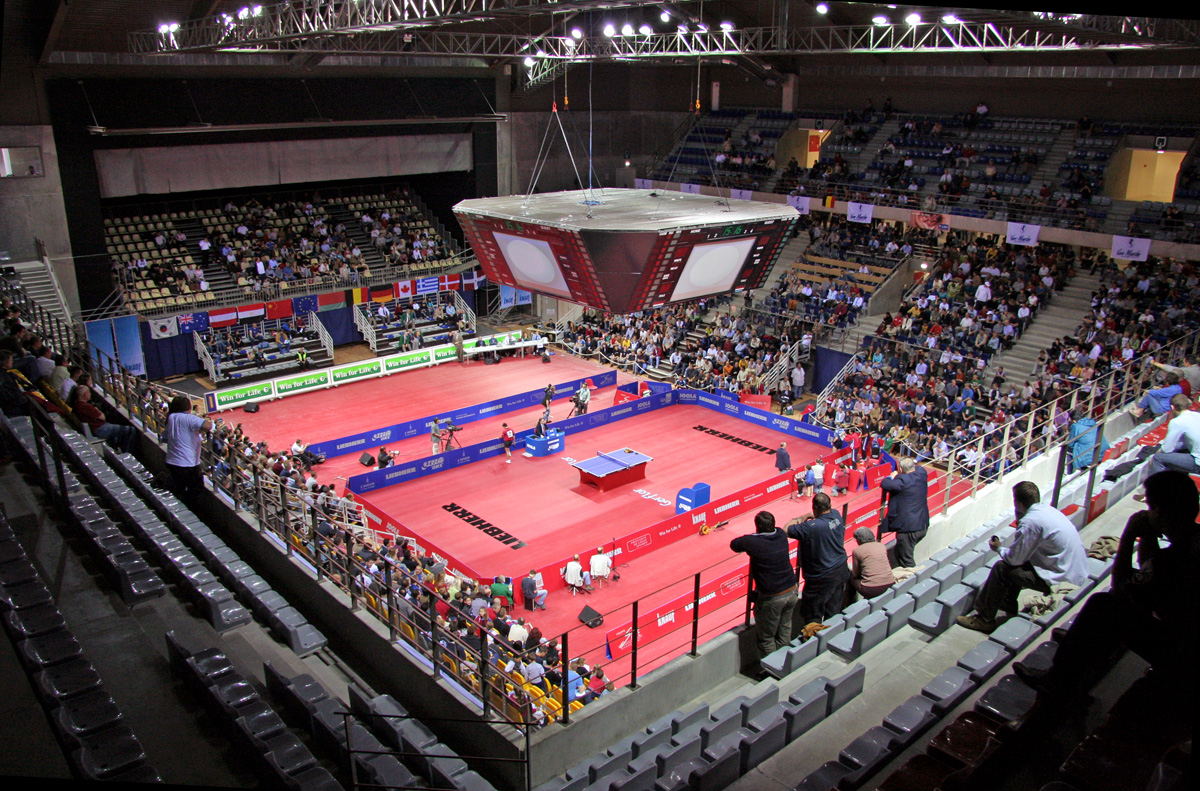
Coupe du monde de tennis de table en 2005 disputé au Country Hall (qui est aussi la salle du Liège Basket).

Liège eut la chance d'accueillir les trois grands tours : le Vuelta en 2009, le Giro en 2006, le Tour de France en 2004, 2012 et en 2017.
Elle a aussi accueilli en intégralité ou en partie les compétitions suivantes :
- Championnats du monde de cyclisme sur route 1930 ;
- Championnats du monde de cyclisme sur piste 1950 ;
- Championnat du monde de hockey sur glace 1952 ;
- Championnats du monde de cyclisme sur piste 1957 ;
- Championnats du monde de cyclisme sur piste 1963 ;
- Championnat d'Europe de football 1972 (match pour la troisième place) ;
- Finale de la Coupe d’Europe des clubs champions ( Ignis Varèse 71-66  CSKA Moscou) en  1973 ;
- Championnats du monde de cyclisme sur piste 1975 ;
- Championnat d'Europe de basket-ball 1977 (tous les matchs) ;
- Championnat du monde C masculin de handball 1982 (un match de phase de groupe, la petite finale et la finale) ;
- Supercoupe de Belgique de football 1982 (Standard de Liège 2-3 KSV Waregem) ;
- Supercoupe de Belgique de football 1983 (Standard de Liège 1-1 (5-4) KSK Beveren) ;
- Championnat d'Europe de football 2000 (trois matchs lors des phases de pools) ;
- Coupe d'Europe de football de plage 2003 (tous les matchs) ;
- Prologue du Tour de France 2004 ;
- Coupe du monde de tennis de table en 2005 ;
- Finales de la Coupe de Belgique de handball féminine et masculine en 2007 ;
- Championnats de Belgique d'athlétisme 2008 ;
- Supercoupe de Belgique de football 2008 (Standard de Liège 3-1 RSC Anderlecht) ;
- Coupe du monde de tennis de table en 2008 ;
- Supercoupe de Belgique de football 2009 (Standard de Liège 2-0 KRC Genk) ;
- Championnats de Belgique d'athlétisme 2010 ;
- 1re étape du Tour de France 2012 ;
- Prologue du Tour de France 2012 ;
- 2015 : organisation des huitièmes de finale de la Coupe Davis 2015, Belgique-Suisse ;
- Finales de la Coupe de Belgique de handball féminine et masculine en 2000, 2002, 2004, 2007, 2015.

## Jumelages
La ville de Liège est jumelée ou partenaire avec :
| - Nancy (France) depuis 1954 - Rotterdam (Pays-Bas) depuis le 3 juillet 1958 - Turin (Italie) depuis 1958 - Cologne (Allemagne) depuis le 3 juillet 1958 - Esch-sur-Alzette (Luxembourg) depuis le 3 juillet 1958 - Lille (France) depuis 1958 - Lubumbashi (République démocratique du Congo) depuis 1961 - Plzeň (Tchéquie) depuis 1965 | - Porto (Portugal) depuis 1977 - Cracovie (Pologne) depuis 1978 - Saint-Louis (Sénégal) depuis 1980 - Szeged (Hongrie) depuis 2001 - Gand (Belgique) - Port-Vila (Vanuatu) - Ramallah (Palestine) |

À la suite de l'invasion de l'Ukraine par la Russie en 2022, la ville de Liège a suspendu son jumelage avec  Volgograd (Russie), établi en 1959.
Dans le cadre de l'Eurégio Meuse-Rhin, la ville entretient des relations privilégiées avec :
- Maastricht (Pays-Bas) depuis 1955
- Aix-la-Chapelle (Allemagne) depuis 1955
- Hasselt (Belgique) depuis 1955
- Heerlen (Pays-Bas) depuis 1955

Ce sont les villes MAHHL (Maastricht, Aix-la-Chapelle, Hasselt, Heerlen et Liège).
Elle a des ententes de partenariat, de coopération et d'amitié avec :
- Québec (Canada) depuis 2002
- Samarcande (Ouzbékistan) depuis janvier 2005
- Taiyuan (Chine) depuis 2005
- Tanger (Maroc) depuis 2006
- Abidjan (Côte d'Ivoire) depuis le 26 mars 2013